# 世界遺産
世界遺産（、英: World Heritage Site）は、1972年のユネスコ総会で採択された「世界の文化遺産及び自然遺産の保護に関する条約」（世界遺産条約）に基づいて世界遺産リスト（世界遺産一覧表）に登録された、文化財、景観、自然など、人類が共有すべき「顕著な普遍的価値」を持つ物件のことで、移動が不可能な不動産が対象となっている。慣例的な用法として、その中の文化遺産を世界文化遺産、自然遺産を世界自然遺産と呼ぶことがある。

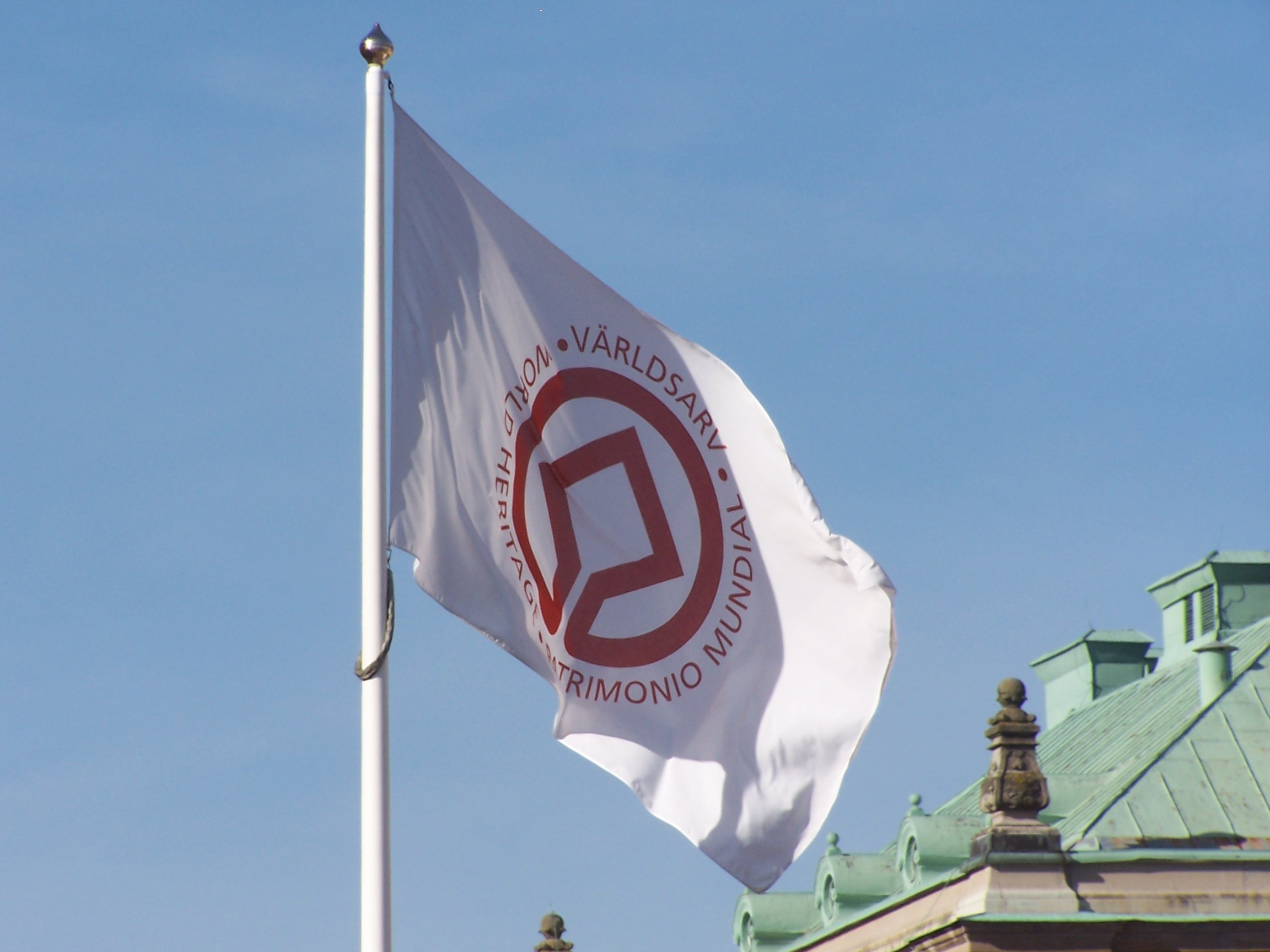
世界遺産のエンブレムの旗。このエンブレムは第2回世界遺産委員会で採択されたミシェル・オリフ作の標章で、人間の文化（四角）と地球の自然（円形）が分かちがたいことを示している。

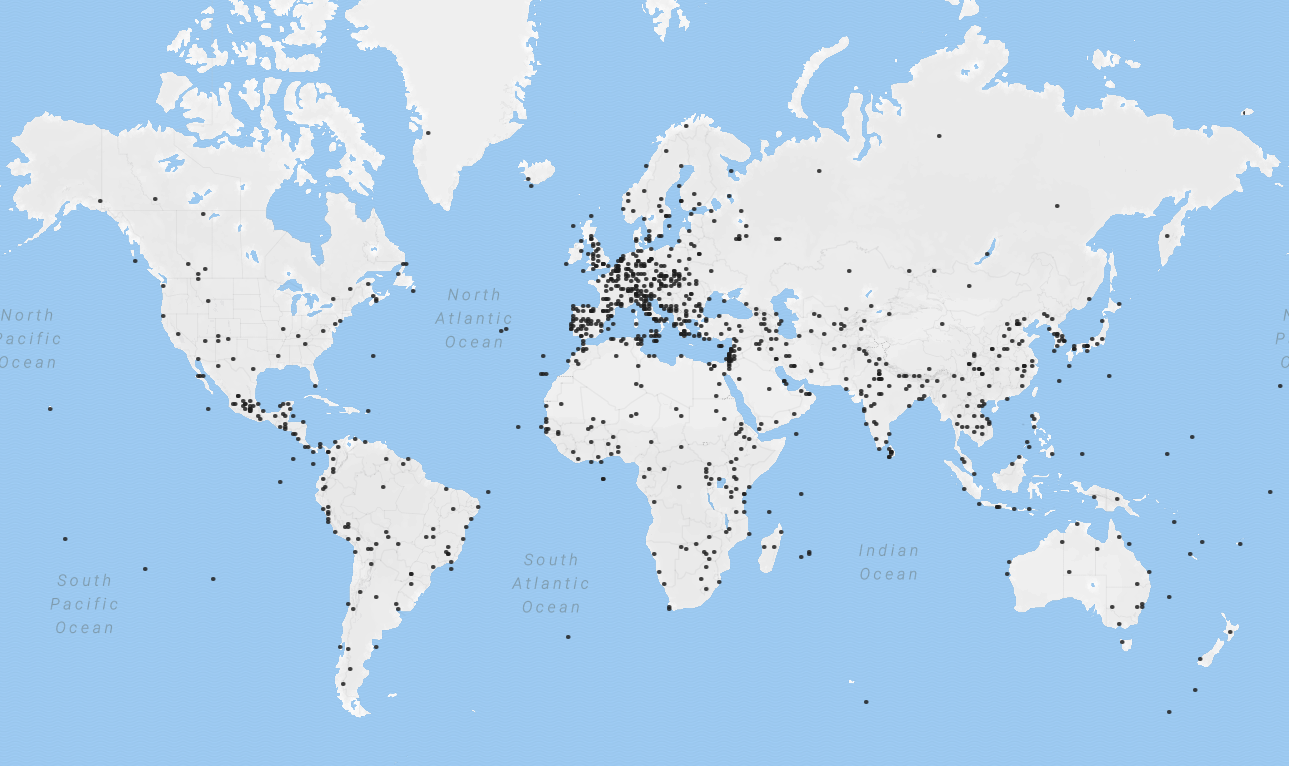
ユネスコ世界遺産がある場所の地図

なお、世界遺産の制度では正式な文書は英語とフランス語で示され、日本語文献では英語が併記されることがしばしばある一方、フランス語が併記されることは普通ないため、以下では参照しやすさを考慮し、主たる用語には英語を併記する。

## 概要
世界遺産は、「顕著な普遍的価値」を有する文化遺産や自然遺産などであり、1972年に成立した世界遺産条約に基づき、世界遺産リストに登録された物件を指す。世界遺産条約はユネスコ成立以前、20世紀初頭から段階的に形成されてきた国際的な文化財保護の流れと、国立公園制度を最初に確立したアメリカ合衆国などが主導してきた自然保護のための構想が一本化される形で成立したものである。
世界遺産は、政府間委員会である世界遺産委員会の審議を経て決定される。その際、諮問機関として、文化遺産については国際記念物遺跡会議（ICOMOS）が、自然遺産については国際自然保護連合（IUCN）がそれぞれ勧告を出し、両方の要素を備えた複合遺産の場合には、双方がそれぞれ勧告する。潜在的ないし顕在的に保存することが脅威にさらされている遺産は、危機遺産リストに登録され、国際的な協力を仰ぐことになる。それ以外の世界遺産も、定期報告を含む保全状況の確認が登録後にも行われる。適切な保護活動が行われていないなど、世界遺産としての「顕著な普遍的価値」が失われたと判断された場合には、世界遺産リストから抹消されることもありうる。実際、2007年にはアラビアオリックスの保護区が初めて抹消された物件となった。その後も2件の世界遺産が抹消されている。
その一方で、世界遺産条約締約国は190か国を超え、2015年には世界遺産リスト登録物件が1,000件を超えた。世界遺産条約はもっとも成功した国際条約と呼ばれることもしばしばであるが、反面、その登録件数の増加に対しては、保護・管理といった本来の趣旨に照らして懸念を抱く専門家たちもいる。のみならず、専門家の勧告を覆す政治的決定の増加、都市開発と遺産保護の相克、過度の観光地化など、知名度が高くなったからこその問題も持ち上がっている。また、複数国で共有する「国境を越える世界遺産」は国際平和に貢献しうるものではあるが、領土問題や歴史認識が関わる審議では、国際的あるいは国内的に物議を醸すこともあり、武力衝突につながったことさえある（タイとカンボジアの国境紛争）。
世界遺産を守っていくためには教育や広報の重要性も指摘されており、ユネスコは若者を対象にした教材の開発や国際フォーラムの開催なども実施してきた。大学などの研究者には「世界遺産学」という学際的な学問を提唱する者たちもおり、大学・大学院によっては世界遺産に関する学科や専攻が設置されている場合があるほか、関連する講座が開講されている大学もある。
世界遺産は有形の不動産を対象としており、同じユネスコの遺産でも、無形文化遺産や世界の記憶（世界記憶遺産）とは異なる制度である。ただし、日本語の文献や報道では、これらがまとめて「ユネスコ三大遺産事業」などと呼ばれることもある。

## 歴史
ユネスコ第8代事務局長松浦晃一郎は2008年に世界遺産について叙述した際、1978年から1991年を「第一期」、1992年から2006年を「第二期」、2007年からを「第三期」と位置づけていた。以下ではこの区分に準じて、世界遺産の歴史を叙述する。

### 前史

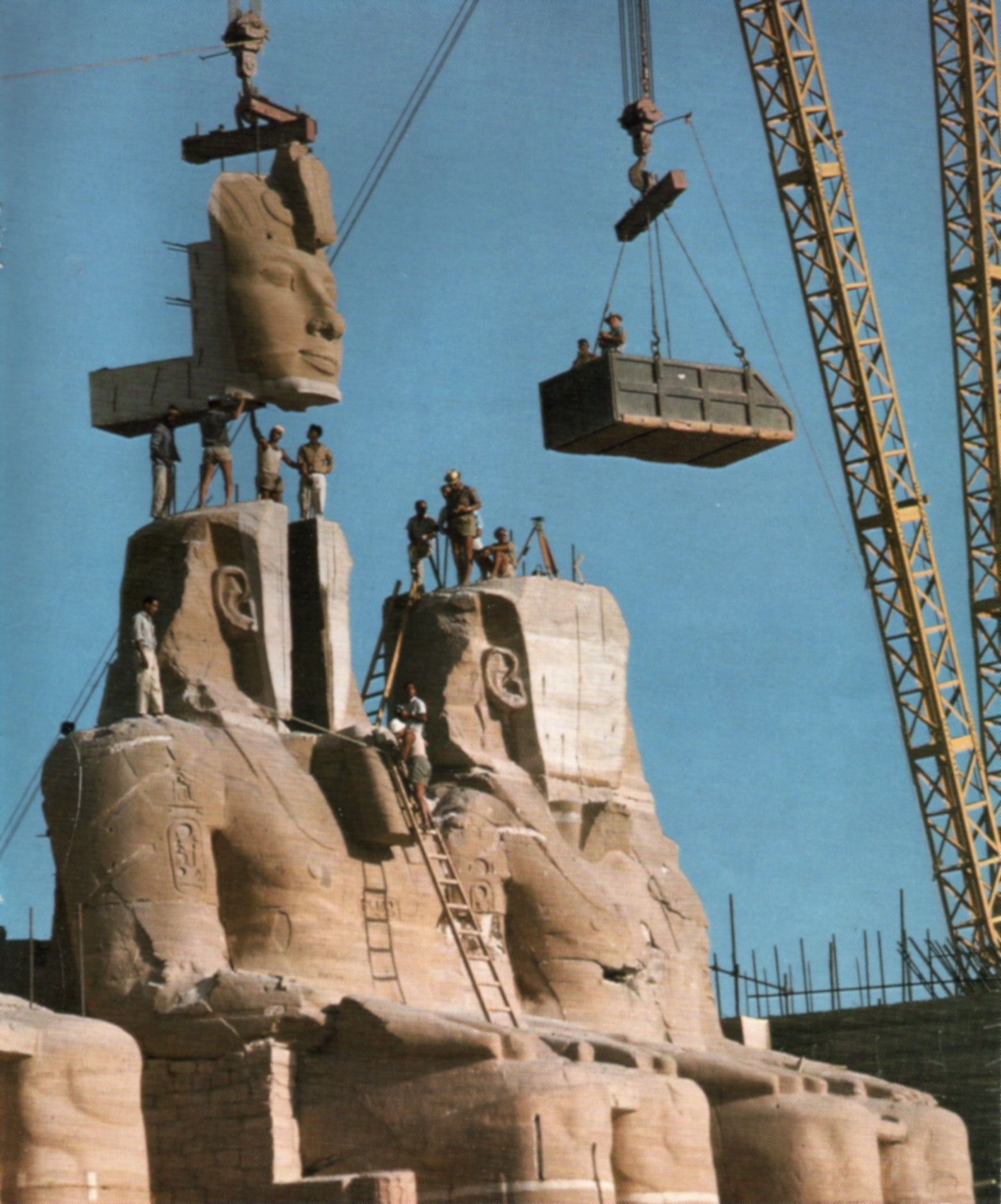
アブ・シンベル神殿の移築工事（1967年）

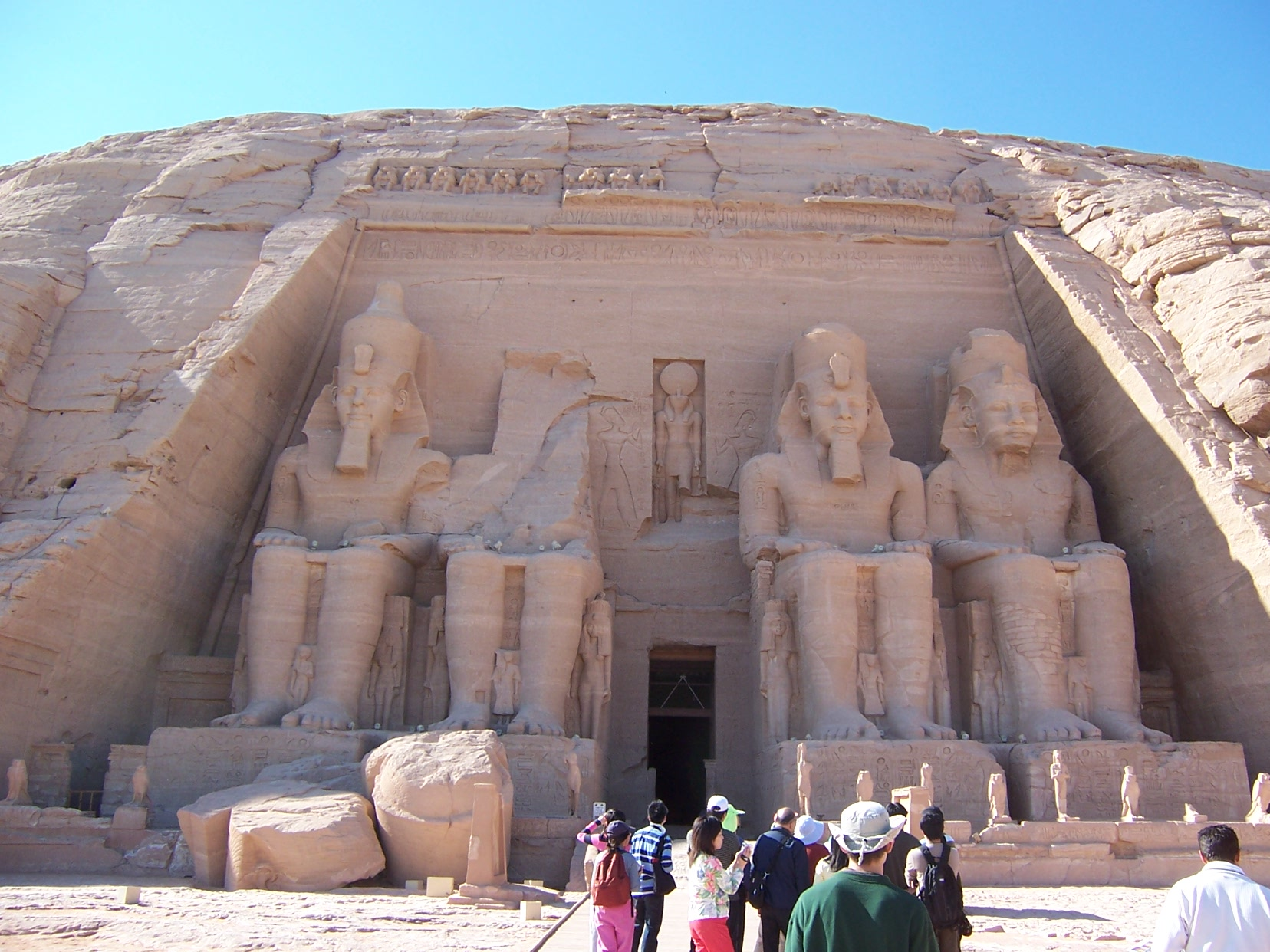
移築後のアブ・シンベル神殿（2007年）

国際的に文化遺産を保護しようという動きは、戦時における記念建造物などの毀損を禁じた1907年ハーグ条約から始まったとされる。その後、レーリッヒ条約、アテネ憲章なども整備されたが、第一次世界大戦、第二次世界大戦では文化財にも多大な損害がもたらされた。
1945年に国際連合教育科学文化機関（ユネスコ）が設立されると、その憲章には、「世界の遺産である図書、芸術作品並びに歴史及び科学の記念物の保存及び保護を確保し、且つ、関係諸国民に対して必要な国際条約を勧告すること」（第1条・抜粋）と明記された。ユネスコは文化遺産保護の制度を整備していき、1951年には「記念物・芸術的歴史的遺産・考古学的発掘に関する国際委員会」が設立された。この委員会の勧告をもとに、ユネスコ総会での採択を踏まえて1959年に設立されたのが、文化財保存修復研究国際センター（ICCROM）である。そして、国際委員会そのものは、1931年のアテネ憲章を発展的に継承したヴェネツィア憲章（1964年）を踏まえて、1965年に国際記念物遺跡会議（ICOMOS）となった。
また、ユネスコが「1907年ハーグ条約」を発展させるために検討した結果を踏まえ、武力紛争の際の文化財の保護に関する条約、いわゆる「1954年ハーグ条約」が採択され、武力紛争の際にも文化財などに対する破壊行為を行うべきでないことが打ち出された。これ以降も、ユネスコは文化財保護に関する勧告や条約を次々と採択していった。
こうした流れの中で重要だったのが、ヌビア遺跡保存国際キャンペーンである。エジプト政府はナイル川流域でのアスワン・ハイ・ダム建設を1950年代から計画し始めていた。このダムが完成した場合、アブ・シンベル神殿をはじめとするヌビア遺跡が水没することが懸念され、それを受けて1960年から国際キャンペーンが展開されたのである。ヌビア遺跡救済は、ダム建設を決定したエジプト大統領ナセル自身がユネスコに要請したものであったが、スエズ運河国有化に対する欧米諸国の反発、アスワン・ハイ・ダム建設へのソ連の支援といった背景により、難航が予想された。しかし、フランス文化大臣アンドレ・マルローの名演説などもあって、50か国から、総事業費の半額に当たる約4,000万ドルの募金が集まり、日本からも28万ドルが寄せられた（日本政府が1万ドル、朝日新聞社が27万ドル）。成功裏に終わったこのキャンペーンは、その後も続く国際キャンペーンの嚆矢となり、続いて北イタリアの水害を受けてフィレンツェとヴェネツィアの文化財を保護するためのキャンペーンが1966年に行われた。そして、同じ年のユネスコ総会では、世界的価値を持つ文化遺産を保護するための枠組み作りを始めることが決議され、これが世界遺産条約につながる土台のひとつとなった。これが「普遍的価値を有する記念工作物、建造物群及び遺跡の国際的保護のための条約」と称された案で、1970年のユネスコ総会にて、次回の総会（総会は2年に1回開催）で提出されることが決まった。なお、この案では、国際的な援助が要請される遺産のリストのみが想定されていた。それに対応するのは現在の世界遺産リスト全体ではなく「危機にさらされている世界遺産リスト」のみといえる。
他方、1948年設立の国際自然保護連合（IUCN）でもアメリカ合衆国が主導する形で、主として自然遺産保護のための条約作りが進められていた。アメリカではホワイトハウス国際協力協議会自然資源委員会が1965年に「世界遺産トラスト」を提唱し、優れた自然を護る国際的な枠組みが模索されており、その具体化作業がIUCNを通じて行われていたのである。アメリカはイエローストーン国立公園設立（1872年）によって世界で最初に国立公園制度を確立した国であり、大統領リチャード・ニクソンは「環境に関する教書」（1971年）において、国立公園誕生100周年（1972年）を期して、世界遺産トラストを具体化することの意義を説いた。そうしてできたのが、「普遍的価値を有する自然地域と文化的場所の保存と保護のための世界遺産トラスト条約」と称された案で、こちらの案に盛り込まれた「世界遺産登録簿」案が現在の世界遺産リストにつながった。

### 世界遺産の成立

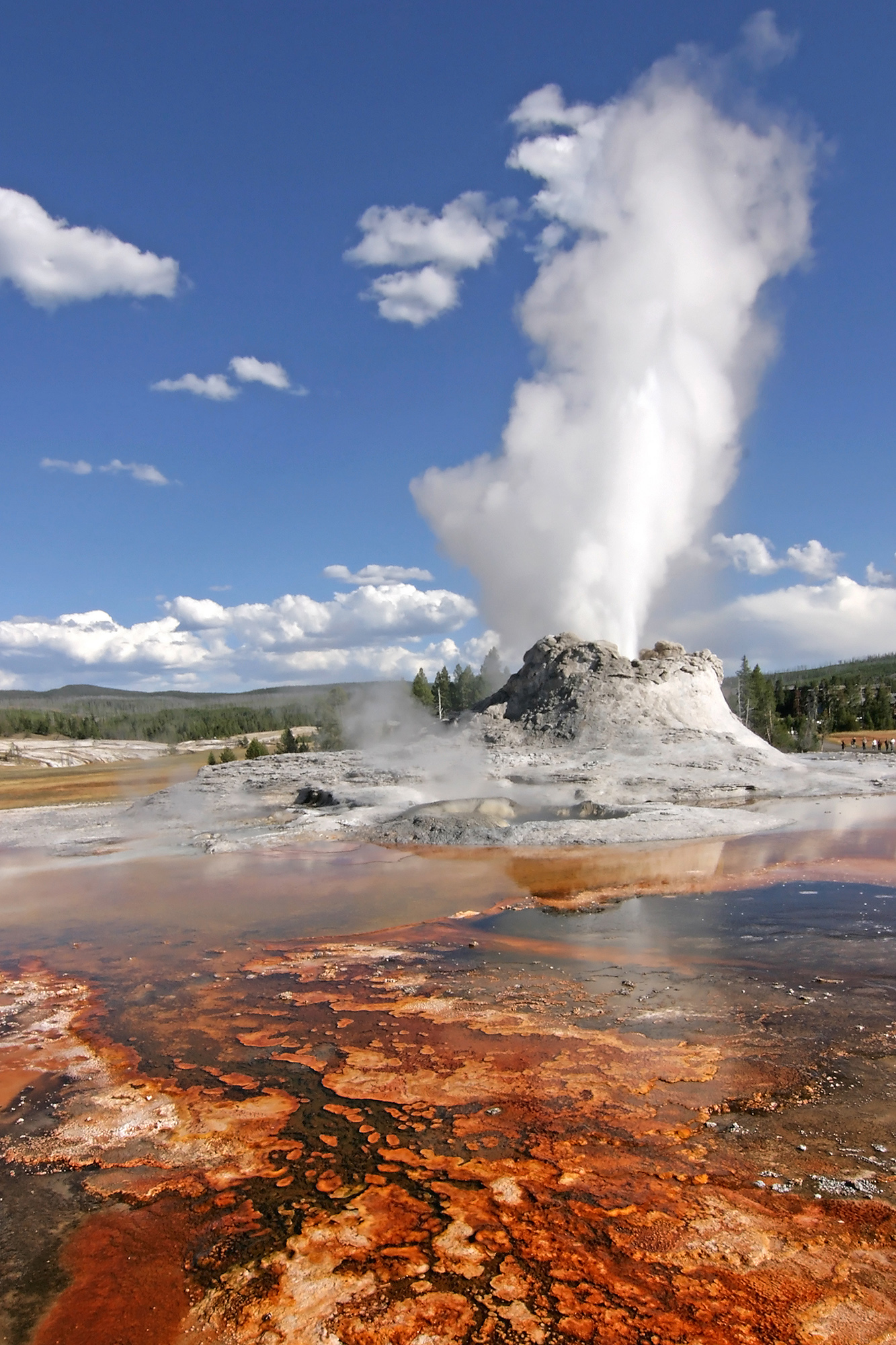
世界初の国立公園イエローストーンも、「世界遺産第1号」のひとつ

上述の2つの流れは、国際連合人間環境会議（1972年）に先立つ政府間専門会議でのユネスコ事務局長ルネ・マウの提案もあり、一本化されることで合意された。その結果、同年11月16日、パリで開催された第17回ユネスコ総会（議長萩原徹）にて、一本化された「世界の文化遺産および自然遺産の保護に関する条約」（世界遺産条約）が採択された。翌年アメリカ合衆国が最初に批准し、1975年9月17日に締約国が20か国に達した。これによって発効の要件を満たしたため、3か月後の12月17日に正式に発効した。
1976年11月には第1回世界遺産条約締約国会議が開かれた。締約国会議はユネスコ総会に合わせる形で（つまり2年に1回）開催され、世界遺産委員会の委員国選出や世界遺産基金への各国の分担金額の決定が行われる。その第1回会議で最初の世界遺産委員会の委員国が選出され、翌年には第1回世界遺産委員会が開催された。この委員会で採択されたのが、世界遺産登録の基準なども含む「世界遺産条約履行のための作業指針」（以下「作業指針」と略記）であり、この「作業指針」はその後も改定を重ねることとなる。
そして、1978年の第2回世界遺産委員会で、エクアドルのガラパゴス諸島や西ドイツのアーヘン大聖堂など12件（自然遺産4、文化遺産8）が、最初の世界遺産リスト登録を果たした（いわゆる「世界遺産第1号」）。翌年の第3回世界遺産委員会では、世界遺産制度のきっかけとなったヌビア遺跡なども含む45件が登録され、一気に5件ずつ登録したエジプトとフランスが保有国数1位となった。この第3回世界遺産委員会は、最初の複合遺産（ティカル国立公園）が誕生した会合であるとともに、直近の大地震で大きな被害を受けたコトルの自然と文化歴史地域（ユーゴスラビア社会主義連邦共和国）が最初の危機遺産リスト記載物件になった会合でもある。その後は、1980年の第4回世界遺産委員会におけるワルシャワ歴史地区登録（後述）など、議論になる案件もあったものの、締約国、登録件数とも増加していった。

### 登録対象の拡大

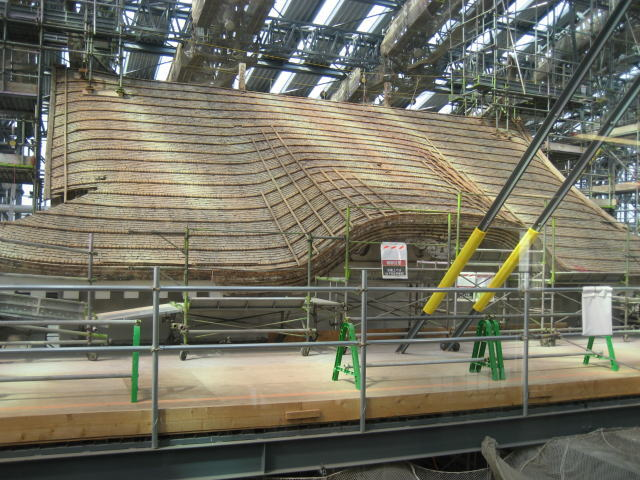
「平成の修理」中に屋根瓦を剥がされた姫路城。解体修理をともなう日本の文化財保存のあり方が、世界遺産概念に一石を投じた。

世界遺産に関する業務の増大を踏まえ、1992年には、世界遺産の事務局にあたる世界遺産センターがユネスコ本部内に設置された。当初はユネスコの文化遺産部との棲み分けが十分になされていなかったが、のちに世界遺産センターは有形の文化遺産を、ユネスコ文化遺産部はおもに無形の文化遺産を担当する形で業務分担された。
1992年は「作業指針」に文化的景観の概念が導入された年でもある。詳しくは後述するが、この概念は、より多様な文化遺産に世界遺産登録への道を開くものであり、登録件数の多い欧米と、それ以外の地域との間の、不均衡の是正にも寄与することが期待された。
1992年は日本が世界遺産条約を批准した年でもあり、先進国では最後にあたる125番目の締約国となった（同年の6月30日に受諾書を寄託、9月30日に発効）。日本の参加が他国と比べて遅れた理由は、いくつか指摘されている。たとえば、文化財保護法などの独自の保護関連法制が整っていて必要性が認識されづらかったこと、参加した場合の煩瑣な行政手続きや国内法の修正作業への懸念があったこと、重要性に対する認識が希薄な中で国会審議の優先順位が高くなかったこと、冷戦下でアメリカを刺激したくなかったこと、世界遺産基金の分担金拠出に関する議論が決着しなかったこと、省庁の縦割り行政の弊害があったことなどが挙げられている。
国内では紆余曲折あった日本の参加だが、参加してすぐに重要な議論を本格化させることになる。それは「木の文化をどう評価するか」ということである。日本の世界遺産のうち、最初の文化遺産は姫路城と法隆寺地域の仏教建造物である（いずれも1993年登録）。これらはいずれも解体修理の手法で現代に伝えられてきた建造物であり、基本的にそのような修理を必要としない「石の文化」の評価基準になじまない側面があったために議論となり、それが「真正性に関する奈良文書」の成立につながった（後述参照）。これは、アジアやアフリカに多い木、日干し煉瓦、泥の建築物など、多様な世界遺産を増やすことにつながり、世界遺産の歴史の中で重要な意義を持った。

### 抹消される事例の出現

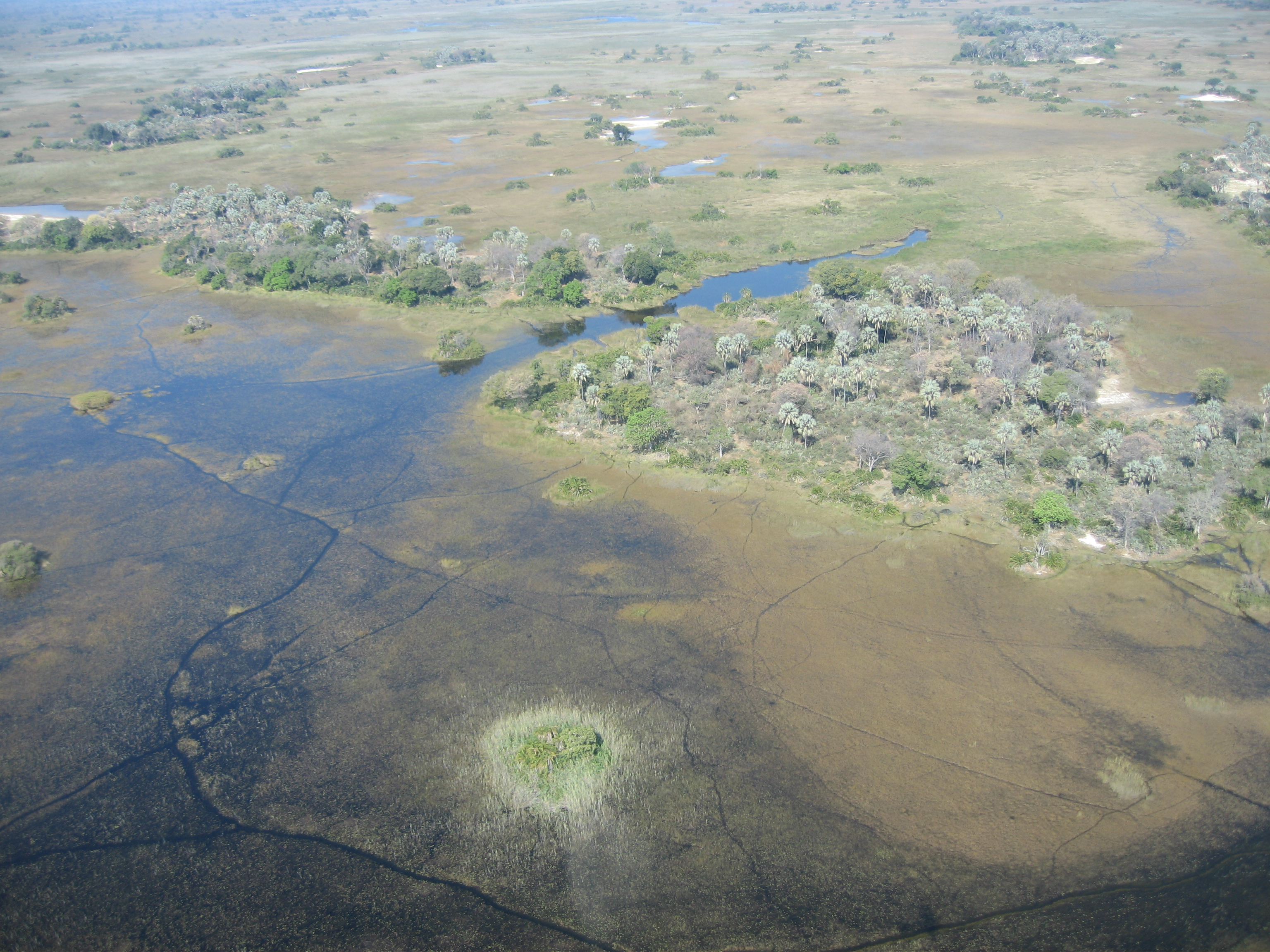
1,000件目となったオカバンゴ・デルタ

世界遺産は毎年その件数が増えていく中で、上限に関する議論なども見られ始める（後述）。その一方で、登録物件から「顕著な普遍的価値」が失われた場合などには、その物件は世界遺産リストから抹消される規定が存在していたが、そのような事例は長らく存在していなかった。しかし、2007年の第31回世界遺産委員会でアラビアオリックスの保護区が初めて抹消され、続いて2009年の第33回世界遺産委員会ではドレスデン・エルベ渓谷が、さらに2021年の第44回世界遺産委員会で海商都市リヴァプールが抹消された。松浦晃一郎は、最初の抹消事例が出た2007年以降を、保全や保護に対する重要性がいっそう増した時期と見なしている。
さまざまな課題を抱える一方で、世界遺産の数は増加し続けている。産業遺産や文化の道など、比較的新しい文化遺産のカテゴリーも取り込みつつ、2010年にはハノイのタンロン皇城の中心区域（ベトナムの世界遺産）をもって世界遺産登録件数が900件を突破、2014年にはオカバンゴ・デルタ（ボツワナの世界遺産）の登録をもって1,000件を突破した。

2025年の第47回世界遺産委員会時点での条約締約国は196か国、世界遺産の登録数は1,248件（170か国）となっている。その締約国数、人気、知名度などから、しばしば国際条約の中で最も成功した部類に数えられている。

## 登録対象

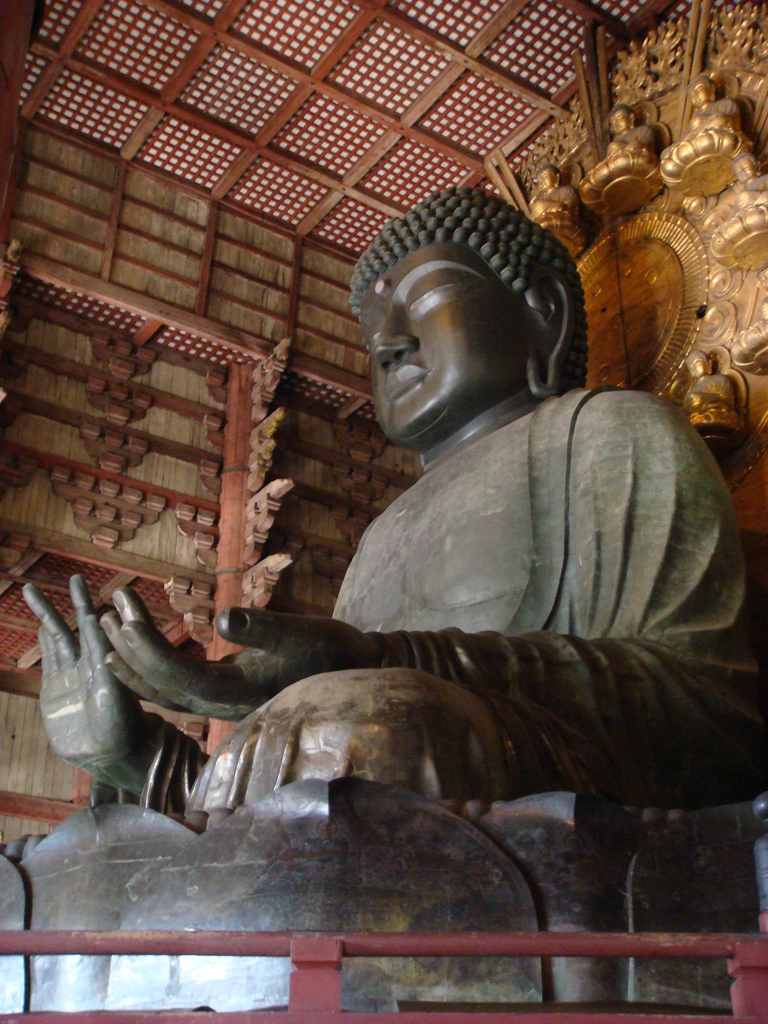
東大寺大仏

登録される物件は不動産、つまり移動が不可能な土地や建造物に限られる。そのため、たとえば寺院が世界遺産になっている場合でも、中に安置されている仏像などの美術品（動産・可動文化財）は、通常は世界遺産登録対象とはならない。ただし、東大寺大仏のように移動が困難と認められる場合には、世界遺産登録対象となっている場合がある。逆に、将来的に動産になる可能性があると判断される場合、推薦時点で不動産であっても認められない（「作業指針」第48段落）。チェルヴェーテリとタルクイーニアのエトルリア墓地遺跡群（イタリア）の登録時には、優れた出土品の数々が収められた隣接する博物館を登録対象にするかどうかが議論になったが、世界遺産委員会はあくまでも不動産しか評価対象にしないとして、収蔵している出土品を理由とする形での博物館登録は認めなかった。このような対象の設定に対する限界が、のちの無形文化遺産の枠組みにつながった（後述）。
世界遺産に登録されるためには、後述する世界遺産評価基準を少なくとも1つは満たし、その「顕著な普遍的価値」を証明できる「完全性」と「真正性」を備えていると、世界遺産委員会から判断される必要がある。その際、同一の歴史や文化に属する場合や、生物学的・地質学的特質などに類似性が見られる場合に、シリアル・プロパティーズ（関連性のある資産群）としてひとまとめに登録することが認められている（「作業指針」第137段落）。たとえば、フランス、インド、日本、アルゼンチンなど7か国の世界遺産であるル・コルビュジエの建築作品-近代建築運動への顕著な貢献-などはその例である。
また登録されたあと、将来にわたって継承していくために、推薦時点で国内法などによってすでに保護や管理の枠組みが策定されていることも必要である。日本の例でいえば、原爆ドームの世界遺産推薦に先立ち、文化財保護法が改正されて原爆ドームの史跡指定が可能になったことも、そうした点に合致させる必要があったためである。

## 分類
世界遺産はその内容によって文化遺産、自然遺産、複合遺産の3種類に分けられている。なお、日本語文献ではしばしば無形文化遺産も単に「世界遺産」と呼ばれることがあるが、後述するように、そちらは世界遺産条約の対象ではなく、世界遺産委員会で扱われる「文化遺産」には含まれない。
また、内容的な区分以外にも、国際的な対応の優先度の高い「危機にさらされている世界遺産」（危機遺産）、2か国以上で保有する「国境を越える資産」、非公式な分類だが日本語圏では広く用いられる「負の世界遺産」などがある。

### 文化遺産
文化遺産は世界遺産条約第1条に規定されており、記念工作物、建造物群、遺跡のうち、歴史上、芸術上あるいは学術上顕著な普遍的価値を持つものを対象としている。しばしば「世界文化遺産」と呼ばれる。
基本的なカテゴリーは上記の3種のままだが、それらに内包されるカテゴリーとして、上述のように1992年に文化的景観の概念が追加され、以降、産業遺産、文化の道など多様なカテゴリーが加わった。文化遺産は研究の深化とともに範囲が広がっており、それゆえICOMOSも、世界文化遺産の一覧は「開いた一覧」となる見通しを示している。

### 自然遺産
自然遺産は世界遺産条約第2条に規定されている。その定義では「無生物又は生物の生成物又は生成物群から成る特徴のある自然の地域であって、鑑賞上又は学術上顕著な普遍的価値を有するもの」「地質学的又は地形学的形成物及び脅威にさらされている動物又は植物の種の生息地又は自生地として区域が明確に定められている地域であって、学術上又は保存上顕著な普遍的価値を有するもの」「自然の風景地及び区域が明確に定められている自然の地域であって、学術上、保存上又は景観上顕著な普遍的価値を有するもの」が挙げられている。しばしば「世界自然遺産」と呼ばれる。
文化遺産の場合は、ICOMOS によるテーマ別研究によって多様な文化遺産の模索がなされてきたが、IUCNは少なくとも第39回世界遺産委員会（2015年）の時点では、財政事情から自然遺産のテーマ別研究はしていないことを明かしている。ただし、そもそも自然遺産は文化遺産と違い、その価値の評価は当初から安定していた。IUCNは1982年にはグローバル目録を作成し、自然遺産として登録が望まれる類型の網羅を終えていた。それゆえIUCNは自然遺産（および複合遺産）を「閉じた一覧」とすることを志向し、その限界は250から300と考えられている。

### 複合遺産
複合遺産は文化と自然の両方について、顕著な普遍的価値を兼ね備えるものを対象としている。1979年には最初の複合遺産が登録されていたものの、世界遺産条約に直接的な規定はなく、作業指針でも長らく明記されてこなかった。しかし、2005年の改訂の際に「作業指針」第46段落で定義付けられた。
複合遺産には最初からそのように登録されたものだけでなく、自然遺産として登録されたものの文化的側面が追認されて複合遺産になったり、逆に文化遺産の自然的側面が追認されて複合遺産になったりする場合もある。後者に該当する例で最初に登録されたのはカンペチェ州カラクムルの古代マヤ都市と熱帯保護林（メキシコ、2014年拡大）だが、この審議が難航したことを踏まえて、諮問機関の情報交換のやり方などが変更された。

### 危機遺産

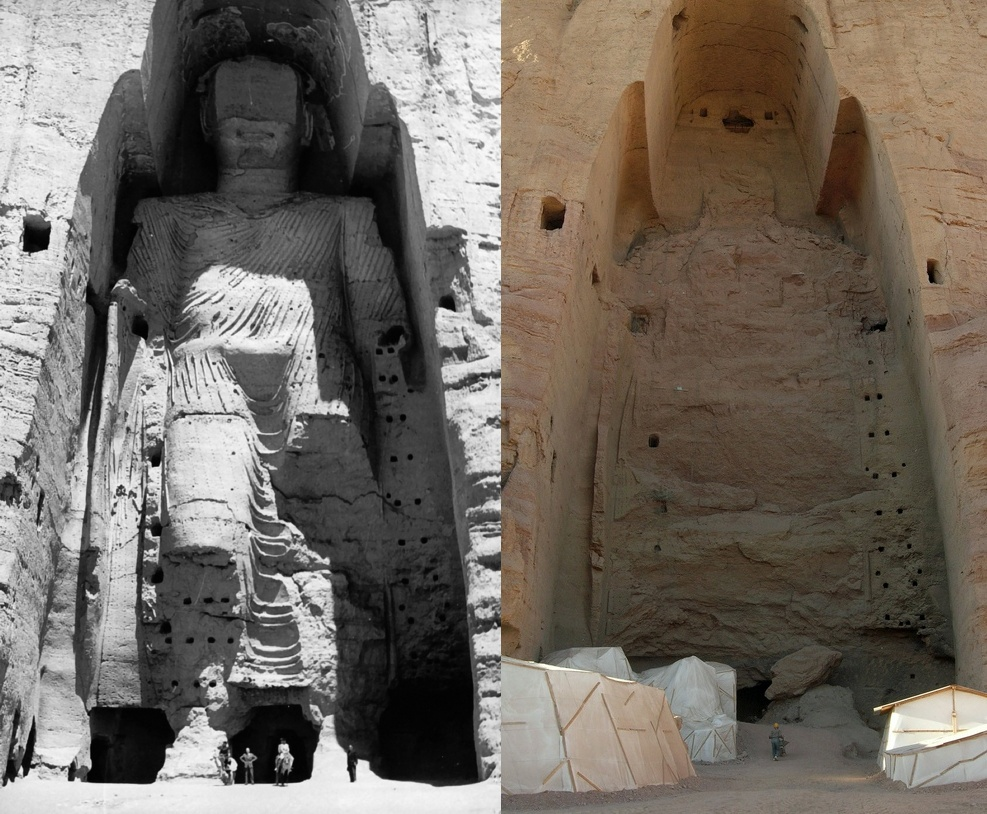
世界遺産リスト登録と同時に危機遺産リストにも加えられたバーミヤン渓谷の文化的景観と古代遺跡群（大仏破壊前と破壊後）

内容上の分類ではないが、後世に残すことが難しくなっているか、その強い懸念が存在する登録物件は、危機にさらされている世界遺産リスト（危機遺産リスト）に加えられ、別途保存や修復のための配慮がなされることになっている（世界遺産条約第11条4項および「作業指針」第177段落 - 第191段落）。危機遺産については、世界遺産条約や「作業指針」でも詳しく規定されており、制度の中核的概念と位置づけられている。世界遺産リストへの推薦が各国政府しか行えないのに対し、危機遺産リストへの登録の場合は、きちんとした根拠が示されれば、個人や団体からの申請であっても受理、検討されることがある。

2013年にはシリア内戦などを理由にシリアの世界遺産が6件すべて、2016年にはリビア内戦などを理由にリビアの世界遺産が5件すべて登録されるなどし、2025年の第47回世界遺産委員会終了時点での危機遺産登録物件は53件となっている。しかし、保有国の中には、危機遺産登録を不名誉なものと捉えて強い抵抗を示す国もあり、危機遺産リストに登録されるべき場合であってさえも、容易に登録が実現しない現実がある。リストに正式登録された危機遺産以外に、そのような「隠れた危機遺産」の増加を懸念する意見もある（後述）。

### 国境を越える資産

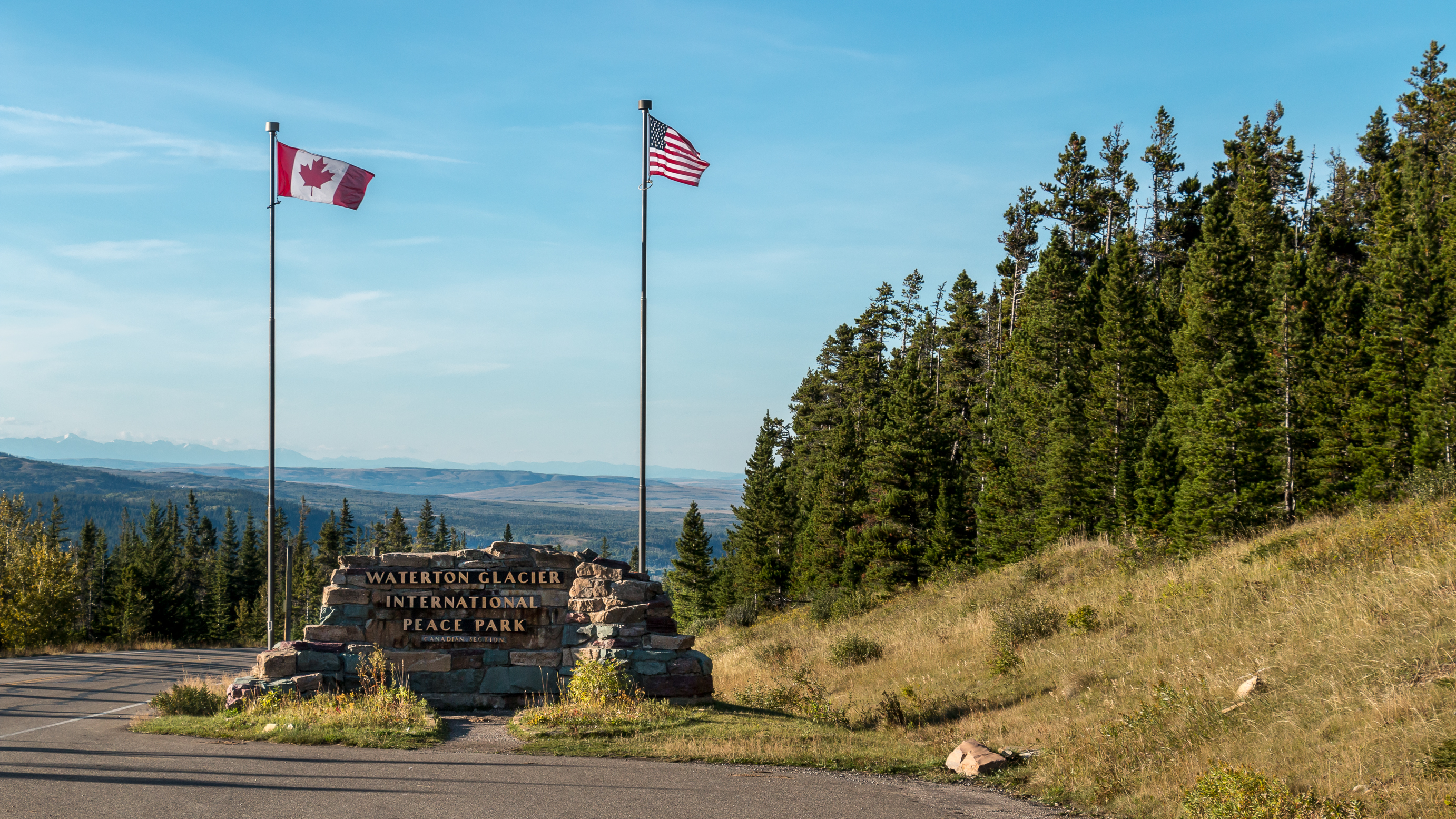
ウォータートン・グレイシャー国際平和自然公園に掲げられた米国とカナダの国旗

世界遺産の中には、複数国にまたがる「国境を越える資産」も存在する（「作業指針」第134段落）。その推薦書は保有国が共同で作成し、登録後の管理には共同で専用の機関を設置することが望ましいとされる。中には、カルパティア山脈とヨーロッパ各地の古代及び原生ブナ林（18か国）、シュトルーヴェの測地弧（10か国）のように多くの国々で保有されている例もある。
国境を越える資産は当初、自然遺産分野に多く見られたが、そうした制度の起源は世界遺産制度そのものよりも古く、ウォータートン・グレイシャー国際平和自然公園の設立にさかのぼると言われる（1932年設定、1995年には世界遺産リストにも登録）。国境を越える資産の存在は、国境を越えて協力することの大切さを伝え、保有国間の平和の構築にも資するとされるが、実際には国境を越えて価値が連続性を持つにもかかわらず、さまざまな事情を背景に別々に登録されている例がある。たとえば、イグアス (Iguaçu) 国立公園（ブラジル）とイグアス (Iguazú) 国立公園（アルゼンチン）、スンダルバンス国立公園（インド）とシュンドルボン（バングラデシュ）などがそうである。文化遺産だとサンティアゴ・デ・コンポステーラの巡礼路:カミノ・フランセスとスペイン北部の道（スペイン）とフランスのサンティアゴ・デ・コンポステーラの巡礼路などがそれにあたる。そうした例には高句麗の遺跡のように、歴史的・政治的背景に起因するものもある（後述）。

### 負の世界遺産

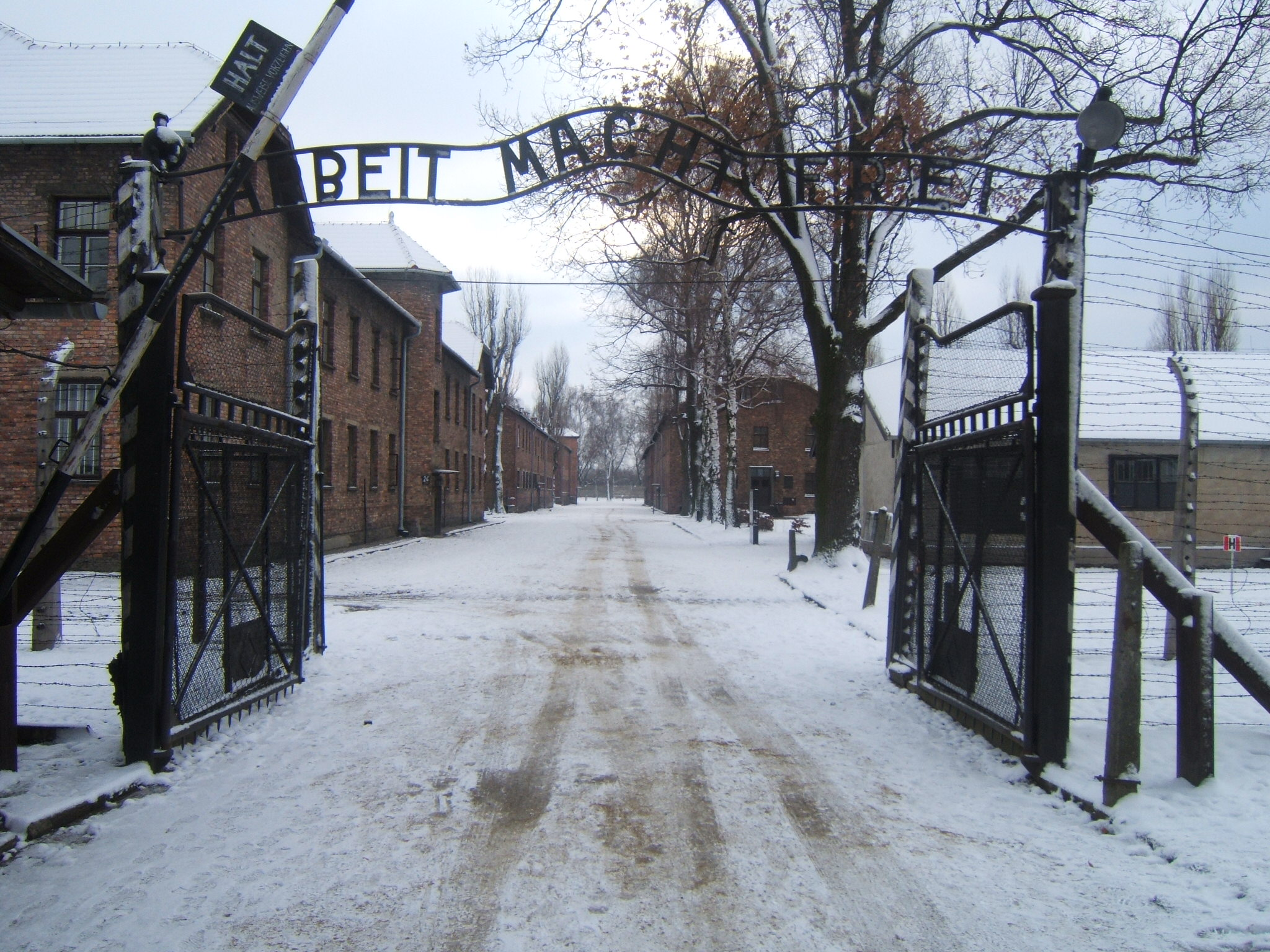
アウシュヴィッツ＝ビルケナウ強制収容所。登録の際に、類似の案件は二度と登録しないことが決議された。

戦争、奴隷貿易、人種差別、文化浄化など、人類の歴史において繰り返してはならない出来事をとどめた遺跡なども、世界遺産リストに登録されている。これらは別名「負の世界遺産」（負の遺産）と呼ばれている。
ただし、世界遺産センターやICOMOSによって公式に認められた分類ではない。そのため、何を負の遺産と見なすのかは論者によって異なるが、しばしば挙げられるのは広島市への原爆投下を伝える原爆ドーム、ホロコーストの物証であるアウシュビッツ=ビルケナウ（ポーランド）、奴隷貿易の拠点であったゴレ島（セネガル）、ネルソン・マンデラを含む反アパルトヘイト政治犯の収容所だったロベン島（南ア）の4件で、このほかに核実験に関わるビキニ環礁の核実験場（マーシャル諸島）や、ターリバーンによる文化浄化を被ったバーミヤン渓谷の文化的景観と古代遺跡群（アフガニスタン）なども、負の遺産とされることがある（負の遺産とされることがある他の例については、負の世界遺産参照）。

なお、これらの世界遺産登録では、単に悲劇的な出来事があったというだけでなく、それを繰り返すまいとする運動などが評価されることは珍しくない。たとえば原爆ドームは、正式登録前から「負の遺産」と位置づける関連書籍もあったが、世界遺産登録にあたっての評価は、あくまでも原爆のない世界を目指す半世紀にわたる平和運動に焦点が当てられており、戦争や原爆の悲惨さ自体は中心を占めていない。

### 記憶の場所
負の世界遺産はユネスコが公式に認めた分類ではないが、2018年以降第二次世界大戦中から戦後に起きた出来事に関連する場所が世界遺産に推薦されるようになった。これに対しユネスコ・世界遺産委員会・諮問機関は、当事者間の記憶がまだ鮮明で、登録により対立が再燃することを警戒し、顕彰するのは時期尚早としたが、要望の声が高まったこともあり協議した結果、「最近の紛争（Recent conflicts）」に関する「記憶の場所」として顕彰を始めることとした。これはユネスコが公式に認めた区分となる。
但し、一方的な登録は文化的不寛容を助長し、文化紛争から文化戦争に発展し、最終的に文化の崩壊に至りかねないとして、審査に関しては異議申し立てを受け付けての審議延期や調停、当事者間対話の実施や和解プログラムの構築などを義務付ける。

## 顕著な普遍的価値とその評価基準
すでに述べたように、世界遺産となるためには「顕著な普遍的価値」（略号は OUV）を有している必要がある。しかし、世界遺産条約では「顕著な普遍的価値」自体を定義していない。「作業指針」第49段落には、国家の枠にとらわれずに、現在だけでなく将来の人類にとっても大きな価値を持つといった大まかな定義があるが、その証明のために要請されるのが、10項目からなる世界遺産登録基準のいずれか1つ以上を満たすことである。
以上は当初から変わらない条件だが、2005年の「作業指針」改定によって、OUVを構成する要素に保存管理が加わったため、OUVの証明には登録基準を満たすこと、完全性と真正性を満たすこと、保存管理が適切に行われていることのすべての証明が必要となった（「作業指針」第77・78段落）。

### 世界遺産登録基準
世界遺産登録基準は、当初、文化遺産基準 (1) - (6) と自然遺産基準 (1) - (4) に分けられていたが、2005年に2つの基準を統一することが決まり、2007年の第31回世界遺産委員会から適用されることになった。新基準の (1) - (6) は旧文化遺産基準 (1) - (6) に対応しており、新基準 (7)、(8)、(9)、(10) は順に旧自然遺産基準 (3)、(1)、(2)、(4) に対応している。このため、実質的には過去の物件に新基準を遡及して適用することが可能であり、現在の世界遺産センターの情報では、旧基準で登録された物件の登録基準も新基準で示している。
基準が統一されたあとも文化遺産と自然遺産の区分は存在し続けており、新基準 (1) - (6) の適用された物件が文化遺産、新基準 (7) - (10) の適用された物件が自然遺産、(1) - (6) のうち1つ以上と (7) - (10) のうち1つ以上の基準がそれぞれ適用された物件が複合遺産となっている。
登録基準（評価基準）の内容は以下の通りである（「作業指針」第77段落）（以下は世界遺産センター公式サイトに掲載された基準を翻訳のうえ、引用したものである）。
| 基準 | 詳細 |
| --- | --- |
| (1)『人類の創造的才能を表現する傑作。』 | この基準は、ユネスコが公刊しているマニュアルでは、天才に帰せられる基準ではなく、作者不明の考古遺跡などであっても適用できることが明記されている。また、かつては芸術的要素を持つことが盛り込まれていたが、現在の基準にはそれはなく、機能美を備えた産業遺産への適用も可能になっている。 |
| (2) 『ある期間を通じてまたはある文化圏において、建築、技術、記念碑的芸術、都市計画、景観デザインの発展に関し、人類の価値の重要な交流を示すもの。』                                                    | この基準のかつてのキーワードは一方向の伝播を想起させる「影響」だったが、「交流」に置き換えられている。また、建築や記念工作物を対象としていた当初の文言に、文化的景観のために「景観デザイン」が、産業遺産のために「技術」がそれぞれ追加されるなど、対象が拡大してきた。 |
| (3) 『現存するまたは消滅した文化的伝統または文明の、唯一のまたは少なくとも稀な証拠。』 | この基準はもともと消滅した文明の証拠、すなわち考古遺跡をおもな対象とする基準だった。しかし、文化的景観が導入された1990年代に順次改定され、「文化的伝統」や「現存する」といった文言が追加された。 |
| (4) 『人類の歴史上重要な時代を例証する建築様式、建築物群、技術の集積または景観の優れた例。』 | この基準はもともと建築に重点が置かれた基準だったが、文化的景観のために「景観」が、産業遺産のために「技術の集積」が追加された。 |
| (5) 『ある文化（または複数の文化）を代表する伝統的集落、あるいは陸上ないし海上利用の際立った例。もしくは特に不可逆的な変化の中で存続が危ぶまれている人と環境の関わりあいの際立った例。』              | この基準はもともと伝統的な集落や建築様式を主な対象とするものだったが、文化的景観の導入を反映して「土地利用」に関する文言が追加され、のちには陸上だけでなく海上についても明記された。 |
| (6) 『顕著で普遍的な意義を有する出来事、現存する伝統、思想、信仰または芸術的、文学的作品と直接にまたは明白に関連するもの。』                                                                          | この基準はもともと「出来事、思想、信仰」との関連しか書かれていなかったが、文化的景観の導入にともない「現存する伝統」「芸術的、文学的作品」が追加された。たとえば、ザルツブルク市街の歴史地区にこの基準が適用されている理由には、音楽家モーツァルトを輩出した都市であることなどが挙げられている。その一方、いわゆる負の世界遺産には、この基準 (6) が単独適用されたものが多いとされる。しかし、この基準は原爆ドームの登録をめぐって紛糾した結果、単独適用が禁じられ、「ただし、極めて例外的な場合で、かつ他の基準と関連している場合のみ適用」という厳しい条件がついた時期があった。その厳しい文言は、3年後のロベン島の審議の際にかえって議論の紛糾を招き、上記のような緩和された条件に変更された。                                                   |
| (7) 『ひときわすぐれた自然美及び美的な重要性をもつ最高の自然現象または地域を含むもの。』 | 「美しさ」は客観的な判定が難しいため、後述の基準 (10) が変更された1992年以降、諮問機関はこの基準単独での登録勧告をあまりしなくなっているとされる。また、ビャウォヴィエジャの森（ベラルーシ / ポーランド）のような例もある。それは1979年の登録以来、基準 (7) のみで登録されていたが、2014年の拡大にともない、 (7) を外して基準 (9)・(10) へと差し替えられたのである。日本では、富士山の推薦に当たって、適用が検討された。結局、文化遺産の基準ではないとして推薦には盛り込まれなかったが、むしろ「美しさ」という基準を文化遺産の基準として捉える視点があってもよいはずだとする意見もある。そもそも、本来この条項は手付かずの自然のみを対象とする基準ではなく、文化的景観が導入される1992年までは、文化と自然の相互作用に触れたくだりが存在していた。 |
| (8)『地球の歴史上の主要な段階を示す顕著な見本であるもの。これには生物の記録、地形の発達における重要な地学的進行過程、重要な地形的特性、自然地理的特性などが含まれる。                                 | この基準に言う「生物の記録」とは化石のことで、カンブリア紀の化石産地である澄江の化石産地（中国）などが含まれるが、南アフリカの人類化石遺跡群などの化石人類関連の遺跡はこの基準ではなく、基準 (3) の対象となる。 |
| (9)『陸上、淡水、沿岸および海洋生態系と動植物群集の進化と発達において進行しつつある重要な生態学的、生物学的プロセスを示す顕著な見本であるもの。』                                                     | |
| (10) 『生物多様性の本来的保全にとって、もっとも重要かつ意義深い自然生息地を含んでいるもの。これには科学上または保全上の観点から、すぐれて普遍的価値を持つ絶滅の恐れのある種の生息地などが含まれる。』 | この基準はもともと絶滅危惧種の保護に力点が置かれた基準であり、「生物多様性」に関する文言は当初なかったが、1992年の生物多様性条約成立後に盛り込まれた。 |

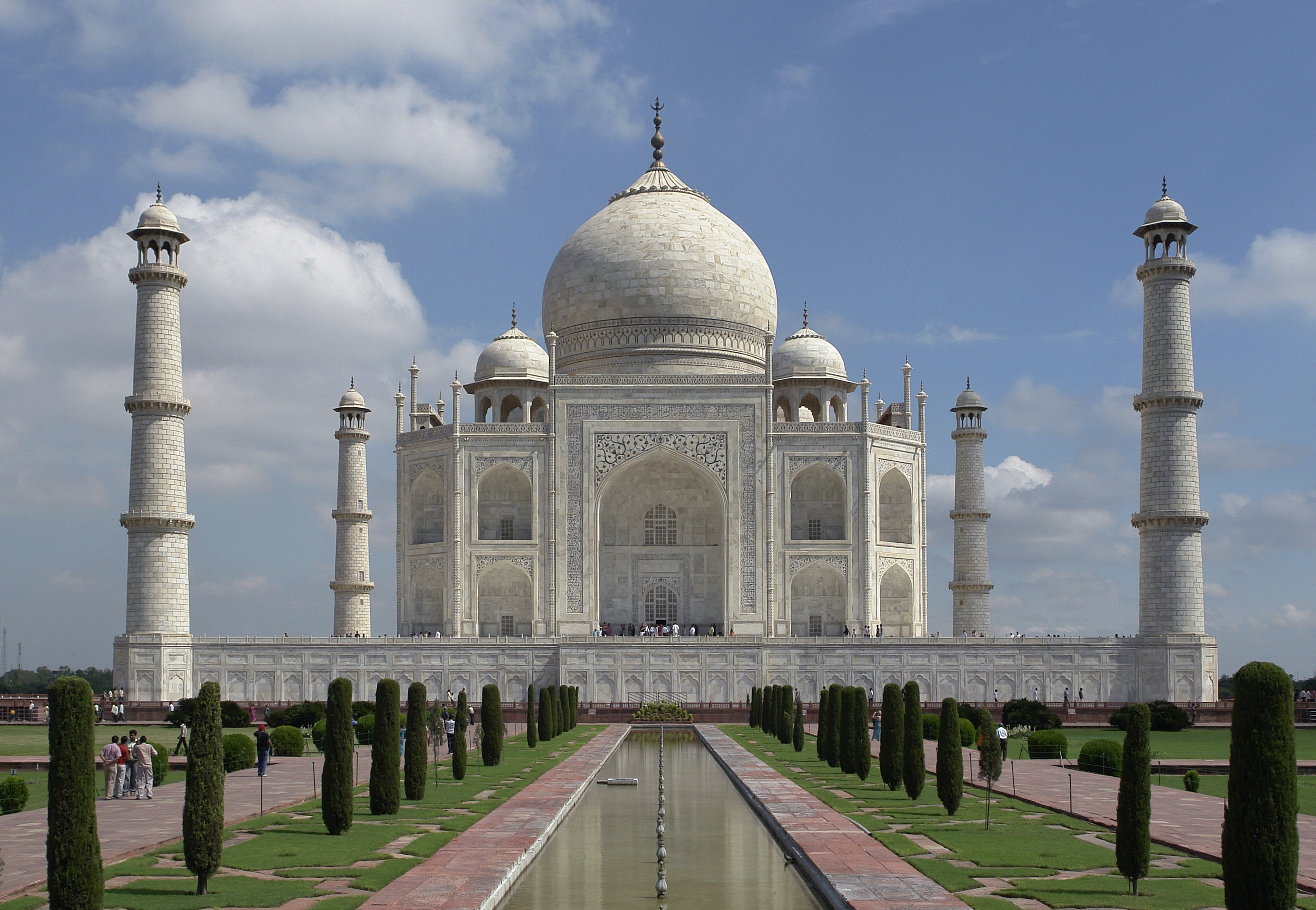
基準（1）のみによって登録された『傑作』タージ・マハル

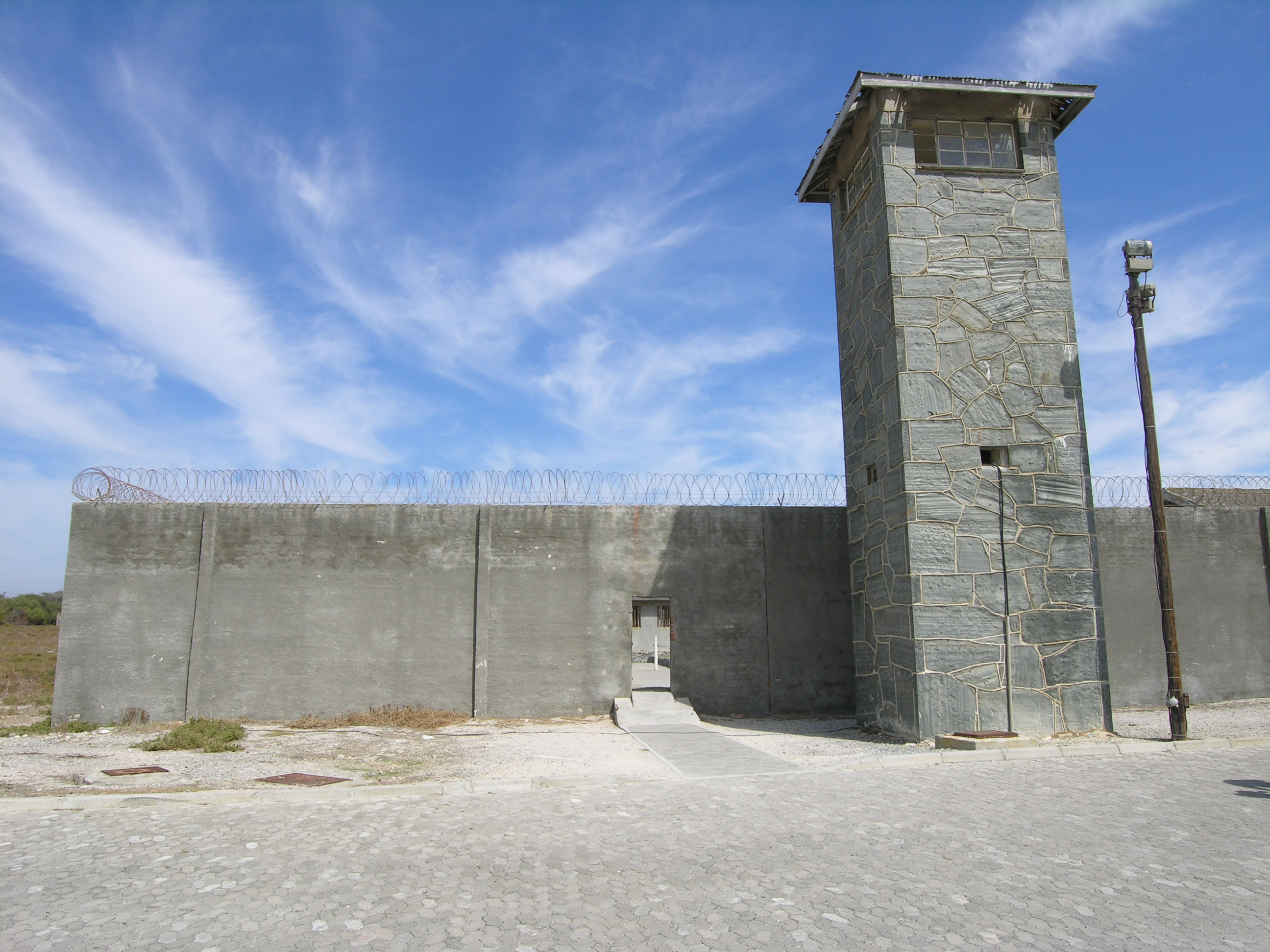
ロベン島。その登録は基準適用のあり方に議論を招いた。

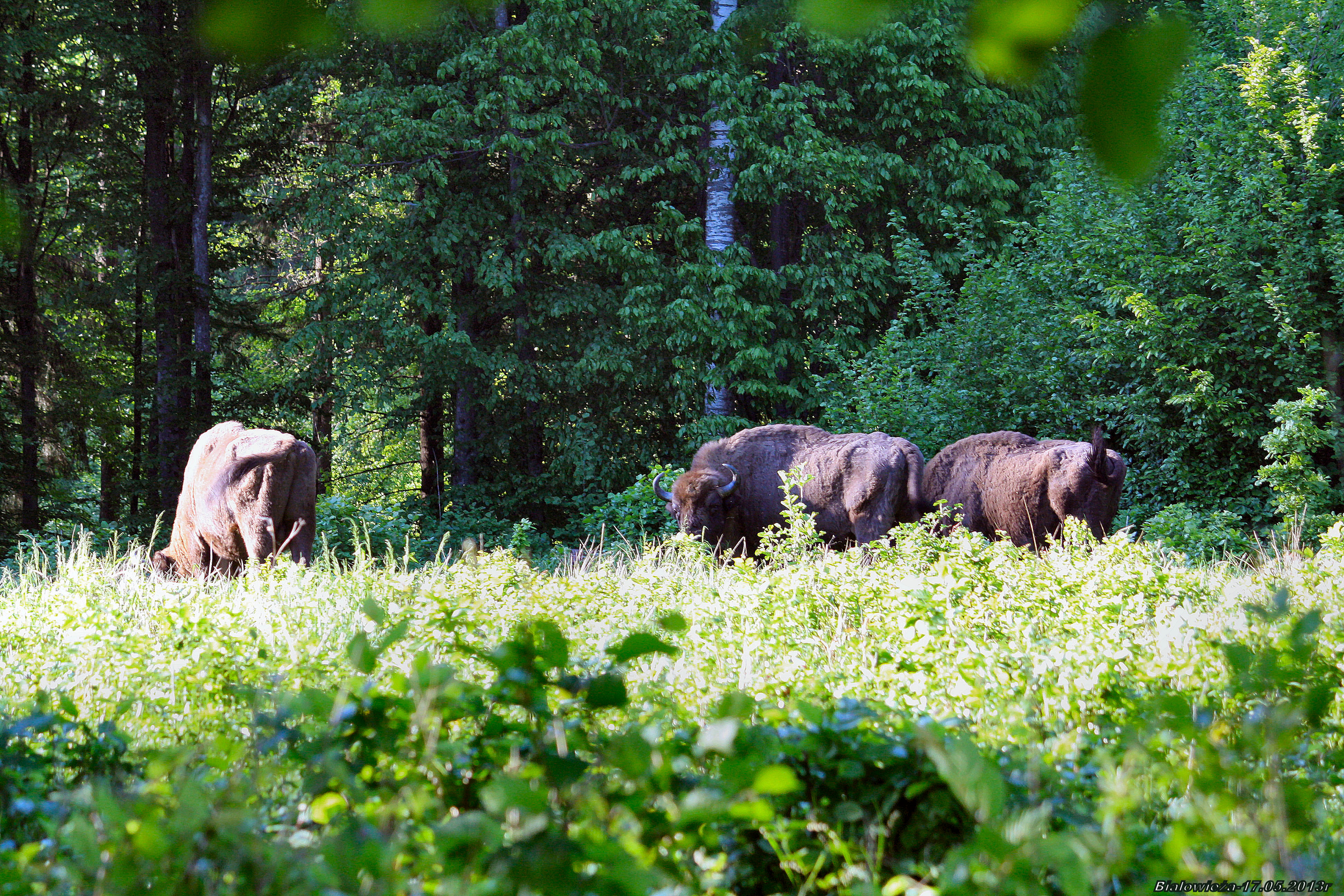
ビャウォヴィエジャの森は、野生絶滅に至ったヨーロッパバイソンの再導入地などとして重要である。

以上の基準の少なくとも1つ以上を満たしていると世界遺産委員会で認定されれば、世界遺産リストに登録される。多くの世界遺産では、複数の基準が適用されている。最多は泰山とタスマニア原生地域の7項目である。

### 完全性と真正性
前述の通り、世界遺産の「顕著な普遍的価値」には、完全性と真正性を満たしていることも必要となる。

#### 完全性

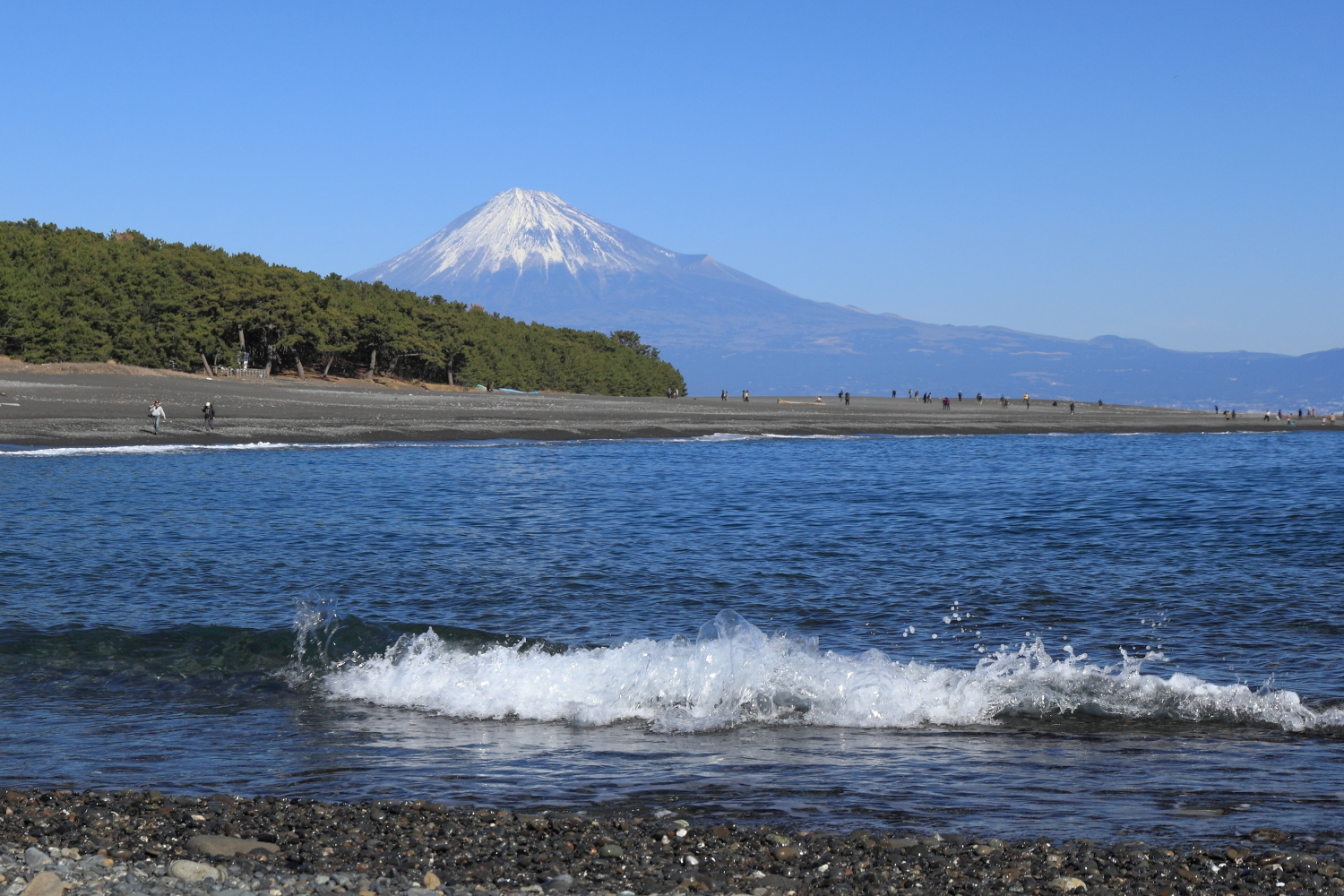
富士山-信仰の対象と芸術の源泉の構成資産三保松原は、完全性に寄与するかが争点となった

完全性とは、その物件のOUVを証明するために必要な要素が、適切な保全管理の下で過不足なく揃っていることを指す（「作業指針」第78・87・88段落）。インテグリティ、全体性などとも呼ばれる。
一定の規模を確保することが求められる反面、価値の証明と関係のない要素が多く混じっても否定的に評価されるため、いたずらに範囲を拡大するよりも、個々の要素群に絞り、面ではなく点で捉える「関連性のある資産」とすることも含め、価値の証明に即して範囲を練ることが求められる。たとえば、富岡製糸場と絹産業遺産群では、当初10件の構成資産を擁する推薦物件だったが、絹産業の技術革新と国際交流という価値の証明に即した練り直しの結果、4件にまで絞られた経緯があり、絞り込みが効果的だったとされている。
諮問機関は、範囲の設定に不足がある推薦の場合には範囲の再考を勧告するが、逆に余計な要素が含まれていると判断した場合には、特定の要素の除外を条件にした登録勧告を示すことがある。たとえば、富士山-信仰の対象と芸術の源泉の推薦では三保松原の除外が、「神宿る島」宗像・沖ノ島と関連遺産群の推薦では新原・奴山古墳群などの除外がそれぞれ勧告された（いずれも逆転で登録）。他方、平泉―仏国土（浄土）を表す建築・庭園及び考古学的遺跡群―の推薦で除外が勧告された柳之御所遺跡は、委員会審議でも勧告通りに除外と決まった例である。

自然遺産・複合遺産の例では、ブルー・アンド・ジョン・クロウ・マウンテンズ（ジャマイカ）は、同名の国立公園の推薦時には絞り込みを勧告され、核心部分のみに限定した再推薦で登録された例であり、逆に大ヒマラヤ国立公園保存地域（インド）は、国立公園だけでは不足があるとして、隣接する自然保護区にまで拡大することで登録された例である。

#### 真正性

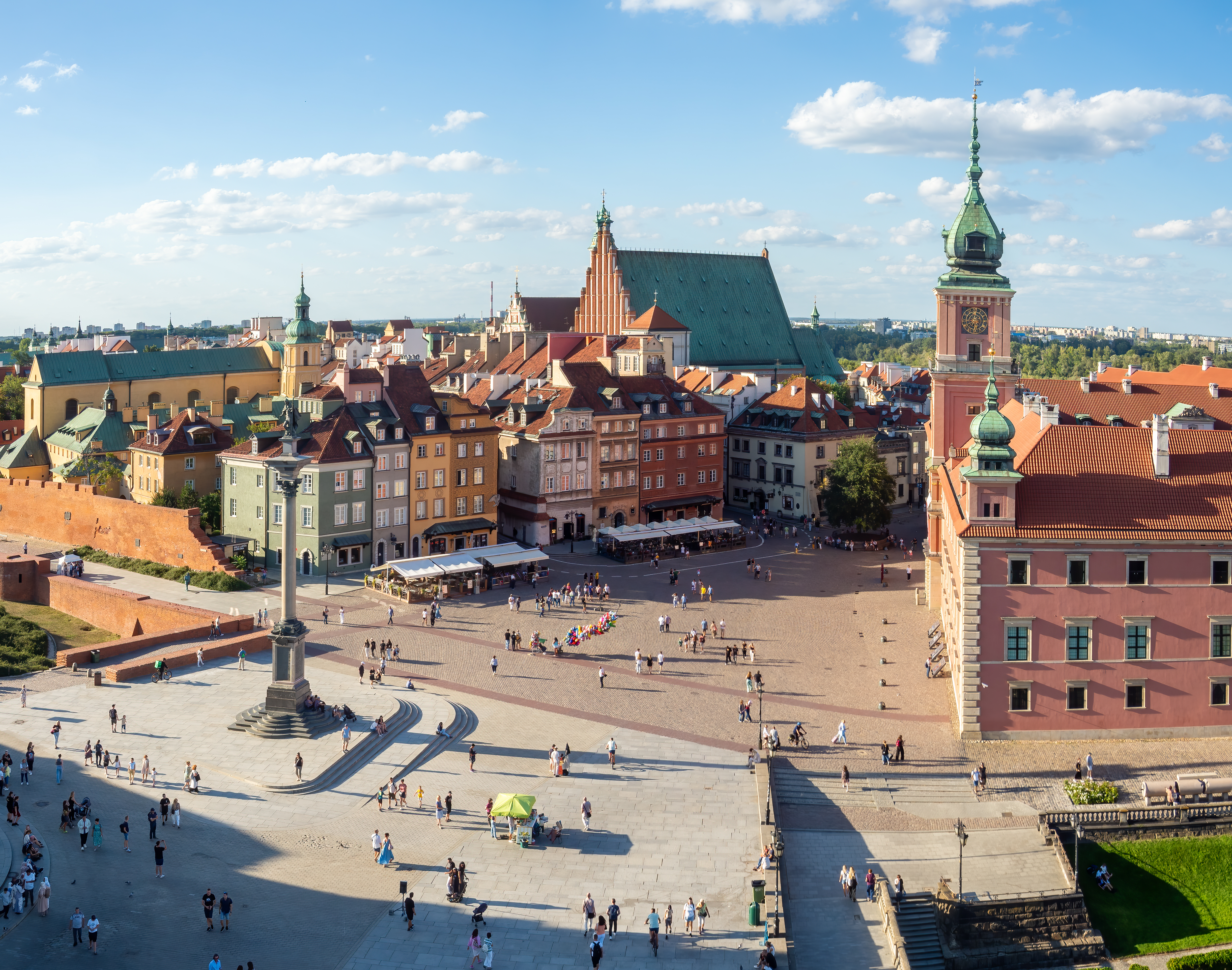
再建されたワルシャワの街並み

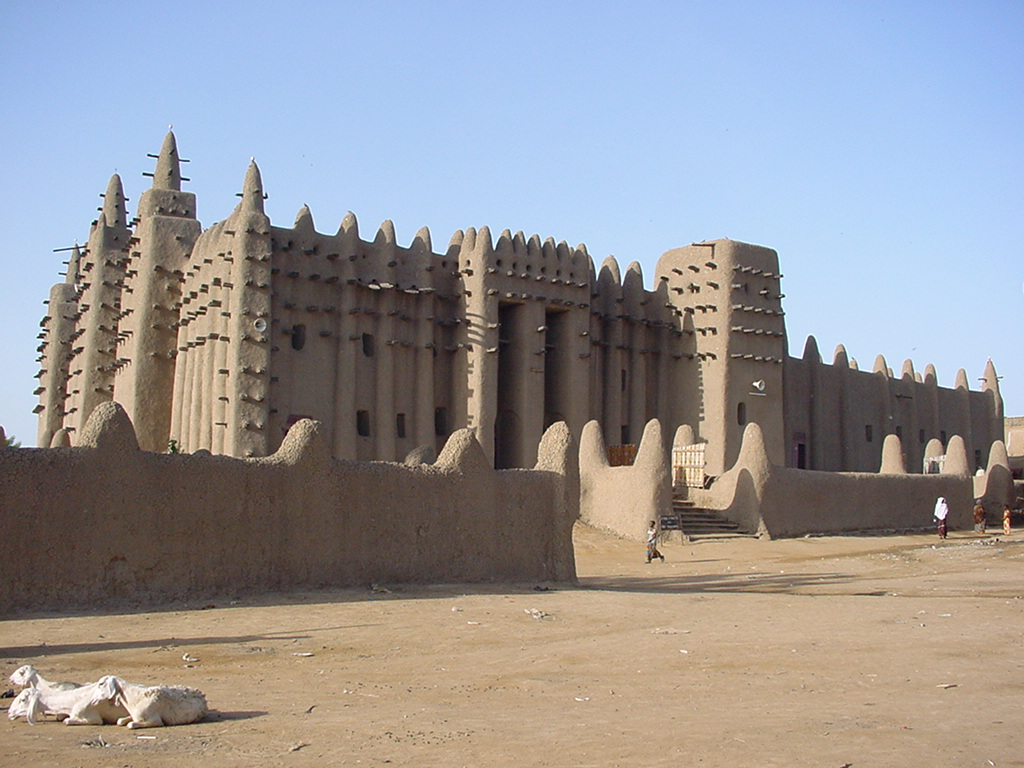
ジェンネの泥のモスク

真正性とは、特に文化遺産について、そのデザイン、材質、機能などが本来の価値を有していることなどを指す（「作業指針」第79段落 - 第82段落）。真実性と訳されるほか、もともと日本語に対応する概念がなかったとしてオーセンティシティとカタカナで表現される場合もある。
再建された建造物の歴史的価値は、1980年登録のワルシャワ歴史地区（ポーランド）で早くも問題になった。ワルシャワの町並みは第二次世界大戦で徹底的に破壊され、戦後に壁のひび割れなどまで再現されたといわれるほどの再建事業を経て、忠実に復元されたものだったからである。1979年、1980年と続けて議論が紛糾した結果、ワルシャワの登録と引き換えに、第二次大戦後に再建されたほかのヨーロッパ都市は登録対象としないことが決められた。「作業指針」にも、歴史地区の再建などは例外的にしか認められないことが明記されている（第86段落）。もっとも、2005年登録のオーギュスト・ペレによって再建された都市ル・アーヴル（フランス）のように、戦前の面影を一新した鉄筋コンクリート造りの計画都市が登録された例はある。

その後、登録物件の偏りなどとの関連で「真正性」の問題がクローズアップされた。堅牢な石の建造物を主体とするヨーロッパの文化遺産と違い、木や土を主体とするアジアやアフリカの文化遺産は、保存の仕方が異なってくるからである。そこで、1994年に奈良市で開催された「世界遺産の真正性に関する国際会議」で採択された奈良文書において、真正性はそれぞれの文化的背景を考慮するものとし、木造建築などでは、建材が新しいものに取り替えられても、伝統的な工法・機能などが維持されていれば、真正性が認められることになった。この真正性の定義づけには日本も積極的に関わり、世界遺産制度史上における日本の特筆すべき貢献と評価されている。

## 登録範囲

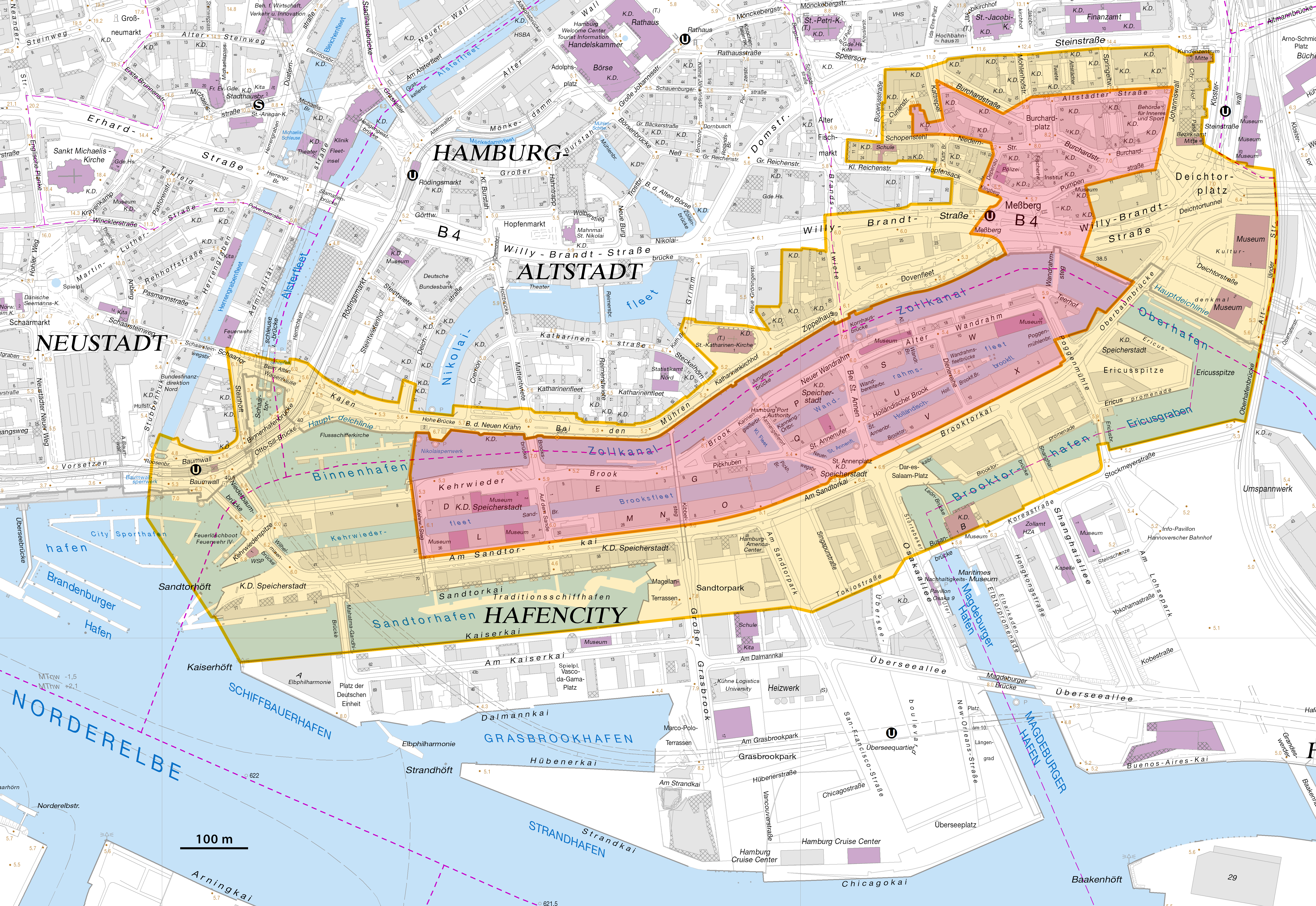
登録範囲の地図の例（ハンブルクの倉庫街とチリハウスを含む商館街）。赤が資産の範囲、黄が緩衝地帯。

世界遺産の登録範囲（Boundary）は、前述のように完全性をはじめとする「顕著な普遍的価値」（OUV）の証明のために必要な要素を、過不足なく含むことが求められる。範囲の設定は行政区分などに左右されるべきでないとされ、自然地形の特徴などに即していることが望ましいとされている。登録後にも範囲の変更は可能である。それについては後述を参照のこと。
世界遺産の登録に当たっては、登録物件の周囲に緩衝地帯（Buffer zone）を設けることがしばしばである。ただし、それはOUVを有するとは認められていない地域で、世界遺産登録範囲ではない。かつては、世界遺産そのものの登録地域を核心地域（Core zone）と呼んでいたが、核心地域と緩衝地帯がともに世界遺産登録地域であるかのように誤認されないために、2008年から世界遺産そのものの登録地域は資産（property）と呼ばれ、緩衝地帯と明確に区別されるようになった。

### 緩衝地帯
緩衝地帯は、そのままカタカナでバッファー・ゾーンと表現されることもある。本来保護すべき範囲の外側に緩衝地帯を設定するという考え方は、自然保護に見られた概念を文化遺産にも拡大したものといえる。この範囲設定は、ユネスコの「人と生物圏計画」で「核心地域」「緩衝地域」「移行地域」の3区分が存在していたことをモデルに、核心地域と緩衝地域の概念を導入したものである。なお、日本の省庁の場合は「バッファー・ゾーン」を世界遺産では「緩衝地帯」、生物圏保存地域（ユネスコエコパーク）では「緩衝地域」と訳し分けている。
緩衝地帯の役割は、資産の保護のために設定される区域で、法的あるいは慣例的に開発などは規制を受ける。たとえばフランスの場合、歴史的記念建造物の周囲には一律（半径500メートル）に規制が敷かれるが、世界遺産の場合、保護する範囲に機械的な線引きはなく、また資産全体に同じ範囲だけ設定しなければならないものではない。そもそも緩衝地帯は当初、方針文書に明記されておらず、ごく初期の世界遺産には設定されていなかった。1980年や1988年の「作業指針」で段階的に盛り込まれていったが、厳格な適用を求める方向で「作業指針」が改定されたのは2005年のことで、設定しない場合には理由の提示が必要となった。世界遺産の推薦にあたっては、原則として資産だけでなく緩衝地帯についても、規模や用途などを明記し、地図も提出する必要がある（「作業指針」第104段落）。
それ以降、第31回世界遺産委員会（2007年）ですでに登録されている世界遺産7件に遡及的に設定されるなど、「軽微な変更」（後述）として緩衝地帯の遡及的な設定なども行われるようにもなっている。

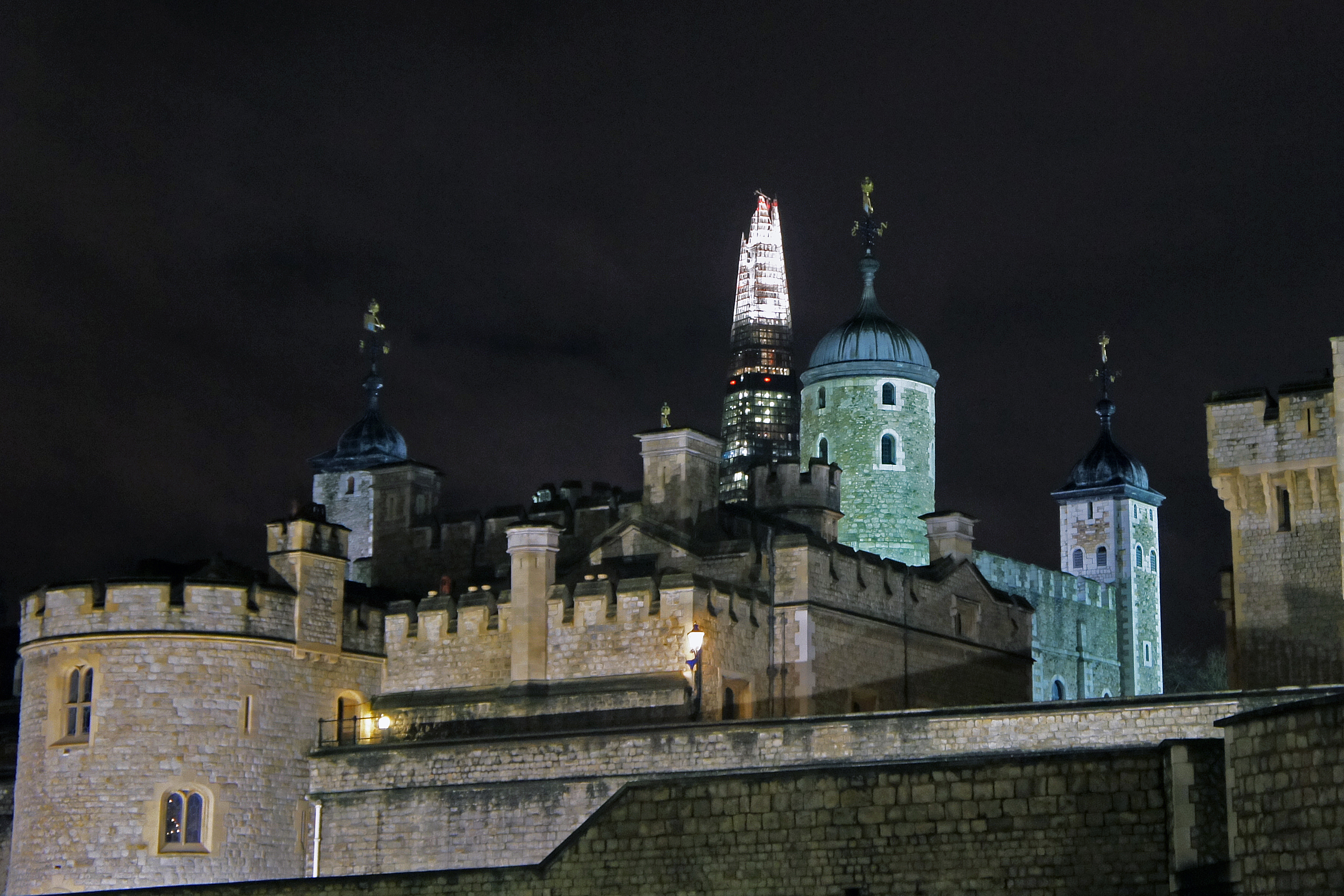
ロンドン塔（手前）とザ・シャード（奥）

その一方、生物圏保存地域と異なり、緩衝地帯の外側に移行地域が存在しないため、緩衝地帯のすぐ外側での開発などが問題視されることが出てきた。たとえばロンドン塔の場合、超高層建築ザ・シャードが緩衝地帯の外に建てられたが、ロンドン市内で突出したその高さは、ロンドン塔の景観にも影響を及ぼしてしまっている。これは緩衝地帯の外であったため、世界遺産委員会では懸念は表明されたものの、それ以上の措置には踏み込まなかった。世界遺産委員会では、緩衝地帯の外でさえ、景観に影響を及ぼす場合には規制すべきという意見も出されるようになっている。その一方、都市の成長や開発に対する過度の抑制につながることを懸念する論者もいる。

前述のように、緩衝地帯は理由を明記すれば、設定しないことも許容される。許容されるための理由としては、資産そのものの保護範囲がもともと十分に広く設定されている場合や、大平原や地下など、資産の所在環境による条件を勘案して緩衝地帯の設定が無意味、あるいは不要などと判断される場合などがある。しかし、フォース橋（2015年登録）が保護範囲の十分の広さを理由に緩衝地帯を設定しなかったところ、その審議が紛糾した例などもあり、専門家からは緩衝地帯を設定しない推薦は例外的なものと見なされている。

## 世界遺産リスト登録手続きと登録後の保全
世界遺産リスト登録に必要となる前提、審査の流れ、登録後の保全状況報告などは、「世界遺産条約履行のための作業指針」（「作業指針」）で規定されている。その登録までの流れを図示すると以下のようになる。
第1段階各国の担当政府機関が暫定リスト（後述）記載物件のうち、準備の整ったものを推薦する。
第2段階ユネスコ世界遺産センターが諮問機関に評価依頼する。
第3段階文化遺産候補については国際記念物遺跡会議 (ICOMOS) が現地調査を踏まえて登録の可否を勧告する。文化的景観に関しては、IUCN とも協議が行われる場合がある。。自然遺産候補については国際自然保護連合 (IUCN) が現地調査を踏まえて登録の可否を勧告する。
第4段階世界遺産委員会で最終審議する。
最終段階正式登録される。

### 暫定リスト

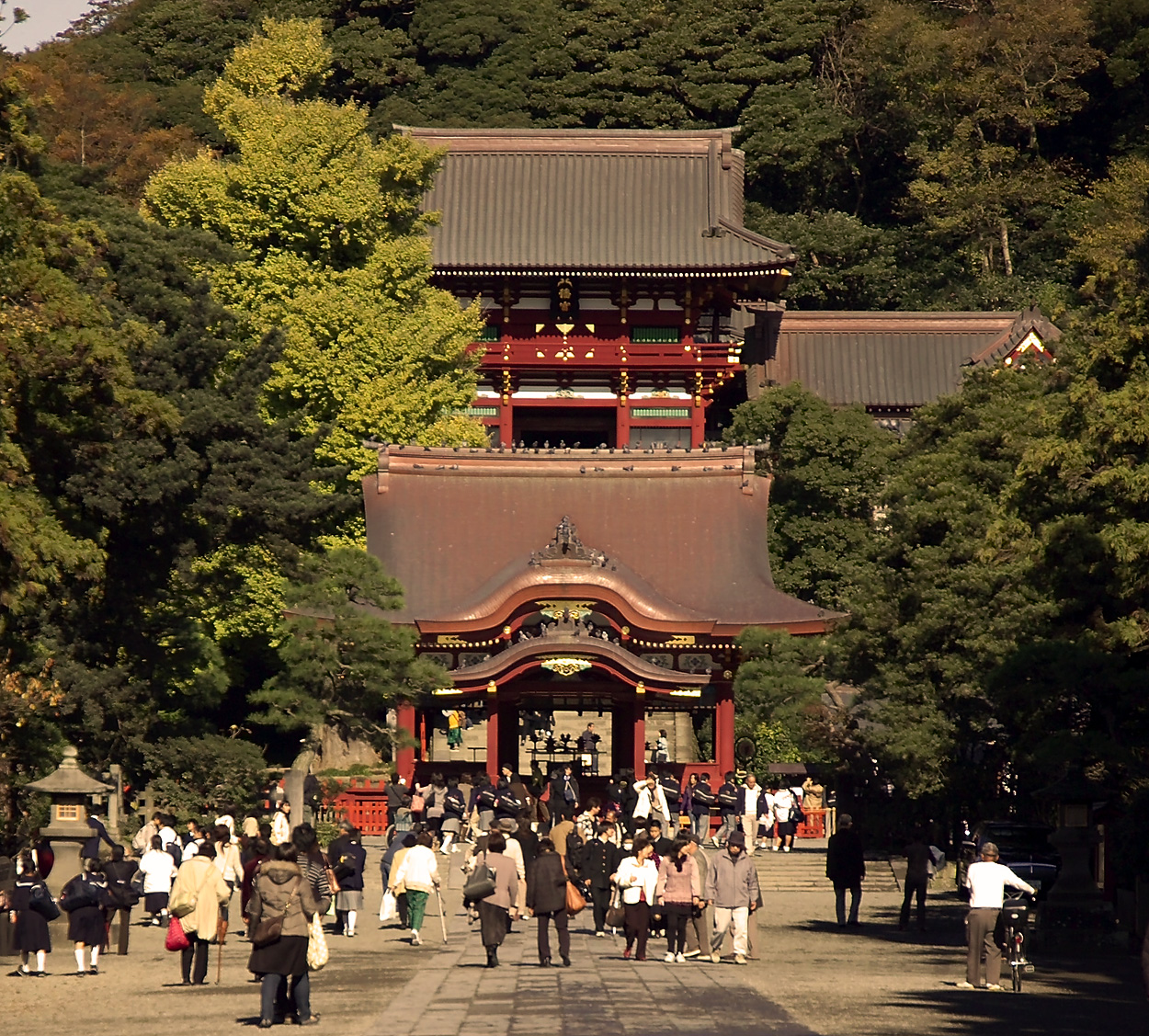
鎌倉の寺院・神社ほかは、「不登録」勧告を受けて審議前に取り下げられたが、暫定リストには記載され続けている。また、鎌倉の文化財は日本遺産には選定されている。

暫定リストは、世界遺産登録に先立ち、各国がユネスコ世界遺産センターに提出するリストのことである。もともと文化遺産について、このリストに掲載されていないものを世界遺産委員会に登録推薦することは原則として認められていなかったが、「作業指針」の2005年の改訂で、自然遺産についても義務づけられるようになった。ただし、バム地震（2003年）で壊滅的損壊を被ったバムとその文化的景観（イラン、2004年登録）のように、不測の事態によって緊急で登録する必要性が認められた場合には、「緊急的登録推薦」に関する条項に従い、暫定リスト記載と推薦をほぼ同時に行うことが認められる場合がある（後述）。
暫定リストは、各国が1年から10年以内をめどに世界遺産委員会への登録申請を目指すもののリストであり、10年ごとに見直し、再提出することが望ましいとされる。ただし、10年間推薦しなかったら除去しなければならないというものではない。たとえば日本の場合、1992年から暫定リストに記載され続けていた物件のうち、古都鎌倉の寺院・神社ほかが最初に推薦されたのはおよそ20年後のことであり（結果は本審議前に取り下げ）、彦根城は一度も推薦されたことがない。
暫定リスト掲載物件は、世界遺産委員会がその「顕著な普遍的価値」（OUV）を認めたものではなく、現在暫定リストに掲載されているものには、不登録勧告を受けて取り下げたものや、登録延期決議などを受けたものもある。ただし、世界遺産委員会で「不登録」（後述）と決議されたものを暫定リストに掲載し続けることは、原則として認められていない（「作業指針」第68段落）。
世界遺産委員会は、条約締結各国に対して、暫定リストへの掲載にあたっては、その遺産のOUVを厳格に吟味することや、保護活動が適正に行われていることを十分示すように求めている。また委員会は、暫定リスト作成では、まだ登録されていないような種類の物件に光を当てることや、世界遺産を多く抱える国は極力暫定リストを絞り込むことなどを呼びかけており、後述の「登録物件の偏り」を是正するための一助とすることを企図している。
この暫定リストは、各国がOUVを持つと考える物件を加除できるリストである。それに対し、他国と争いのある物件などに関しては、世界遺産委員会の検証を踏まえるべきといった提案も出されているが、慎重な意見も出されている。第41回世界遺産委員会では、暫定リストが各国に独自に作成したリストであり、そこには世界遺産センターや委員会の意向は反映されていないと念押しされることになった。
日本の場合、暫定リストへの記載は、文化庁、環境省、林野庁が担当するが、推薦に向けては上記3省庁に外務省、国土交通省、水産庁を加えた6省庁に、オブザーバーとしての文部科学省と農林水産省を加えた「世界遺産条約関係省庁連絡会議」を経る必要があった。同連絡会議はその後、参加する省庁が変更され、2017年時点では文化庁、環境省、林野庁、水産庁、外務省、国土交通省、経済産業省、宮内庁、内閣官房となっている。同連絡会議を経て正式決定された物件は、それを踏まえて閣議了承がなされる。

### 推薦

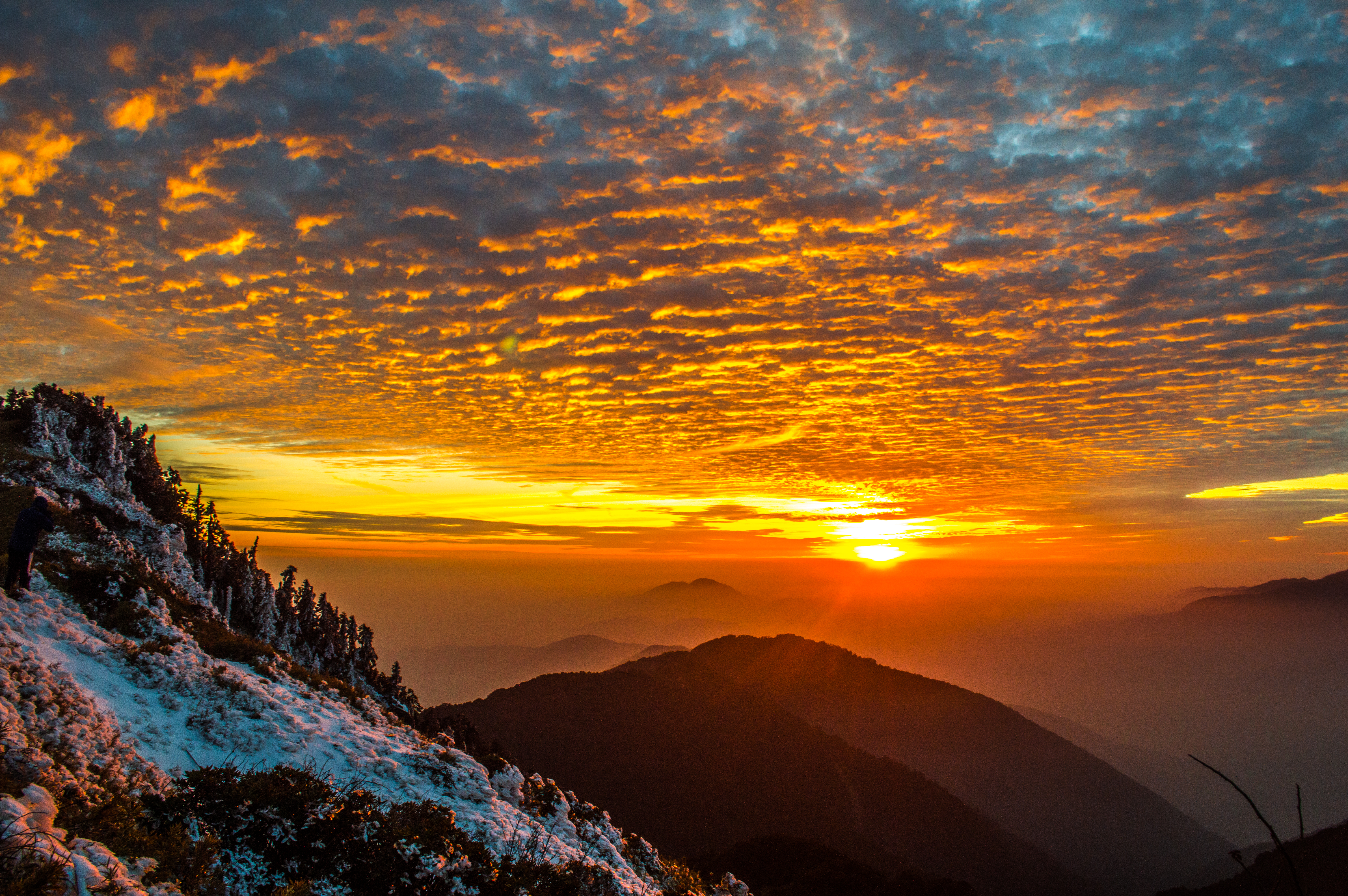
台湾の候補地のひとつ、太魯閣（タロコ）国家公園

推薦書の提出は、原則として世界遺産条約締約国のみにしかできない。ゆえに、たとえば台湾は世界遺産候補地リストを独自に発表するなど世界遺産登録に前向きだが、世界遺産条約締約国ではなく、一つの中国を掲げる中華人民共和国も台湾の物件を推薦したことがないため、世界遺産委員会の審議対象になったことすらない。逆にバチカン市国は国際連合にもユネスコにも加盟していないが、世界遺産条約は締約しているため、国全体が世界遺産である。世界遺産条約締約国の保有でない例外は、エルサレムの旧市街とその城壁群のみである。これはエルサレム帰属をめぐる問題から、ヨルダンの申請で認められたが、ヨルダンの世界遺産ではなく、「エルサレム（ヨルダンによる申請）」と位置づけられている。このほか、現状の枠組みにおさまらない概念として、公海の世界遺産が模索されている。
推薦書に記載することが求められるのは、資産の登録範囲と内容、それがOUVを持つことの証明、脅威を与える要素などについてのモニタリングを含む保全関連の情報などの条項である。
正式推薦の締め切りは、審議予定の前年の2月1日だが、そのさらに前の年の9月30日までに草案を提出し、世界遺産センターから不備を指摘されたうえで正式推薦書を提出することが認められている。草案の提出は任意だが、2月1日までに提出した正式推薦書に不備があった場合、諮問機関に回されずに翌年以降の再提出を求められる。

#### 緊急的登録推薦
| 崩壊前のバム（左）と崩壊後（右） |  | 崩壊前のバム（左）と崩壊後（右） |
| 崩壊前のバム（左）と崩壊後（右） |  |                                  |

緊急的登録推薦の手続きは、その推薦物件がOUVを疑いなく保有する場合で、なおかつ重大な危険に直面しているなどの緊急を要する場合に、通常の手続きを飛び越えて推薦できることを指す（「作業指針」第161・162段落）。緊急的登録推薦の場合は、暫定リスト記載と推薦を同時に行い、かつ最速で同じ年に登録することが可能となる。この手続きで登録された場合、危機遺産リストにも同時に登録されることになっている。
この手続きで登録された資産には、ダム工事による浸水の危険があったアッシュール（イラク）、大地震で被災したバムとその文化的景観（イラン）などがある。パレスチナの世界遺産の場合は、最初の登録から3件連続でこの規定が適用されたが、このような手法には議論がある（後述）。

### 諮問機関の勧告
上掲の図のように、自然遺産については国際自然保護連合（IUCN）、文化遺産については国際記念物遺跡会議（ICOMOS）が諮問機関として、現地調査を踏まえて事前審査を行う。そこでの勧告は、後述の世界遺産委員会の決議と同じく「登録」「情報照会」「登録延期」「不登録」の4種である。世界遺産委員会は後述するように勧告を踏まえて審査するが、「登録」以外の勧告が出た物件が逆転で登録されることもあれば、勧告よりも低い評価が下されることもある。
現地に派遣される諮問機関の調査官は1人であり、その調査も踏まえて複数名で勧告書が作成される。ICOMOSの調査では、日本の場合、アジア・太平洋地区（後述）の調査官が原則として派遣される。これは他地区の調査官が厳しい評価を下した場合に、無用の批判が出るのを避けるためといわれている。
2017年の第41回世界遺産委員会において、パレスチナ国のヘブロン/アル＝ハリール旧市街への緊急的登録推薦の手続きが取られたが、この旧市街は、イスラエルの軍事占領下にあり、ICOMOSの調査員が候補地を訪れる許可が実効支配しているイスラエルから降りなかったため現地調査が出来ず、ICOMOSは通例の4種の勧告のいずれをも出さず保留とした。ICOMOSの勧告保留は世界遺産条約史上初めてのことだった。（後述の「民族・領土問題」も参照）

#### アップストリーム・プロセス

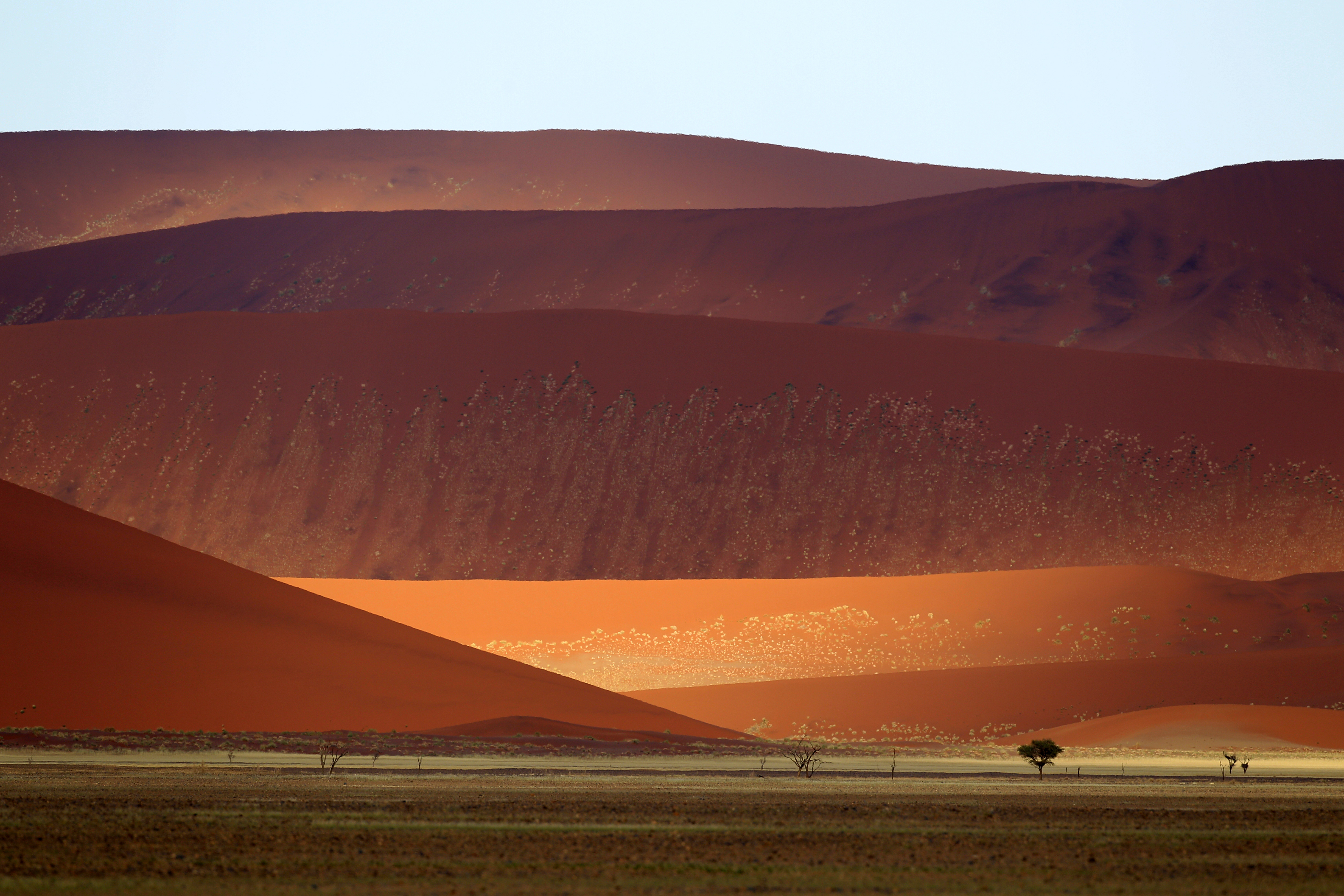
アップストリーム・プロセスが奏功したナミブ砂海

アップストリーム・プロセスとは、推薦手続きの中で世界遺産センターや諮問機関と対話を重ね、登録に向けた諸問題の解消ないし低減に資するための手続きである（「作業指針」第122段落）。これは第32回世界遺産委員会で提案され、第34回世界遺産委員会での決議に基づき、第35回世界遺産委員会で試験的に導入する10件の対象が選定され、のちにこのプロセスを活用してナミブ砂海（ナミビア）、サウジアラビアのハーイル地方の岩絵などが世界遺産リスト登録を果たした。反面、ヨルダンのペラのように、実施した結果、取り下げられた案件もある。アップストリーム・プロセスを全面導入するためには、費用の分担などの問題を解決する必要があるが、少なくとも推薦書作成の前に、諮問機関や世界遺産センターに助言を仰ぐことは推奨されるようになっている。第41回世界遺産委員会（2017年）で正式な導入が決まったものの、上述の制約により、翌年から2年間は年間10件のみを選定して実施することとなった。
なお、推薦書の提出後には、諮問機関と推薦国の接触は認められていなかったが、ラージャスターンの丘陵城塞群の評価を不満とした推薦国インドの提案をきっかけとして、その期間に諮問機関の特別助言ミッションが派遣されることも行われるようになった。また、第40回世界遺産委員会（2016年）審議分から、正式な勧告の前に諮問機関が「中間報告」を出すことになり、推薦の取り下げや推薦書の大幅改訂などの対応をとりやすくなった。日本の長崎の教会群とキリスト教関連遺産は、中間報告を踏まえて、大幅な再検討が必要との判断から取り下げられた例である（2018年に正式登録）。

### 事前評価制度の導入
2023年より事前評価制度（プレリミナリー・アセスメント）が導入されることになった。これは世界遺産委員会における新規登録審査において、諮問機関（ICOMOS・IUCN）の勧告を政治的思惑で覆すことが増えている状況を憂慮し、大前提である学術的価値を重視することを再確認するとともに、審査時間の短縮やより確実な登録へ導くこと（あるいは登録の可能性が低いものの排除）が目的で、推薦書作成前の段階から諮問機関が関わり助言することが第43回世界遺産委員会で決まった。
2023年より運用が始まる制度であるが、暫定リスト掲載から30年の歳月を経ていながら3年連続で推薦書原案を文化庁に提案するも文化審議会に推薦物件として選定されることがなかった彦根城がこれを利用することになった。
制度初年度は申請締切が9月15日に設定され、諮問機関に推薦書原案を提出して内容を点検、必要に応じて現地視察を招聘することも可能で（費用は当該地負担）、1年後の10月1日までに評価結果が提示される。ここで得た指摘事項を是正したり、推薦書の書き直しを図る。制度としてこの補正期間に1年間充てる必要があるため、正式推薦は3年後（2023年申請の場合2026年）の推薦書提出締切日の2月1日までとなる（提出後に内容の修正が可能な暫定版推薦書は前年の9月末日までに提出できる）。以後の進行過程は従来どおりで、正式版推薦書が受理された場合はその年の夏～秋にかけて諮問機関の現地調査が行われ、翌年の世界遺産委員会で登録審査をうけることになる（2023年申請の場合2027年）。但し、諮問機関から推薦に向いていないなどと示唆される恐れもあり、その場合には推薦を一旦取り下げ、基本的なコンセプトや構成資産の見直しを図らなければならなくなるが、暫定リストからの抹消を勧告される可能性もある。
なお、事前評価制度は2027年審査分より全ての推薦物件に義務として適用される。この場合、申請は2024年に行わなければならない。

### ビューロー
ビューローは、世界遺産委員会の21か国の委員国のうち、議長、副議長（5人）、書記のみで行われる会議である。ビューロー会議などとも呼ばれる。2001年までは世界遺産委員会が12月開催だったが、そのころは半年ほど前と直前にビューローが開催されていた。特に半年前のビューローは、実質的に世界遺産の新規登録の可否を決定する場となっており、12月の委員会開催までに勧告を覆す余地はあったが、世界遺産委員会の場で覆されることはないのが普通だった。この当時のビューローの権威は高かった反面、21か国の委員国の中でも特に限られた国々に強い決定権が集まることへの批判もあった。そのため、世界遺産委員会が6、7月ごろの開催となった2002年の4月に開催されたビューローを最後に、世界遺産登録の可否は、正規の委員会審議に一本化されることになった。
以降、ビューローは世界遺産委員会の会期中に、議事の調整や日程の管理など、限られた事項のみを扱うようになっている。

### 世界遺産委員会の決議

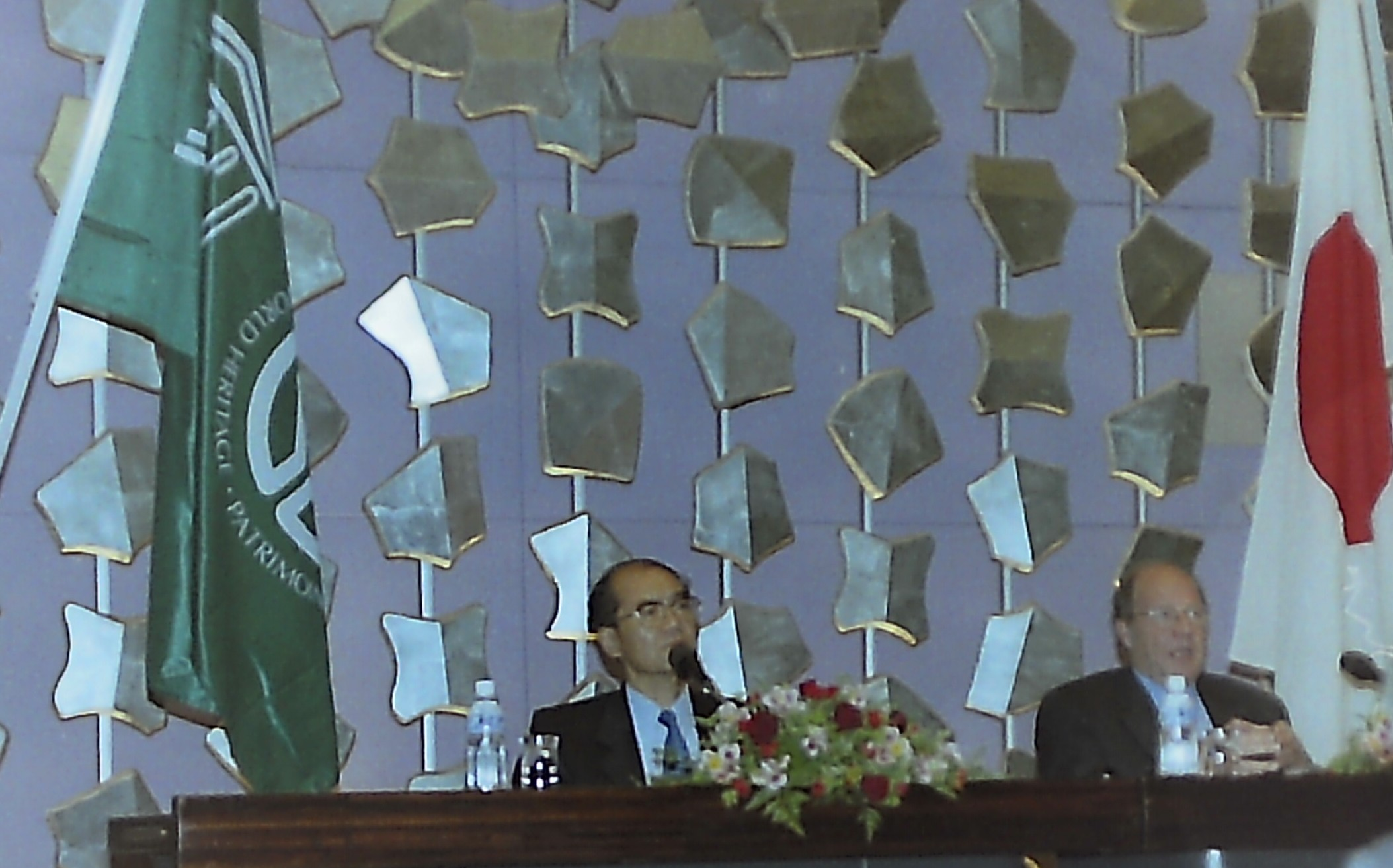
第22回世界遺産委員会（国立京都国際会館、1998年）での松浦晃一郎とフォン・ドロステ

世界遺産委員会は、諮問機関の勧告を踏まえて推薦された物件について審査を行い、「登録」「情報照会」「登録延期」「不登録」のいずれかの決議を行う（「作業指針」第153 - 164段落）。「登録」勧告が出された物件が、世界遺産委員会で覆されたことはほとんどない。例外的な事例は、後述の領土問題が絡む案件を除けば、遺跡の復元方法をめぐって委員国が反対したボルガル遺跡（ロシア。のちに正式登録）、地元との調整不足を理由に推薦国自らが先送りを提案したピマチオウィン・アキ（カナダ。のちに正式登録）など、ごくわずかである。
世界遺産委員会には臨時委員会も存在するが、世界遺産は原則として正規の委員会でしか登録されない。第46回世界遺産委員会（2024年）まででの例外は、1981年の臨時委員会で登録されたエルサレムの旧市街とその城壁群、2023年1月に登録されたオデーサ歴史地区（ウクライナ）、マアリブの古代サバア王国記念建造物群（イエメン）、トリポリのラシード・カラーミー国際見本市（レバノン）の4件のみである。

#### 登録
「登録」（記載）は、世界遺産リストへの登録を正式に認めるものである。「作業指針」の2005年の改定を踏まえ、2007年以降は正式に登録された場合、OUVの言明をしなければならなくなった。OUVの言明とは、A4判2枚の要約で、資産の概要、適用された登録基準、真正性、完全性、保存状況などがまとめられている。2007年以前に登録された資産は義務づけられていなかったが、それらについても順次、遡及的な言明が要請されることとなった。たとえば、日本の場合は2014年に遡及的な言明がすべて完了している。

#### 情報照会
「情報照会」は一般的に顕著な普遍的価値の証明ができているものの、保存計画などの不備が指摘されている事例で決議され、期日までに該当する追加書類の提出を行えば、翌年の世界遺産委員会で再審査を受けることができる。ただし、3年以内の再推薦がない場合は、以降の推薦は新規推薦と同じ手続きが必要になる（「作業段落」第159段落）。
「情報照会」決議は、最速で翌年の再審議を可能にする。そのため、推薦国は、その年の登録が難しいという勧告を受けた場合、次善の策として望む決議であり、委員国への働きかけも顕著である。しかし、「情報照会」決議が出てしまうと、推薦書の大幅な書き換えは認められず、推薦範囲の変更などもできないため、安易な「情報照会」決議は、かえって正式な登録を遠ざける危険性があることも指摘されている。実際、インドのマジュリ島は第30回世界遺産委員会では「登録延期」勧告を覆して「情報照会」決議とされたが、第32回世界遺産委員会の審議では「登録延期」決議とされ、かえって登録が遠のいてしまった。

#### 登録延期

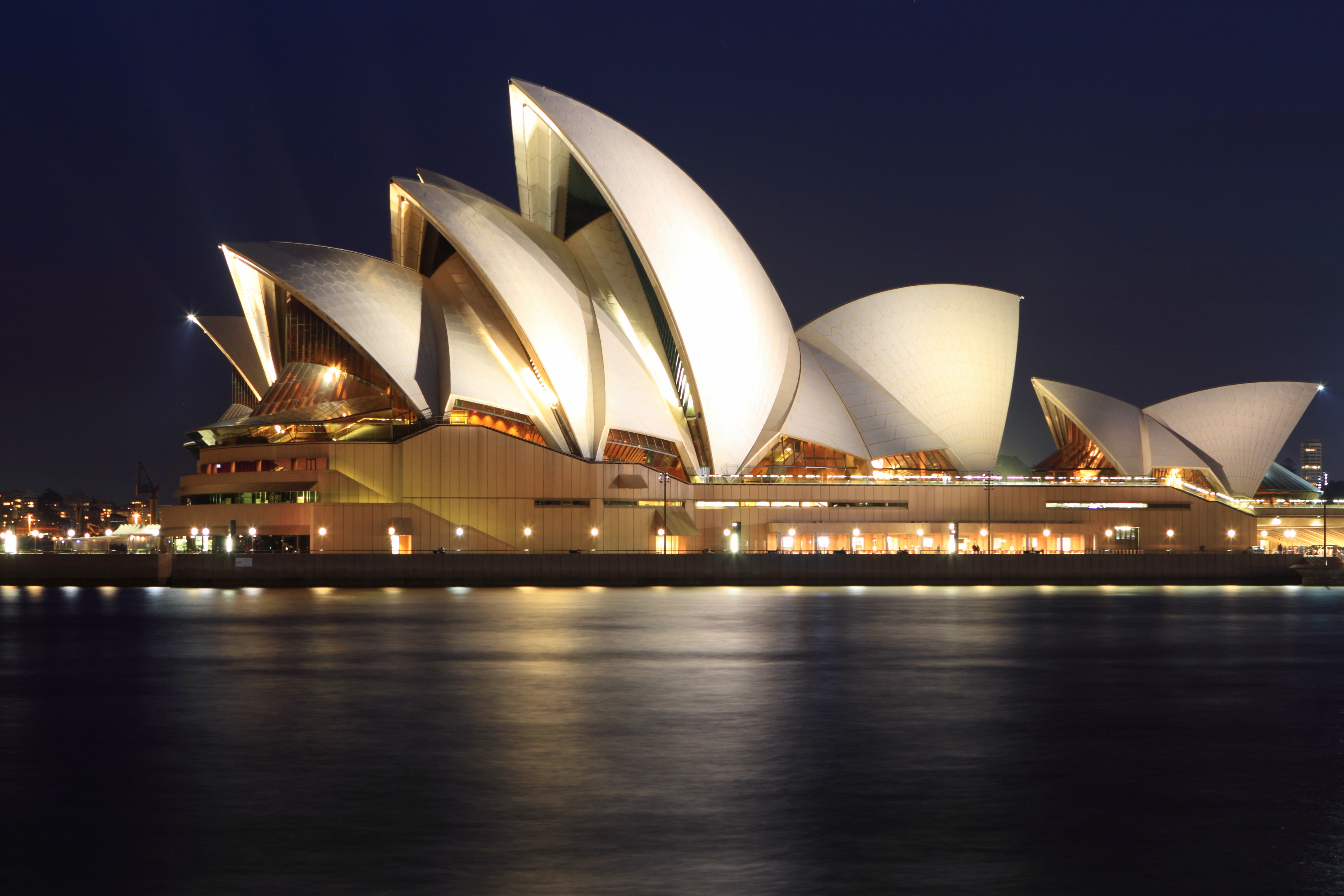
シドニー・オペラハウス。最初の「登録延期」勧告から登録までに26年を要した。2017年時点では、もっとも年代の新しい世界遺産でもある。

顕著な普遍的価値の証明などが不十分と見なされ、より踏み込んだ再検討が必要な場合は「登録延期」（記載延期）と決議される。この場合、必要な書類の再提出を行ったうえで、諮問機関による再度の現地調査を受ける必要があるため、世界遺産委員会での再審査は、早くとも翌々年以降になる。
「登録延期」はしばしば不名誉なものと捉えられることがある。日本の場合、最初に「登録延期」決議が出たのは平泉―仏国土（浄土）を表す建築・庭園及び考古学的遺跡群―である。このとき、日本では「落選」「平泉ショック」などと報じられ、他の自治体の世界遺産登録に向けた動きにも影響を与えた。
「登録延期」決議は確かに「情報照会」決議よりも一段下と位置づけられる決議だが、専門家からは、むしろ時間をかけて価値の証明を深化させる機会を与えられたと解すべきで、不名誉なものではないとも指摘されている。なお、最初の「登録延期」決議から正式登録までに長期を要した遺産の例としては、30年を要したイングランドの湖水地方、26年を要したシドニー・オペラハウス などがある。

#### 不登録
顕著な普遍的価値を認められなかった物件は、「不登録」（不記載）と決議される。「不登録」と決議された物件は、原則として再推薦することができない。ただし、新しい科学的知見が得られるなどした場合や、不登録となったときとは異なる登録基準からの価値を認められる場合には、推薦が可能である。
諮問機関の勧告の時点で「不登録」勧告が出されると、委員会での「不登録」決議を回避するために、審議取り下げの手続きがとられることもしばしばである。たとえば、2012年の第36回世界遺産委員会では、「不登録」勧告を受けた推薦資産は9件あったが、うち5件は委員会開催前に取り下げられた。「不登録」決議は、推薦国にとって何のメリットもないと考えられていたからである。しかし、第41回世界遺産委員会では「不登録」勧告を受けた資産の多くが取り下げず、審議に臨んだ5件のうち4件が「登録延期」ないし「情報照会」決議となった。この従来と異なる傾向は、2000年代半ばから増えるようになった諮問機関と推薦国との意見の対立を示すものとされる。
なお、世界遺産委員会などでの審議の結果、登録が見送られた物件を指して裏世界遺産と呼ぶことがある。もともとインターネット上の私的なウェブサイトで打ち出された概念であり、公式な呼称ではない。

### モニタリング
世界遺産におけるモニタリングとは、保全管理に関わる指標や影響を及ぼす要素を明示することで、推薦書に盛り込まなければならないものと、登録後に行われるものの2種類ある。ただし、これらはまったく同じ用語を用いても、手続きとしては別個のものである。
推薦書におけるモニタリングの項目に不備があれば、「情報照会」勧告などが出される場合がある。
登録後のモニタリングには、定期報告とリアクティブ・モニタリングの2種類がある。定期報告は6年ごとにすべての登録資産に対して実施するものであり、アジア・太平洋、アフリカなどの地域を単位として少しずつ時期をずらし、世界遺産としての価値の維持と保全状況、その他情報の更新などを確認する。第1期の定期報告は2000年から2006年に実施された。2008年から2012年に第2期の定期報告がすべて終わり、2015年の第39回世界遺産委員会でとりまとめられた。
リアクティブ・モニタリングは、定期報告とは別の手続きであり、定期報告が保有国による報告なのに対し、世界遺産が何らかの脅威に晒されていると判断された場合に、世界遺産センターないし諮問機関が行う。当然、抹消の可能性がある世界遺産や危機遺産リスト登録物件なども対象になる（第169 - 170段落）。 
しかし、リアクティブ・モニタリングは世界遺産委員会の決議を踏まえなければならず、保有国の協力も得ねばならないため、緊急の事態や保有国が非協力的な場合などには、十分に機能しない問題点を含む。
そこで新たに導入されたのが強化モニタリング体制である。これは、世界遺産委員会の決議なしに、ユネスコ事務局長の判断で現地調査を可能にする仕組みであり、2007年の第31回世界遺産委員会で導入された。これは、世界遺産委員会が開かれていない時期にも即応して、複数の報告書を提出できる仕組みであったが、2017年時点では正式な「作業指針」には盛り込まれていない。
もともとの原則では危機遺産登録物件のみとされており、実際、2007年に対象になったのはそうだったが、2008年にはマチュ・ピチュの歴史保護区など、危機遺産リスト外の物件も対象に含まれた。その辺りの時期には、危機遺産リストに登録する代わりに、強化モニタリング対象としたケースもあったとされている。

## 登録後の変更

### 名称
推薦する際の名称は、推薦国が英語とフランス語でつける。諮問機関は、資産の特色をよりよく表すような改名を勧告する場合があり、推薦国自身がそれを踏まえて改名することもある。たとえば、「明治日本の産業革命遺産 製鉄・製鋼、造船、石炭産業」は当初の推薦名「明治日本の産業革命遺産 九州・山口と関連地域」を、ICOMOSの勧告を踏まえて改名したものである。逆に、平泉―仏国土（浄土）を表す建築・庭園及び考古学的遺跡群―の場合は「考古学的遺跡群」を外すことを勧告されたが、反対する日本の見解を世界遺産委員会も支持したため、推薦どおりの名称で登録された。
登録後にも名称の変更は可能であり、保有国の申請を世界遺産委員会が承認すれば認められる。ナチスの施設であることを明確にするために「アウシュヴィッツ強制収容所」が「アウシュヴィッツ=ビルケナウ ナチス・ドイツの強制絶滅収容所（1940 - 1945）」に変更された例や、地元文化を尊重するためと推測されている英語「スケリッグ・マイケル」からゲール語「シュケリッグ・ヴィヒル」（アイルランド）への変更の例などを挙げることができる。
なお、英語・フランス語による世界遺産登録名には、公式の日本語訳は存在しない。日本ユネスコ協会連盟、世界遺産アカデミーなど、各団体がそれぞれの判断で日本語訳をつけている。結果、物件によっては文献ごとに表記の異なる場合が存在する。

### 軽微な変更

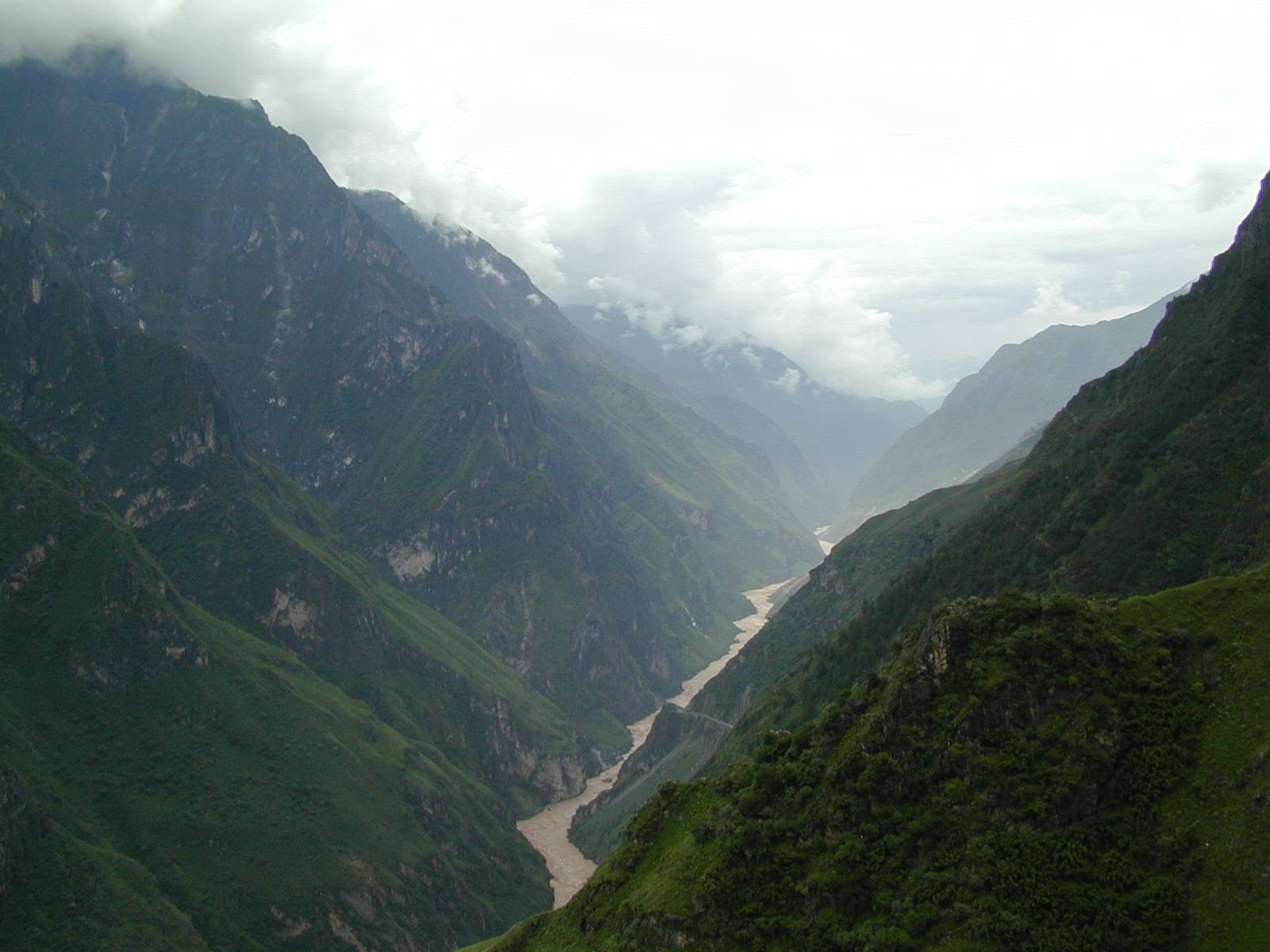
三江併流

登録範囲の「軽微な変更」とは、「顕著な普遍的価値」（OUV）に大きな影響を及ぼさない範囲の変更で、緩衝地帯の設定もこれに含まれる（「作業指針」第163段落およびAnnex 11）。原則として、理由説明の合理性などに問題がなければ、世界遺産委員会でも大きな議論なしに承認される。たとえば、2016年に紀伊山地の霊場と参詣道へ闘鶏神社ほか22地点が追加されたのは「拡大」ではなく、「軽微な変更」である。
「軽微」な範囲を超えると認識される場合は、重大な変更として、いわゆる「拡大」登録の手続き（新規推薦と同じ）で審議されることになる。軽微か重大かの明確な線引きはなく、総合的に判断される。たとえば、第34回世界遺産委員会では雲南の三江併流保護地域群（中国）をめぐって議論になった。この世界遺産の一部地域における登録前からの資源採掘活動が明らかになったことを受けて、保有する中国当局は採鉱地域（総面積約170 万ヘクタールのうち7万ヘクタールほどにあたる）を除外することなどを提案したのである。最終的に投票に持ち込まれた結果、3分の2の賛成を得て「軽微な変更」として承認されたが、翌年の世界遺産委員会では、採鉱などを理由とする変更は常に「重大な変更」として扱うことが決められた。

### 重大な変更
| バグラティ大聖堂は再建後（右）に真正性が失われたと判断された |  | バグラティ大聖堂は再建後（右）に真正性が失われたと判断された |
| バグラティ大聖堂は再建後（右）に真正性が失われたと判断された |  |                                                              |

登録範囲の「重大な変更」とは、範囲を大幅に変更するのみでなく、OUVにも影響を及ぼす変更を指し、新規登録物件と同じ手続きが適用される。いわゆる「拡大登録」（拡張登録）がこれにあたるが、逆に縮小登録にも適用される。
「拡大登録」は、たとえば「ダージリン・ヒマラヤ鉄道」にニルギリ山岳鉄道などが加わって「インドの山岳鉄道群」に拡大された例などが該当する。ただし、1980年登録のバージェス頁岩が1984年新規登録のカナディアン・ロッキー山脈自然公園群に統合されたように、「拡大」という形式をとらない事例もある。また、こうした範囲変更に伴って、世界遺産登録基準が変更される場合もある。前述のビャウォヴィエジャの森もその例である。
逆に縮小になった最初の例はゲラティ修道院（ジョージア）である。もとはバグラティ大聖堂とともにグルジア王国時代の傑作として登録されていたが、大聖堂の再建工事により真正性が失われたと判断され、2017年にゲラティ修道院のみの登録へと切り替えられた。これは顕著な普遍的価値（OUV）を失った要素を切り捨て、残る部分のOUVを保持するという新しい手法である。

## 抹消

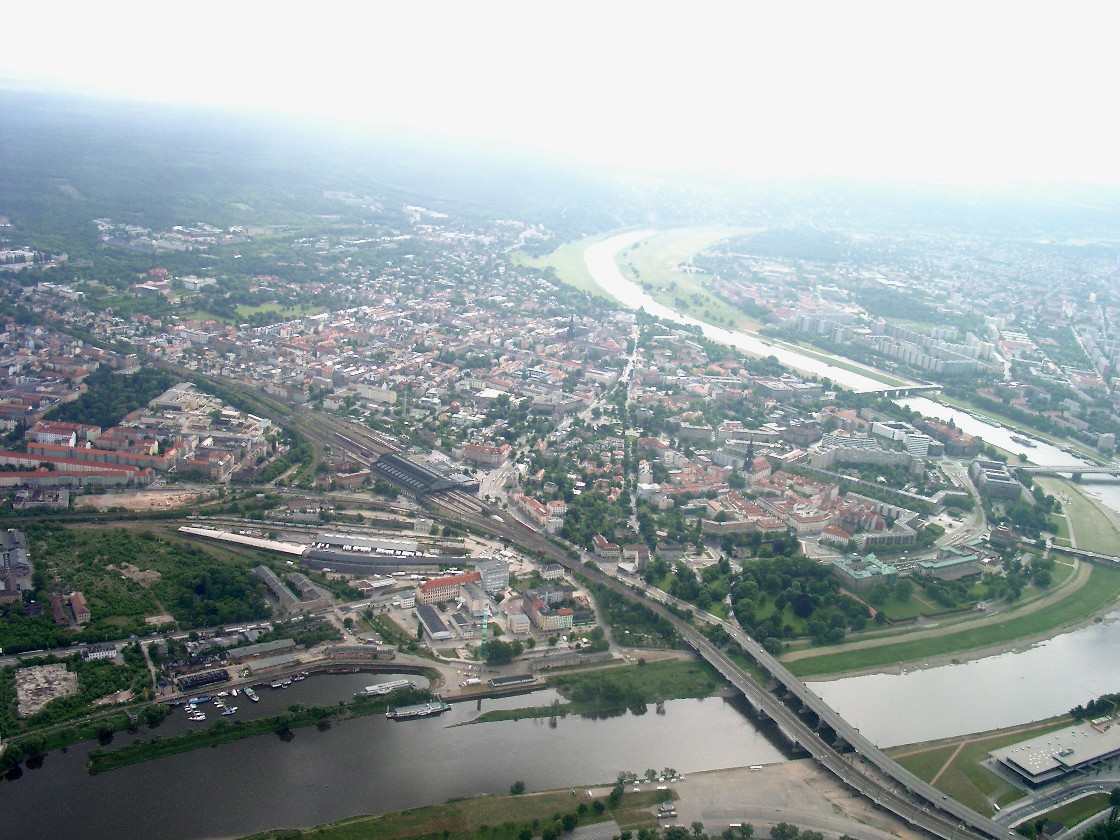
抹消されたドレスデン・エルベ渓谷とヴァルトシュレスヒェン橋

世界遺産は、登録時に存在していたOUVが失われたと判断された場合、もしくは条件つきで登録された物件についてその後条件が満たされなかった場合に、リストから「抹消」されることがある（「作業指針」第192 - 198段落）。
初めて抹消されたのは、2007年のアラビアオリックスの保護区（オマーン）である。この物件はもともと保護計画の不備を理由とするIUCNの「登録延期」勧告を覆して登録された経緯があったが、計画が整備されるどころか保護区の大幅な縮小などの致命的悪化が確認されたことや、オマーン政府が開発優先の姿勢を明示したことから、抹消が決まった。2009年にはドレスデン・エルベ渓谷（ドイツ）が抹消されている。これは、世界遺産委員会が「景観を損ねる」と判断した橋の建設が、警告にもかかわらず中止されず、住民投票を踏まえて継続されたことによる。2021年には、やはり再開発との関わりで海商都市リヴァプール（イギリス）が抹消されている。また、上述のように、構成資産の一部を抹消して登録範囲を縮小する事例も登場している。
その一方、世界遺産条約採択40周年記念最終会合（2012年）では、参加した専門家たちからは、国際協力の本旨に照らせば、リストからの抹消は責任放棄にあたるという批判が提起された。

なお、抹消の条件は以上の通りであり、世界遺産条約からの脱退などの場合の扱いは明記されていない。ただし、専門家からは、脱退すれば各種手続きを取れず、世界遺産エンブレムすら使用できなくなるため、リストから抹消されずとも、世界遺産でなくなるに等しいと指摘されている。

## 課題と対応

### 登録国の偏り

各国の世界遺産登録状況

第47回世界遺産委員会（2025年）までで、世界遺産は1,248件登録されているが、その内訳は文化遺産972件、自然遺産235件、複合遺産41件である。一見して明らかな通り、文化遺産の登録数の方が圧倒的に多く、地域的には文化遺産の約半数を占めるヨーロッパの物件に偏っている（世界遺産条約締約国の一覧参照）。
また、イタリア（61件）、中国（60件）、ドイツ（55件）、フランス（54件）、スペイン（50件）など非常に多くの物件が登録されている国がある一方で、世界遺産条約締約196か国中、1件も登録物件を持たない国が27か国ある（数字はいずれも第46回世界遺産委員会登録分まで）。西アジア史の専門家からは、西アジアの世界遺産が少ないことの一因は、文化財保護の思想自体がヨーロッパ由来のものであって西アジアにとっては新しい概念であること、言い換えると、制度設計そのものが欧米中心主義に根ざしていることなどを指摘する意見も出されている。
もともと世界遺産委員会の委員国に、地域の割り当ては設定されていなかった。ユネスコ本体の場合、執行委員に西欧・北米、東欧、中南米、アジア・太平洋、アフリカの5地域の割り当て枠があるのに対し、文化の衡平性に配慮するなどの理由で世界遺産委員会には21世紀初頭まで割り当て枠が存在しなかったのである。その結果、1999年の時点でわずか10か国が3度も委員国（任期6年）を務めていたのに対し、当時の締約国の6割にあたる95か国が一度も任命されたことがなく、前者にはイタリアをはじめとする世界遺産保有数の多い国がいくつも含まれていた。こうした問題点を踏まえ、「作業指針」および「締約国会議手続規則」が改定され、委員国は「自発的に」6年を4年に短縮すべきこと、再選までに最低6年を置くこと、「西欧・北米」「東欧」「ラテンアメリカ・カリブ海」「アラブ諸国」から各2か国、「アジア・太平洋」から3か国、「アフリカ」から4か国の最低割り当て枠を設定することなどが定められている。

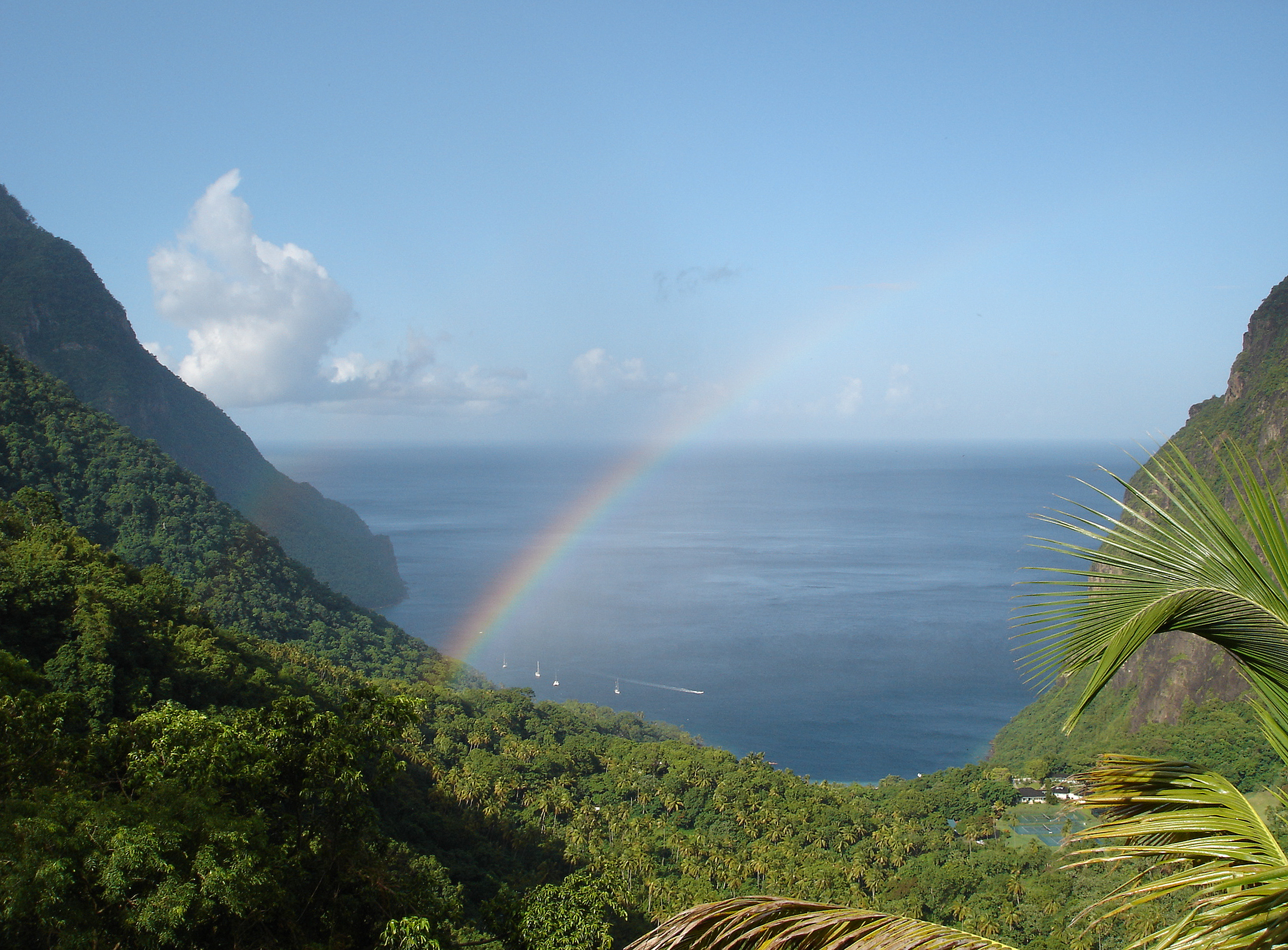
ピトン管理地域。経済的な小国にとって、観光振興に繋がる世界遺産の登録は決定的に重要であり、セントルシアでも認定書授与式は国を挙げての大イベントになったという。

世界遺産審議に当たっては、世界遺産を持たない（もしくは少ない）国の推薦を優先することとされるが、これが過剰に考慮されることへの批判もある。たとえば、セントルシア初の世界遺産「ピトン管理地域」（2004年）が諮問機関の厳しい評価を覆して逆転で登録された背景には、同国がそれまで世界遺産を持っていなかった事情が斟酌された可能性が指摘されている。これは例外ではなく、2011年の第35回世界遺産委員会では、ついに登録勧告された物件よりも逆転登録された物件が上回り、価値の証明や保護管理計画の不十分な物件を世界遺産に登録してしまうことは、諮問機関からも問題視される事態になった。この際に逆転を果たした物件は、アフリカ、アラブ、ラテンアメリカの物件が主だった。こうした傾向は、2002年に策定され、2007年に改訂された戦略的行動指針の中では、「信頼性」に関わる問題点とされている。そもそも現在の主権国家の国境線は、自然や文化の代表性に配慮して引かれているわけではないため、すべての条約締約国が各1件以上の世界遺産を持つことは、かえってリストに偏りをもたらす可能性もある。
このような世界遺産の地域格差とその是正策としての優先制、あるいは真正性・価値観の押しつけを「上から目線で、世界遺産はユネスコの覇権主義の道具と化し、ユネスコのための文化ヘゲモニーである」との辛辣な批判意見も噴出してきている。

#### 経済格差
世界遺産は推薦にも多額の資金を必要とする。たとえば、琉球王国のグスク及び関連遺産群の推薦には1億円以上かかったと言われており、こうした費用は、場合によっては数十億かかることさえあるという。その内訳は、推薦書を実際に執筆する専門家の人件費、推薦書に添付する写真などを手がけるコンサルタント会社への委託料などで、推薦書の作成に向けた専門家会議の開催なども上乗せされることがある。
さらに、世界遺産の推薦書は英語かフランス語で書かれなければならないため、これらの言語を公用語としていない国の場合、それらの言語に堪能な専門家を手配する必要も生じる。たとえば、旧ソ連構成国だった3国（ウズベキスタン、カザフスタン、キルギス）の推薦だった西天山は、まさにそのような困難に直面し、世界遺産センターの支援を受けた。結果として、開発途上国はこうした費用を十分に負担できず、不備のある推薦書の提出によって正式な審議までたどり着けないことも起こる。西天山のように、世界遺産基金には途上国の推薦支援に回される分もあるが、それとて十分ではなく、支援が回ってこない国々も少なくない。こうした事態が、さらなる偏りを助長しているという指摘もある。

### 種類の偏り
前述のように、内容的には文化遺産のほうが圧倒的に多い。これは、前述のように自然遺産と違い、文化遺産は研究の深化に従って種類が増えていくという性質の違いのほかに、ほかの制度との関わりの違いを指摘されている。すなわち、自然遺産の場合、MAB計画、ラムサール条約など、世界的なリストアップや保護のための制度が多層的に整備されていて、その中の最上のものを世界自然遺産とできるのに対し、文化遺産の場合には類似の仕組みがなく、世界遺産に集中してしまう傾向があるのだという。
そうした不均衡是正の試みとして、「世界遺産リストの代表性、均衡性、信用性のためのグローバル・ストラテジー」が打ち出され、文化的景観、産業遺産、20世紀遺産などを登録していくための比較研究の必要性が示された。2004年から具体的な作業が行われている「顕著な普遍的価値」の再定義や、暫定リスト作成時点で、偏りをなくすような適切な選択がなされるように働きかけていくことなどもその例である。

#### 文化的景観

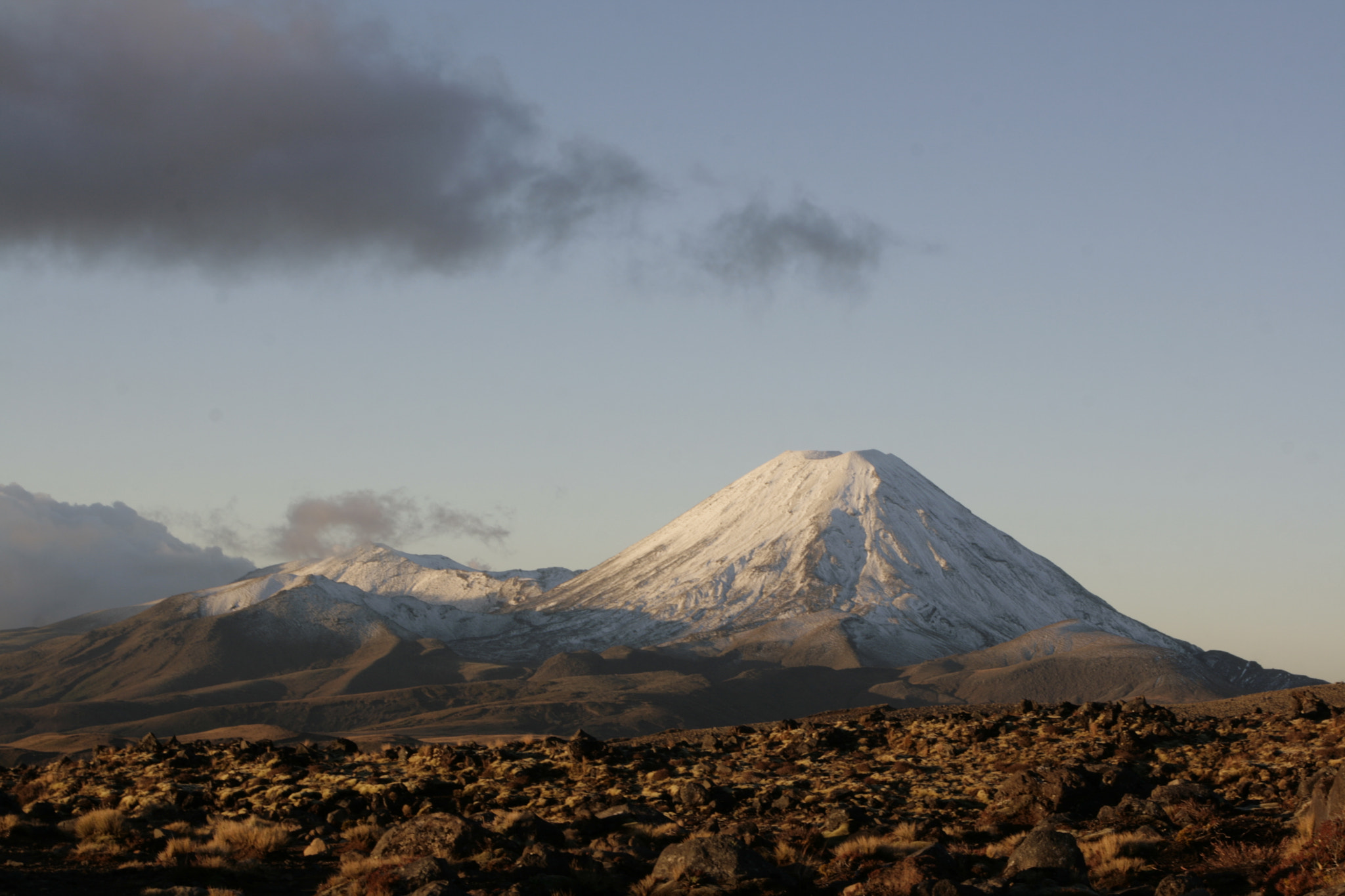
世界遺産としての文化的景観第1号となったトンガリロ国立公園

文化的景観は1992年に取り入れられた文化遺産の類型であり、人と自然がともに作り上げてきた景観を指す。これは、人が自然環境から制約を受ける中、そこから諸々の影響を受けつつ進化してきたことを示す文化遺産である（「作業指針」第47段落）。その中身は、庭園のように人間が設計した空間の中に自然を取り込んだ景観、棚田のように農林水産業をはじめとする人間の諸活動と有機的に結びついた景観、そして、自然の聖地のように人間が宗教上や芸術上の価値を付与してきた景観などに分けることができる。
世界遺産の中での文化的景観第1号は、自然遺産として登録されたあと、マオリの崇拝の対象となってきた文化的要素が認定されて複合遺産となったトンガリロ国立公園（ニュージーランド、1993年拡大）である。しかし、その起源となる議論は1981年から始まっており、その議論で重要な役割を果たした物件がイングランドの湖水地方であった。それは1987年と1990年にそれぞれ登録延期決議となったが、その検討は文化的景観の概念の確立の上で重要な役割を果たしたとされる（2017年に正式登録）。
イギリスの物件では、自然遺産セント・キルダ（1986年）の拡大も大いに議論を引き起こした。もともとICOMOSは文化的価値を最初から認めていたが、文化的景観の概念がなかった1986年当時は認められなかった。2005年の審議では複合遺産とすること自体は認められたものの、これを文化的景観と位置づけるか否かで紛糾した。出席していた専門家の中からは、委員国の中でもその辺りの基準が明確だったとは言いがたいという評価もあった。
ともあれ、文化的景観は広く受け入れられ、21世紀初頭の審議では世界遺産の推薦の主流とさえ言う者もあった。その一方、文化的景観概念の多用を受けて、ICOMOSはその価値をより厳しく判定するようになったと言われており、その登録範囲の完全性なども含め、厳格化の傾向を見せている。文化的景観の代表例のひとつと国際的にも認識されていた富士山が、文化的景観として推薦・登録されなかった理由も、こうした傾向と無関係ではなかった。

#### 産業遺産

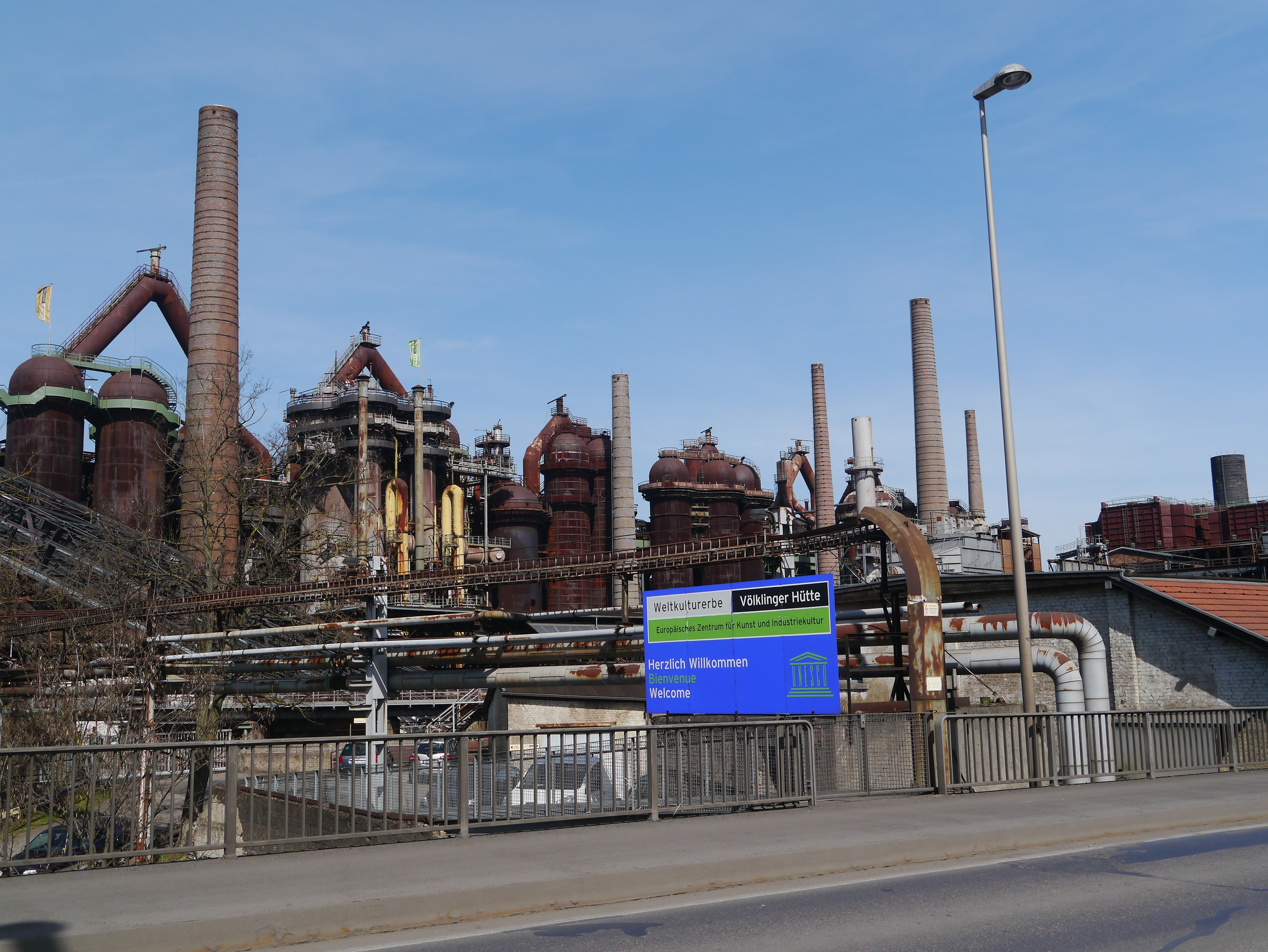
フェルクリンゲン製鉄所。手前に世界遺産であることを示す看板がある。

産業遺産自体は、初期から登録されていた。いわゆる「世界遺産第1号」に含まれるヴィエリチカ岩塩坑も、産業遺産に分類されている。しかし、本格的な議論は1987年のニュー・ラナーク（イギリス）の推薦以降だといい、そのような類型を登録すべきかの議論が、翌年から開始された「グローバル研究」につながり、この研究がグローバル・ストラテジーに結びついた。「産業」は人類の営みと不可分の要素であり、世界のどの地域にも存在しうる点が、グローバル・ストラテジーに取り込まれる理由になったと考えられている。

その後、前述のように評価基準にも産業遺産の登録を想定した改訂が行われ、産業遺産の登録も増えた。しかし、フェルクリンゲン製鉄所（ドイツ、1994年登録）の審議の際には、そのような装飾性のない近代的工場を世界遺産に加えることについて、参加者から戸惑いの声も聞かれたという。なお、従来の産業遺産は産業革命、なかんずくイギリスのそれを中心に叙述されることが多かったが、世界遺産においては、古代ローマ帝国の金鉱山跡のラス・メドゥラス（スペイン）から、20世紀の水力発電所を含むリューカン＝ノトデンの産業遺産（ノルウェー）などまで、より広い範囲でとらえられている。

#### 20世紀遺産

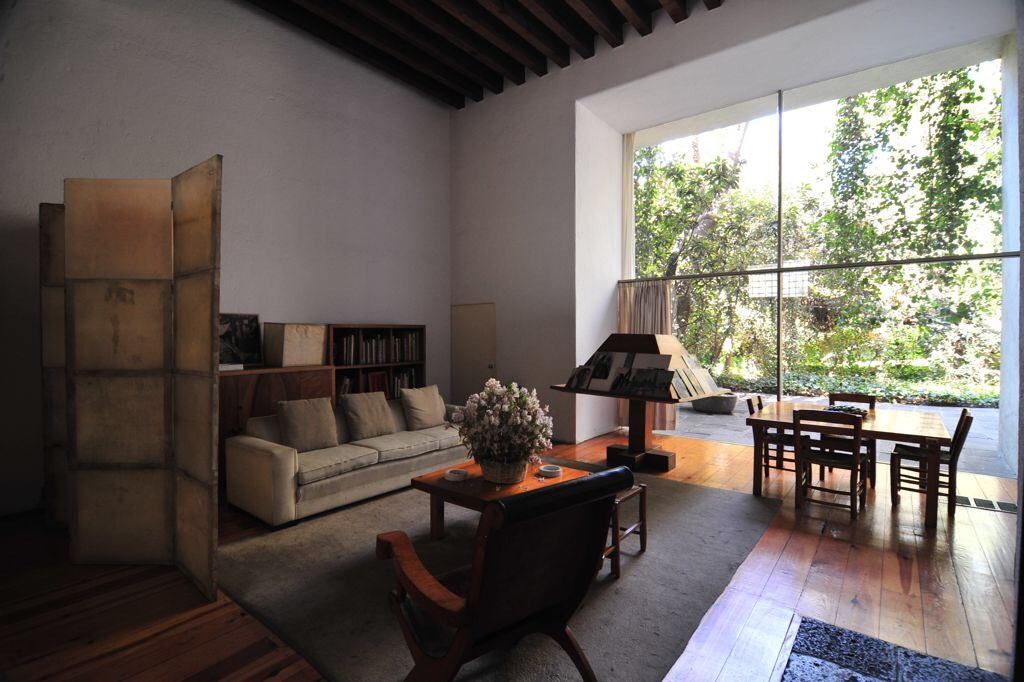
ルイス・バラガン邸と仕事場。ルイス・バラガンの作品の中でこれが代表作といえるのかには世界遺産委員会でも議論があり、将来の拡大登録に含みを残す決議が行われた。

20世紀遺産は、その名のとおり20世紀に建設された建造物などを対象とする文化遺産であり、一部には19世紀後半も対象とする。「近代遺産」（modern heritage）と呼ばれることもある。比較的初期の段階から、アントニ・ガウディの作品群（スペイン）のように審美的な観点から評価されて登録された物件もあったが、シドニー・オペラハウスが1981年に審議された際には、まだ十分に評価が定まっていないとされ、2007年の再審議でようやく登録された。
モダニズム建築の範疇で重要だったのが、ヴァイマル、デッサウ及びベルナウのバウハウスとその関連遺産群（ドイツ）の登録とされ、この登録を契機に、同種の建築の登録を促したと言われている。ただし、モダニズム建築の登録にしても、世界遺産が傑出した建築家個人を顕彰する場にならないように、という懸念はたびたび出されている。ブルノのトゥーゲントハット邸（ミース・ファン・デル・ローエ、チェコ）の審議しかり、ルイス・バラガン邸と仕事場（メキシコ）の審議しかり、ル・コルビュジエの建築と都市計画の最初の登録見送り時の審議しかりである。

なお、20世紀遺産とモダニズム建築はイコールではない。そのような思想はともすると、20世紀遺産をヨーロッパ中心主義に組み込んでしまう危険性があるとされ、ICOMOSもモダニズム建築に限定してはいない。モダニズム建築のための団体としてはすでにDOCOMOMOが存在するが、ICOMOSはモダニズム建築に限定されない「20世紀遺産国際学術委員会」を設置するなど、広い意味での20世紀遺産の登録を進めていこうとしている。

### 登録件数の増加と上限
世界遺産は発足当初、上限を100件程度とする案さえあったという。しかし、1981年の第5回世界遺産委員会の時点ですでに110件に達し、この見通しの非現実性が明らかになるのに時間はかからなかった。そして、2015年の第39回世界遺産委員会では1,000件を超え、なおも増加している。上述のようなグローバル・ストラテジーは世界遺産を持たない国の割合を減少されるなどの点で一定の成果を挙げた一方で、もともと遺産を多く保有する国々も、推奨される類型の遺産の推薦を増やすようになった結果、絶対数の抑制にはつながっていない。
1,000件を超えた状況を踏まえて、世界遺産のブランド価値は損なわれたとする報道も見られたが、その世界遺産の登録数に上限は設けられていない（「作業指針」第58段落）。
かつては、一度の委員会で審議する件数も、一国あたりの推薦数にも制約がかかっていなかった。ゆえに、1997年にナポリで開催された世界遺産委員会ではイタリアの世界遺産が10件も増え、第24回世界遺産委員会（ケアンズ、2000年）での推薦総数は72件、そのうち新規登録された物件は61件に達した。その委員会で設定された制約が「ケアンズ決議」である。これは各国の推薦上限を1件とし、審議総数を30件とした。この上限は第27回世界遺産委員会（パリ、2003年）で30件が40件へと修正され、第28回世界遺産委員会（蘇州、2004年）で「ケアンズ・蘇州決議」として修正された。この修正で、各国の上限は自然遺産を1件含む場合には2件まで可能とされ、審議総数は（再審議、拡大登録審議も含めて）45件となった。これはさらに2007年に修正され、文化遺産2件の推薦も許されるようになった。そのルールは4年で見直される規定だったため、2011年の第35回世界遺産委員会で文化遺産と自然遺産各1件（ただし、自然遺産は文化的景観で代替可能）となることが決まり、2014年の第38回世界遺産委員会から適用されることとなった。
さらに2020年の第44回世界遺産委員会からは、各国1件のみ、審議総数は35件とすることが決まっていた（実際には新型コロナウイルス感染症の世界的流行によって2020年の会合が延期されたため、2021年の第44回世界遺産委員会拡大会合から実施）。素案では25件とされていたが、審議を経て35件に修正された結果である。

#### 審議の厳格化

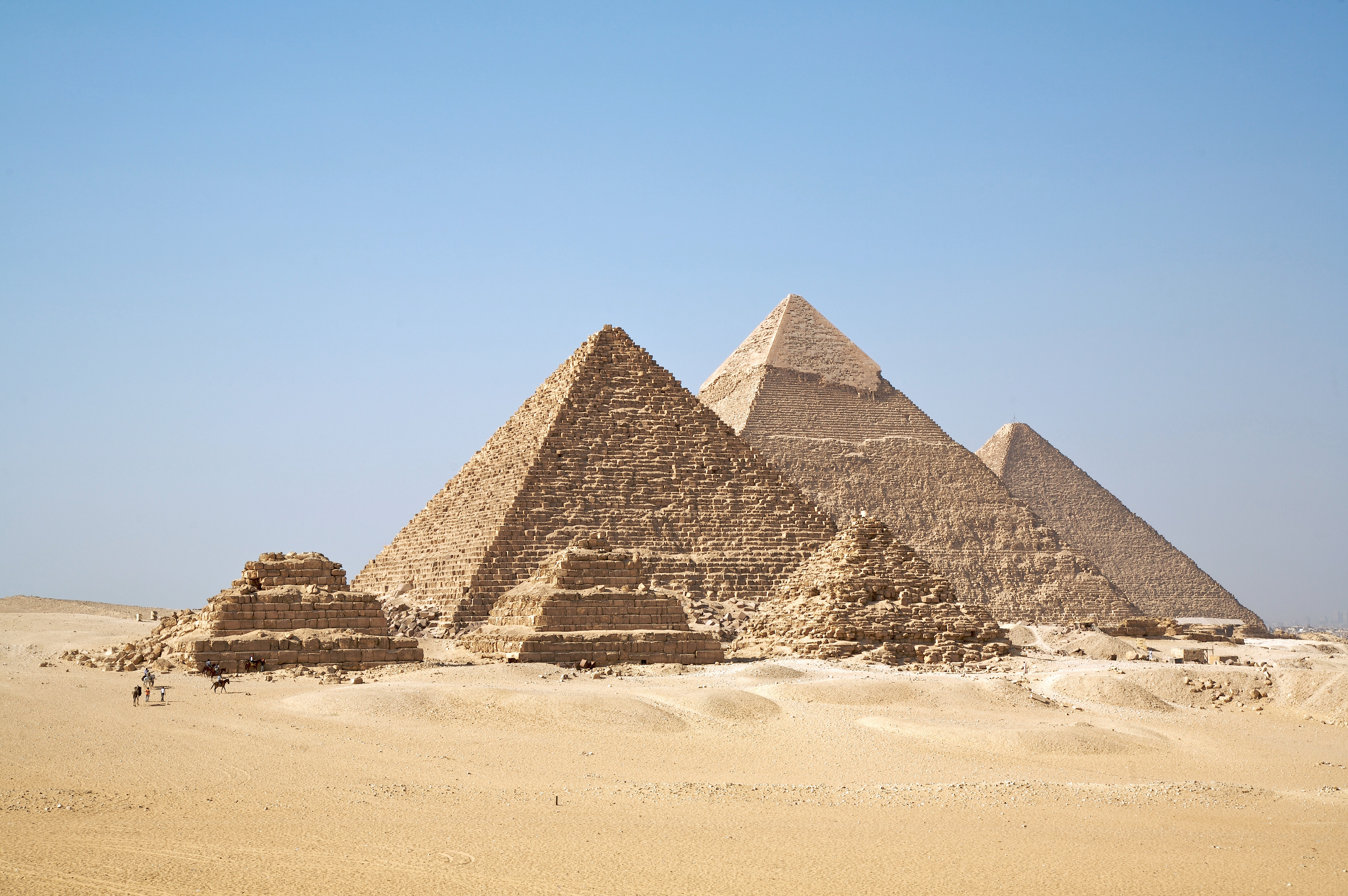
ギザの三大ピラミッド

初期の世界遺産は、誰が見ても納得できるような分かりやすい登録が多かった。たとえば、ギザの三大ピラミッド（1979年）、レオナルド・ダ・ヴィンチの『最後の晩餐』（1980年）、グレート・バリア・リーフ（1981年）、タージ・マハル（1983年）などが初期に登録されている。世界遺産委員会の議長を2度務めたことがあるクリスティーナ・キャメロンは、初期の分かりやすい世界遺産を「偶像的な遺産」と呼んだ。しかし、そうした遺産の登録が進んでいくと、「顕著な普遍的価値」を認めにくい物件や価値を裏支えするストーリーを理解しづらい物件が増えているとも言われる。

世界遺産の勧告や審議が厳格化する傾向にあるとしばしば言われるが、「登録のされにくさ」は審議の厳格化に由来する可能性だけでなく、上記のような質的な変化に由来する可能性も指摘されている。また、日本の世界遺産登録物件の審議も2010年代になると厳しい勧告が増えていると言われるが、世界遺産条約参加当初の物件の時点で、日本が推薦理由としていた評価基準がしばしば退けられたことを理由に、昔から十分に厳しかったという指摘もある。

### 危機遺産登録への抵抗

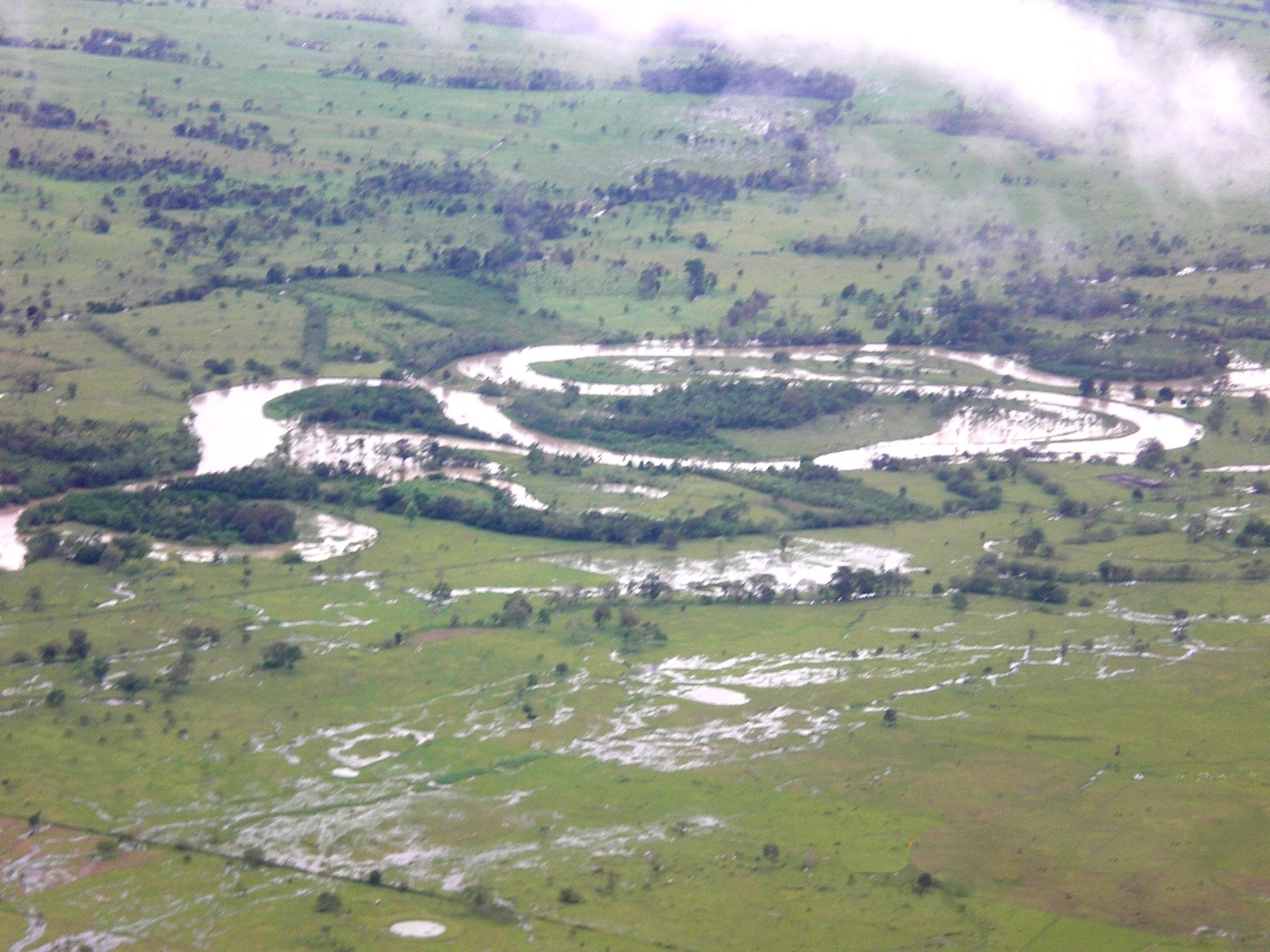
危機遺産リストを効果的に活用したロス・カティオス国立公園

危機遺産リストは、世界遺産の本来の意義からするならば、中核的機能を担うべきリストであるが、十分に機能していないという指摘がある。もちろん、危機遺産リストに登録された場合に得られる国際的支援などを期待し、保有国自身が進んで危機遺産登録を申請する事例や、諮問機関からの勧告を保有国が受け入れて、異論なく危機遺産登録が実現する事例もある。前者の例としては、開発の進行を食い止めるために国際世論の後ろ盾を求めたロス・カティオス国立公園（コロンビア）がある。この例では、危機遺産リスト登録を契機として、地元住民ら関係者がまとまっただけでなく、隣国パナマとの関係強化にも結びつき、持ち上がっていた開発計画も撤回されたことで、無事に危機遺産リストから除外された（第39回世界遺産委員会）。この例は、危機遺産の効果的活用例のひとつと認識されている。後者の例としては、諮問機関の勧告を受け入れて、世界遺産になると同時に危機遺産リストにも登録されたナンマトル:東ミクロネシアの祭祀センター（ミクロネシア連邦）がある。この例では、世界遺産委員会の席上、危機遺産リスト入りを前向きに受け止める保有国の姿勢への称賛が寄せられた。
その一方で、保有国が強く反対する事態がしばしば起こるのも事実である。たとえば、パナマ・ビエホとパナマ歴史地区は、歴史地区を囲む海上道路の建設に対し、世界遺産リストからの除去すらも視野に入れて、第36回世界遺産委員会で危機遺産リスト登録が勧告された。しかし、保有国が委員国に強く働きかけて回ったことで、危機遺産リスト入りが回避された。工事が撤回困難な状況まで進む中、翌年の委員会でも危機遺産リスト入りが勧告されていたが、保有国は登録範囲を見直すことを約束して回避する一方、約束が果たされない場合には世界遺産リストからの抹消が検討される旨を記載した決議には同意し、登録抹消のリスクを負ってでも危機遺産リスト入りを回避する姿勢を鮮明にした。

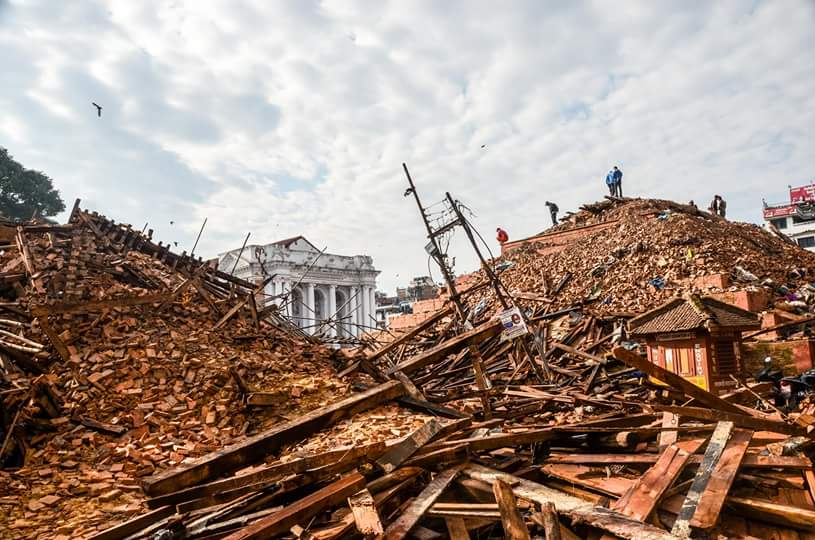
2015年の地震で被災したカトマンズのダルバール広場

カトマンズの渓谷（ネパール）は2003年から2007年に危機遺産に登録されていたが、これも保有国が強く反対した例のひとつである。都市化を理由として、1992年には危機遺産入りの可能性が取り沙汰されていたが、ネパール当局が強く反対したため、危機遺産リストには加えず、世界遺産委員会、世界遺産センターが協力しつつ事態の改善に努めていた。しかし限界があったため、2003年に危機遺産リストに登録され、一応の改善が果たされたことから2007年に除去された。とはいえ、それでもなお課題の抜本的解決にはならなかったと認識されていた。そして、同遺産は2015年のネパール地震で被災した際に再び危機遺産リスト入りを提案された。この地震で、カトマンズの渓谷は深刻な被害を受け、王宮も含めて全半壊した建物も少なくなかったため、国際的な支援が必要な状況と認識されたのである。しかし、ネパール当局はまたも危機遺産リスト登録には反対し、1年の猶予を申し出て、正式に認められた。1年後の第40回世界遺産委員会でも諮問機関は危機遺産リスト登録を勧告する状況だったが、ネパール当局はさらに1年の猶予を申し出て、これも認められた。そして第41回世界遺産委員会では、震災復興の中での再建にOUVを損なうものがあるという諮問機関の指摘もあったが、猶予を求めるネパールの申請がまたも認められた。
本来、危機遺産登録には保有国自身の同意は必要ではないとされているが、保有国の意向を無視して強硬に登録することは、世界遺産委員会では普通行われない。かわりに、危機遺産登録の意義を説き、罰などではないことを強調しているが、「世界遺産」ブランドの国際的知名度の向上などを背景として、抵抗感を持つ国々の意識を変革するのは、容易なことではないと見られている。このような抵抗から、本来ならば危機遺産登録されるべき「隠れた危機遺産」が、今後も増加していくことを懸念する意見もある。

### 都市の開発

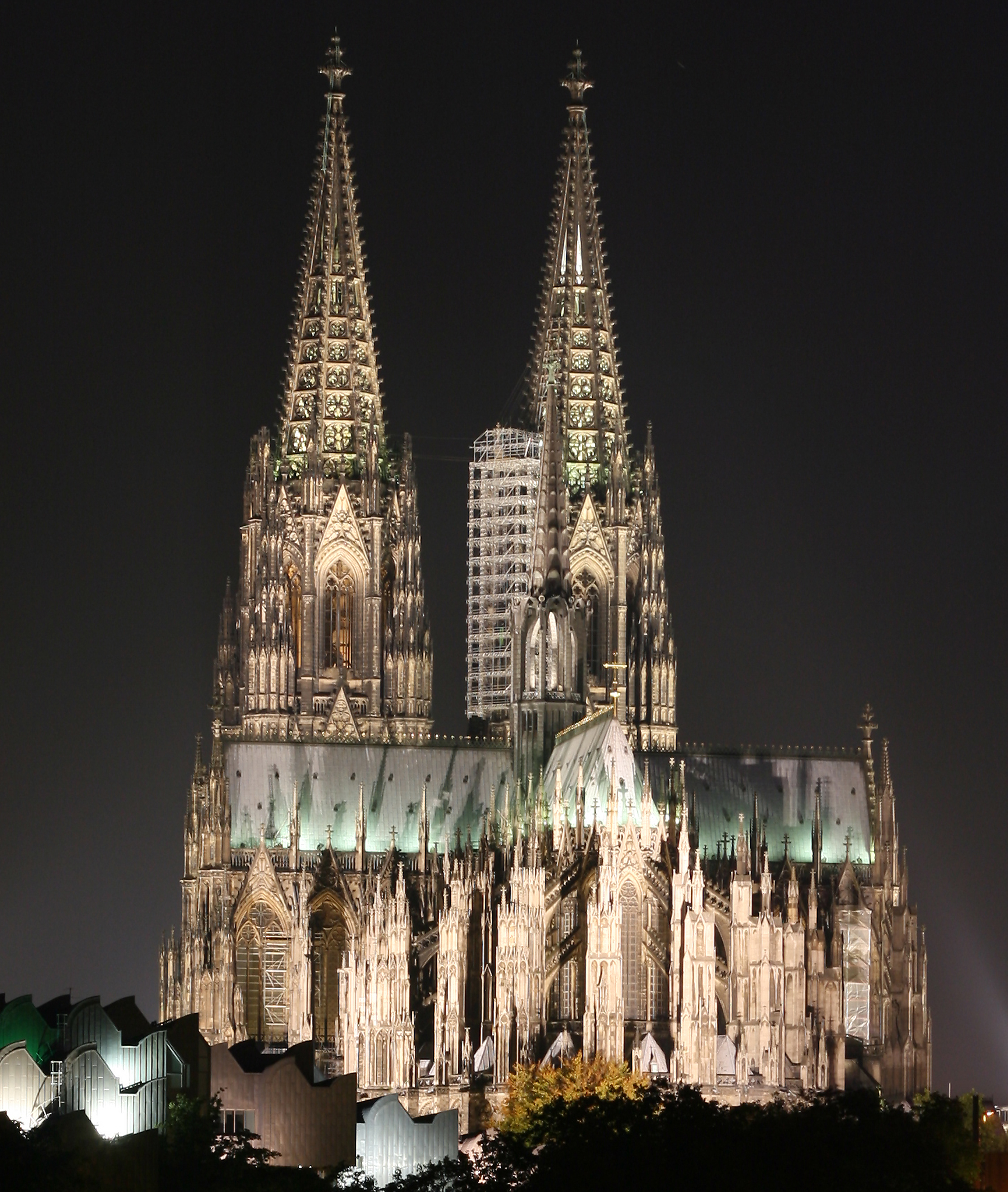
世界遺産リストからの抹消も議論されたケルン大聖堂

世界遺産の登録は、景観や環境の保全が義務づけられるため、周辺の開発との間で摩擦が生じることがある。特に、都市内の歴史地区や建造物については、その周囲に建てられた新しい高層建築などによって、景観が損なわれることで議論が起こることがある。たとえば、ケルン大聖堂（ドイツ）は登録時点で緩衝地帯設定が条件となっていたにもかかわらず、それが果たされなかった。その中で近隣の高層建築計画が持ち上がったことから2004年に危機遺産リストに加えられ、一時は世界遺産リストからの除去すら検討された。この事例が注目された理由は、開発による景観の損壊が危機遺産登録理由になった、最初の事例だったからである。この事例では、建設推進派と反対派でケルンを二分する議論になったが、緩衝地帯設定や高さ規制が導入されたため、2006年に危機遺産リストから除かれた。しかし、ケルンの議論は、今後同種の問題があちこちの歴史都市で起こりうることを危惧させるものだった。
実際、それ以降も、規制や計画修正などの対応がとられた事例には、エスファハーンのイマーム広場（イラン）、ポツダムとベルリンの宮殿群と公園群（ドイツ）、フェルテ/ノイジードル湖の文化的景観（ハンガリー/オーストリア）などがあり、ほかにも第32回世界遺産委員会ではサンクトペテルブルク歴史地区と関連建造物群（ロシア）やシェーンブルン宮殿と庭園群 （オーストリア）、第41回世界遺産委員会ではシャフリサブス歴史地区（ウズベキスタン）や海商都市リヴァプール（イギリス）などでも開発が問題となった。他方で、上述のドレスデン・エルベ渓谷や海商都市リヴァプールのように、再開発との関連によって、世界遺産リストから抹消された例もある。
他方、景観をどうとらえるかという問題は一義的に確定させられるとは限らず、月の港ボルドー（フランス）で歴史的な旋回橋が取り壊され、代替橋が計画された際には、ICOMOSと世界遺産センターによる影響評価が正反対になり、世界遺産委員会の決議でも強い決定には至らなかった。また、エッフェル塔（パリのセーヌ河岸の構成資産）が建設当初は酷評されたことを例に挙げ、特定の時点の都市景観で固定することに疑問を呈する専門家も複数いる。
こうした開発の問題では、緩衝地帯内さらには緩衝地帯の外の開発すら問題となることがあり、上述のロンドン塔の事例もそうである。こうした問題に対して、以下のように歴史的都市景観に関するいくつかの宣言や取り決めが行われている。

#### 歴史的都市景観

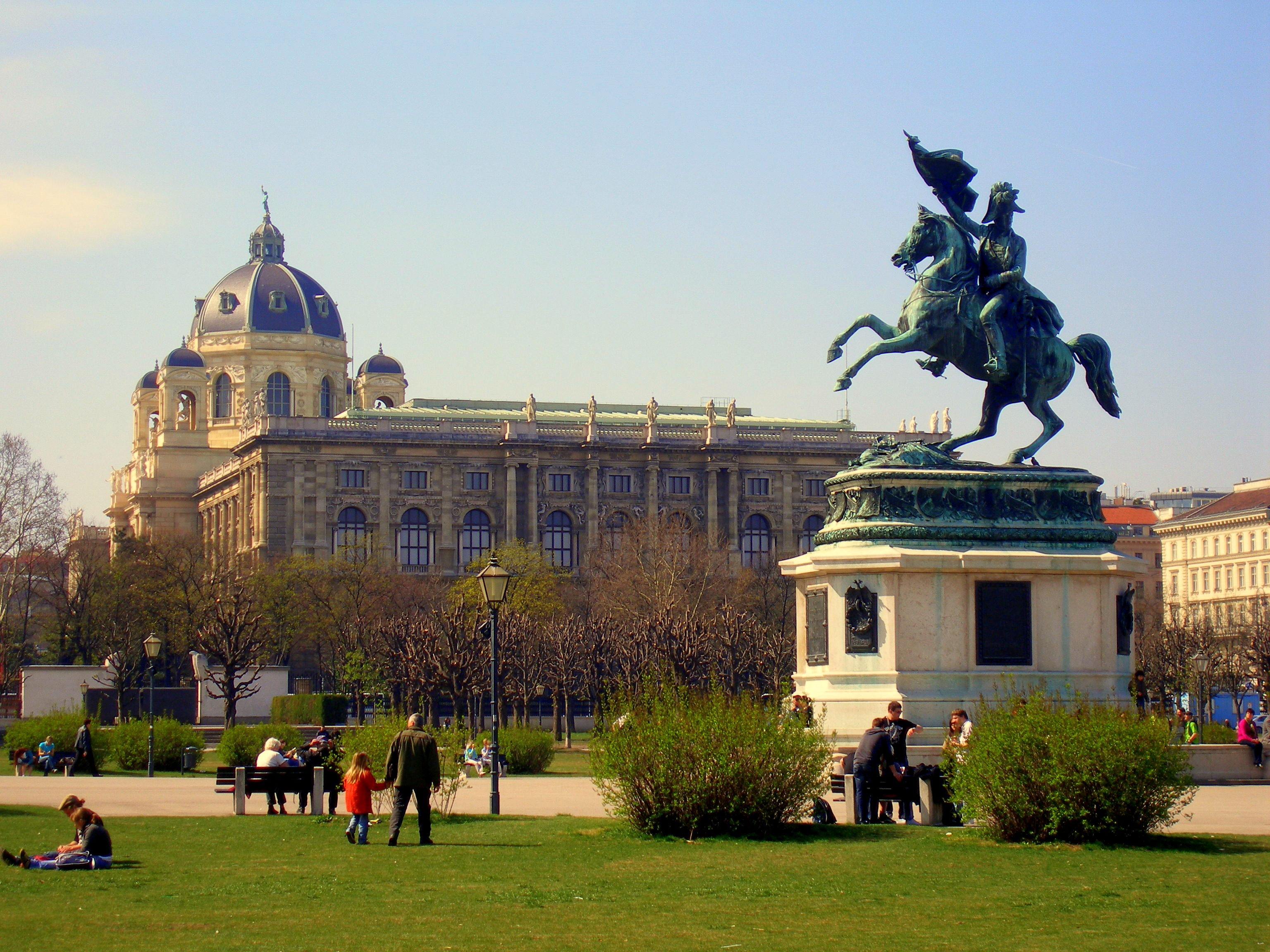
ウィーン歴史地区

ウィーン歴史地区（オーストリア）では、2001年の世界遺産リスト登録直後に、緩衝地帯での高層ビル建築計画が明らかになった。世界遺産委員会では、世界遺産リストからの抹消さえも議題となったが、ウィーン当局による計画修正によって、危機遺産リスト入りすらもしなかった。
このウィーンでは、2005年に開催された国際会議で「世界遺産と現代建築に関するウィーン覚書」が採択され、これを踏まえて同年の世界遺産条約締約国会議では「歴史的都市景観の保護に関する宣言」が採択された。この宣言では、都市の成長のための開発には、歴史的都市景観の保護も尊重されるべきことや、世界遺産としての顕著な普遍的価値が何よりも保護されるべきものであることが謳われている。それ以外にも歴史的都市景観に関する議論や宣言は複数出されており、2011年のユネスコ総会では、それらを踏まえた勧告も出された。

ただし、その勧告も踏まえて、翌年さっそく「セビリアの大聖堂、アルカサル、インディアス古文書館」（スペイン）の危機遺産リスト入りが議論された際には、登録時点で問題ないとされていた保護体制が、後から策定された概念によって危機遺産とされることの是非が問題となり、危機遺産リスト入りは回避された。他方、ウィーン覚書が採択されたウィーン歴史地区は、その後の開発計画によって2017年に危機遺産リスト入りし、世界遺産リストからの抹消も取り沙汰される事態になっている。

### 観光地化

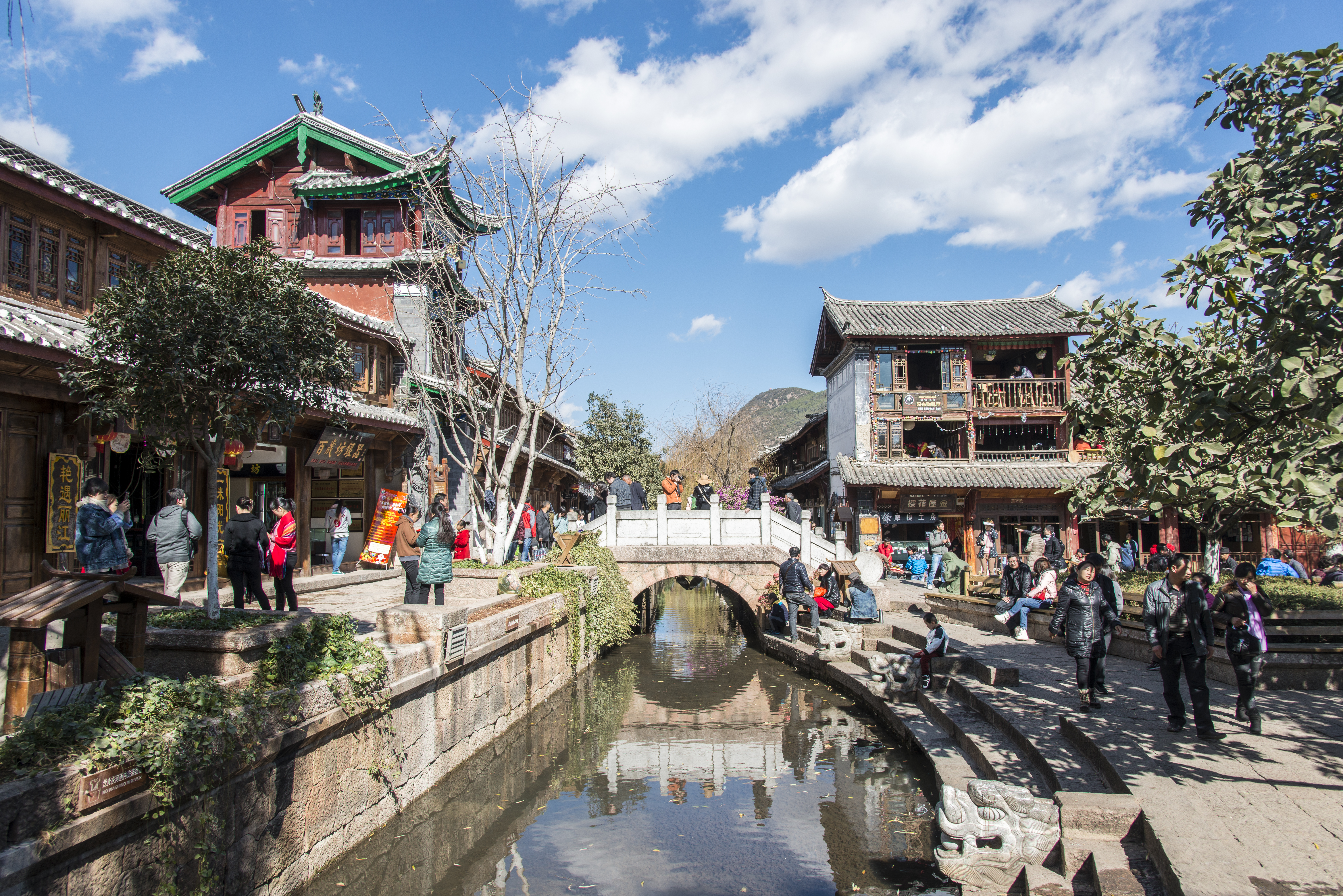
麗江古城の街並みと水路

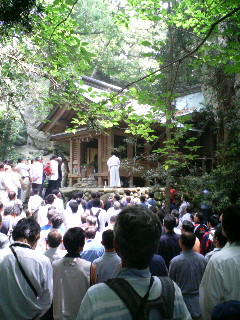
かつての沖ノ島は、大祭の時に一般男性客の参拝も可能だった

世界遺産に登録されることは、周辺地域の観光産業に多大な影響がある。もともと文化遺産に対する観光地化の弊害については、世界遺産以前から問題視する意見はあり、ICOMOSでは「国際文化観光憲章」（1976年）を発表し、文化遺産の保護を訴えていた。しかし、世界遺産を観光振興に結び付けようとする姿勢は根強く、その弊害も表出している。
たとえば、白川郷・五箇山の合掌造り集落では、登録後に観光客数が激増した。白川郷の場合、登録直前の数年間には毎年60万人台で推移していた観光客数が、21世紀初めの数年間は140 - 150万人台で推移している。このような事態に対し、自治体、村民、専門家たちが対応し、交通規制などの策定も行われるようになっているが、土産物屋などの観光客向けの施設の増加そのものにも否定的な意見は見られる。
こうした傾向は日本に限った話ではなく、たとえば、麗江古城（中国）もしばしば急速な観光地化の例として挙がる。麗江古城はナシ族の伝統的街並みが保存され、町に張りめぐらされた水路も伝統的な習俗と結びついてきた。しかし、世界遺産登録（1997年）の前後で、観光客数は約70万人（1995年）から約370万人（2006年）へと急増したが、商業目当ての漢民族の流入などにより、ナシ族の住民は約1万6,900人（1997年）から約6,000人（2005年）へと減少した。さらに、水道の普及により、ナシ族住民にとっても古城を流れる水との結びつきが薄れる中、伝統文化への理解が足りない観光客たちの心ない行動も重なり、水質が著しく悪化した。こうした観光地化の流れには、近代的な建て替えが進みつつあった中で有形の建造物群を守ったという面と、伝統的な生活風景を失わせたという面が存在する。
このように、急速な観光地化が、その地域の本来の姿の保全にとって、マイナスに作用することが起こりうる。世界遺産は保全が目的であり、観光開発を促進する趣旨ではないため、世界遺産登録によって観光上の開発が制限されている地域もあり、マッコーリー島（オーストラリア）のように観光客の立ち入りが禁止されている物件もある。観光地化が進んだ世界遺産の場合、一部ないし全部で入場制限などの規制が敷かれるようになった場合もある。たとえば、一部に人数や時間の制限をかけたマチュ・ピチュの歴史保護区（ペルー）やラサのポタラ宮の歴史的遺跡群（中国）、ピサの斜塔をガイドつきツアーに限定したピサのドゥオモ広場（イタリア）などを挙げることができる。
また、沖ノ島（「神宿る島」宗像・沖ノ島と関連遺産群の構成資産）はもともと宗教上の理由で女人禁制であったが、世界遺産登録を機に、神職以外の入島を全面禁止するという形でさらに厳格化し、観光地化とは一線を画する姿勢を鮮明にした。
その一方で、貧困にあえぐ国などでは観光を活性化させることで雇用を創出することが、結果的に世界遺産を守ることにつながる場合もある。こうした問題に関連して、2001年の世界遺産委員会では、地域住民の経済利益と遺産の保護とを両立させるために、「世界遺産を守る持続可能な観光計画」の作成が始まった。

### 気候変動への対応
第44回世界遺産委員会において世界遺産保全に気候変動対策を盛り込むことが決定し、全ての世界遺産条約締結国に対して個々の登録物件について遺産影響評価（HIA）して報告すること、今後の新規の推薦の際に被害想定と対策案を盛り込むことを義務付けた。
また、危機意識を高める目的でユネスコが気候変動のリスクを分析するClimate X社に、2024年に登録された最新の世界遺産を含む全1223件を対象に気候変動が及ぼす影響の調査を依頼。特に深刻な被害が及ぶ可能性が高い50の世界遺産を公表した。日本からは姫路城と明治日本の産業革命遺産 製鉄・製鋼、造船、石炭産業が上げられた
。

### 政治問題化

#### ロビー活動

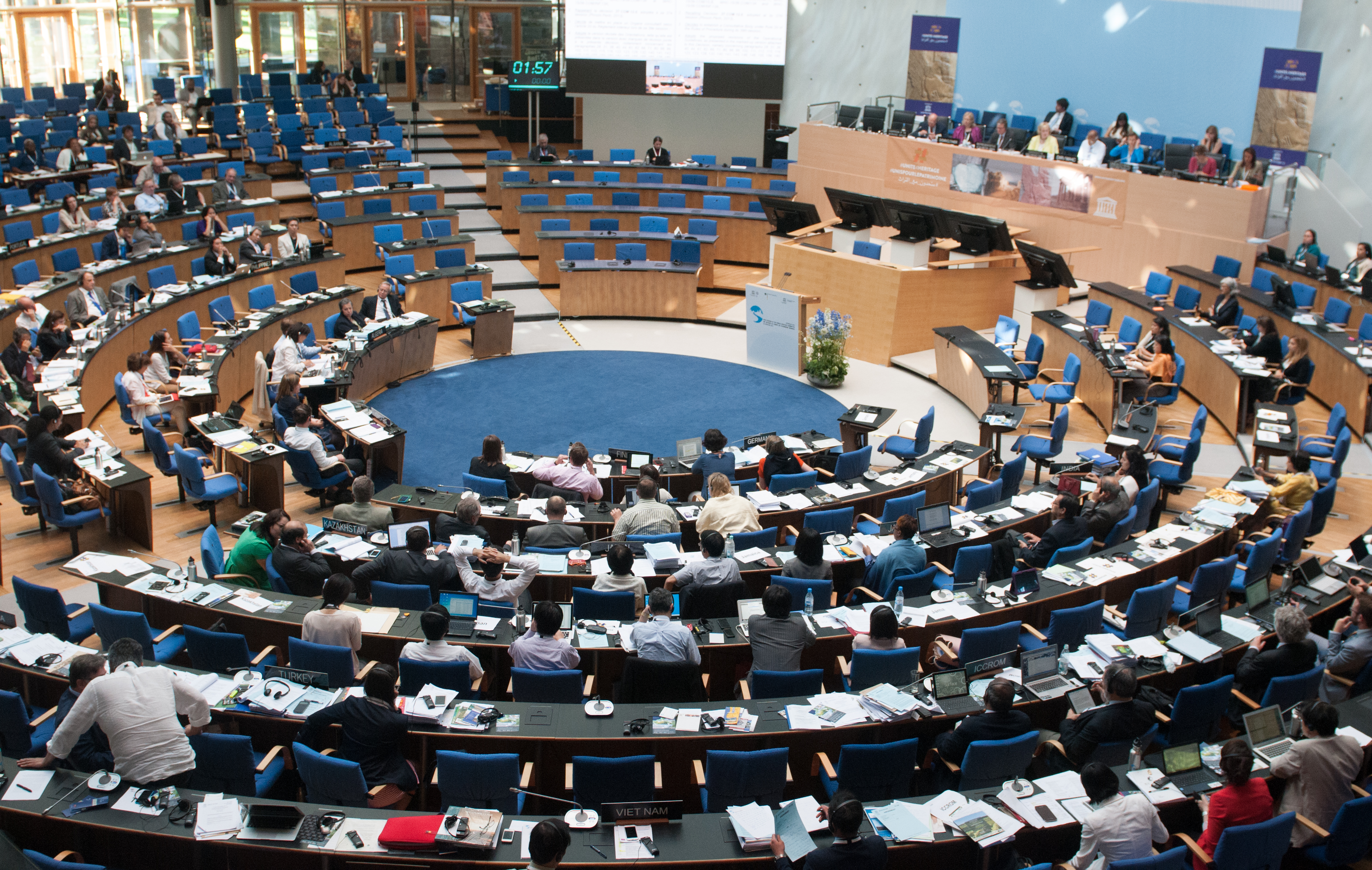
第39回世界遺産委員会（ボン、2015年）

世界遺産への注目度が上がるにつれて、世界遺産委員会の規模も膨れ上がっている。審議に直接参加するのは委員国と諮問機関だけだが、オブザーバー参加が多いのである。第32回世界遺産委員会の際には、開催国カナダが、会場に参加者を収容しきれない可能性を警告するに至った。
こうした注目の高まりの中、各国が自国の世界遺産登録を目指すロビー活動が盛んになっている。前述したように、諮問機関の勧告が覆され、逆転登録が相次ぐようになっているが、その背景にも、そうしたロビー活動の過熱がある。
ビューローが登録物件を実質的に決めていたときは、ビューローから世界遺産委員会までの約半年間がロビー活動の時期だった。ビューローでの登録審査が廃止された際には、世界遺産委員会での決定に一元化することで、ロビー活動を抑制できるのではないかとも期待された。しかし実際には、諮問機関の勧告が出てから世界遺産委員会が開催されるまでの約6週間に、激しいロビー活動が展開されている。
専門家が不備を指摘した物件が次々と逆転登録を果たす状況に対し、第35回世界遺産委員会（2011年）では、かえって締約国に対する「毒入りの贈り物」になる可能性があるとする警告が、IUCNから発せられた。IUCNはそれ以前からも、リストの信頼性低下に対する懸念を表明していた。

また、翌年の世界遺産条約採択40周年記念最終会合では、元世界遺産センター長のベルント・フォン・ドロステからも、世界遺産制度が専門家中心から外交官中心となることへの懸念が表明されており、第41回世界遺産委員会（2017年）では議長を務めたヤツェク・プルフラが、議論が政治的であることを戒める場面がたびたびあったという。

#### 民族・領土問題

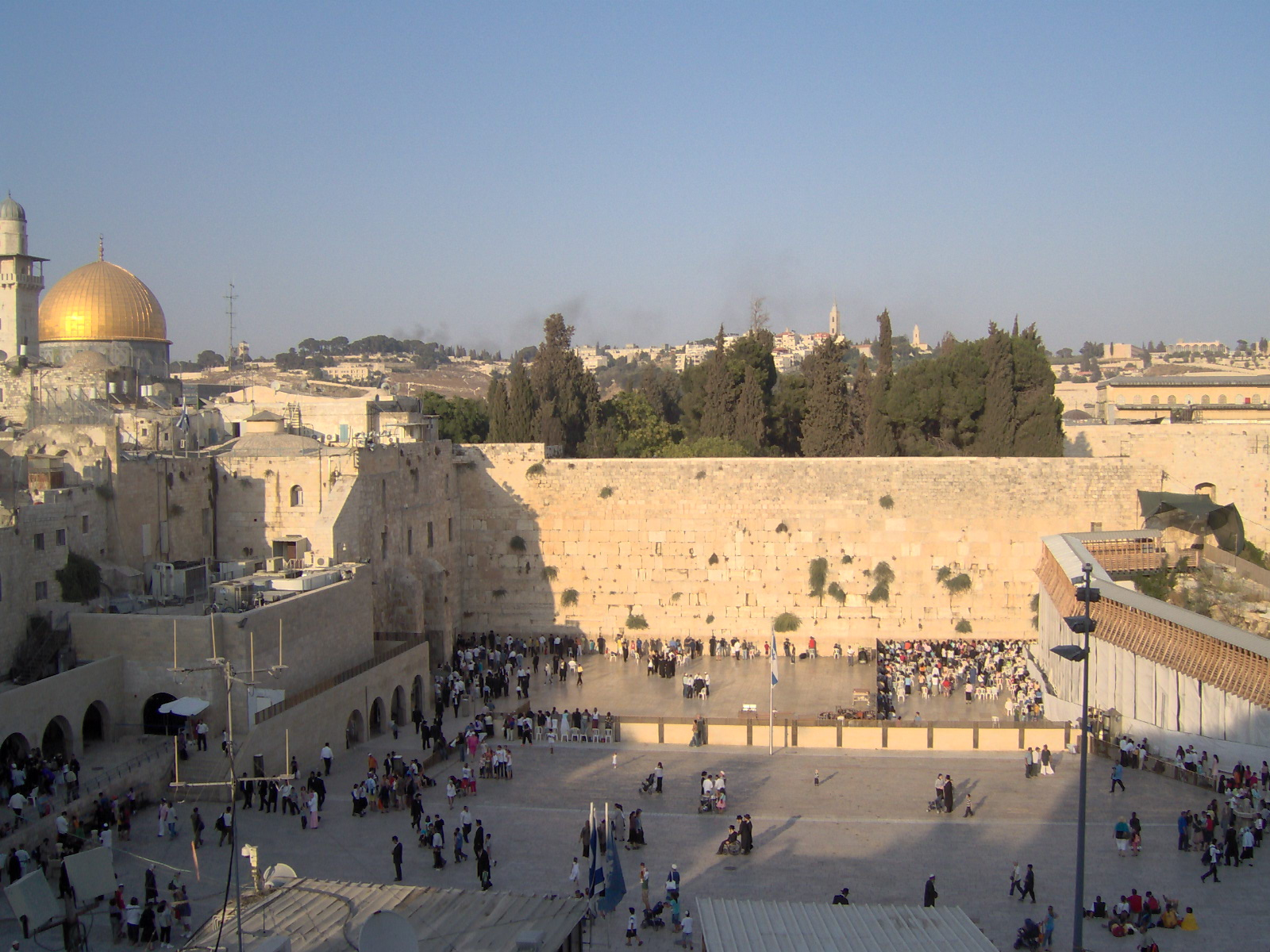
特定の保有国に属さない唯一の世界遺産エルサレムの旧市街とその城壁群は、1982年以降、危機遺産リストに登録され続けている

世界遺産は保有国が推薦する形をとるため、帰属問題の解決していない物件の推薦は、当該国同士の争いを生むことがある。たとえば、タイとカンボジアの国境に位置するプレアヴィヒア寺院はタイ外相との合意を踏まえてカンボジアの世界遺産として登録されたが、それはタイ国民の反発を招き、タイとカンボジアの国境紛争を招くこととなった。
アラブ諸国とイスラエルの間でもたびたび問題が持ち上がる。イスラエルは「ダンの三連アーチ門」を推薦しており、諮問機関からは「顕著な普遍的価値」を認められているが、国境近い立地による法的問題から、たびたび審議が延期されており、登録が先送りされている。
逆に、登録されているものの、されるたびに問題となるのがパレスチナの世界遺産である。パレスチナは世界遺産登録と領土の承認を結びつけていることから、世界遺産条約締約以降、積極的に推薦を行っているが、3件連続で緊急的登録推薦の手続きがとられ、いずれも投票で決着するなど、審議のたびに紛糾している。特に3件目にあたるヘブロン/アル＝ハリール旧市街の登録は、イスラエルとアメリカ合衆国の強い反発を招き、両国がユネスコを脱退することにつながった。ただし、アメリカはパレスチナがユネスコに加盟した時点で、国内法に基づいて世界遺産基金への拠出を停止しており、ユネスコもアメリカの投票権を停止している。このため、ユネスコ脱退表明が新たな実害をもたらす可能性は低いが、世界遺産基金の5分の1以上を占めるアメリカの分担金拠出停止が長引く中で、世界遺産基金の財源不足は深刻なものとなっている。
民族間の摩擦は国際的なものだけでなく、一国内でも起こりうる。中華人民共和国の世界遺産では、雲南の三江併流保護地域群の保護にあたり、保護区内で伝統的農牧業を営んでいたチベット・ビルマ語派を話す少数民族たち500世帯が、強制的に移住させられた。

#### 歴史認識

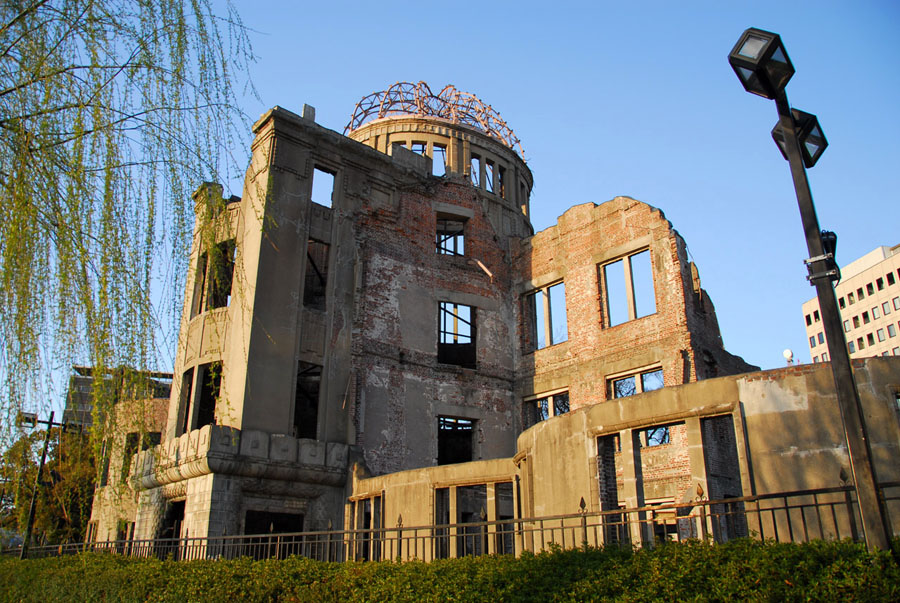
原爆ドーム。アメリカが棄権した理由は、戦争遺跡を世界遺産条約の対象外とする立場からだった。

国ごとに認識の異なる論点に関わると、世界遺産の登録に際して問題が起こることもある。たとえば、高句麗が中国史なのか朝鮮史なのかという高句麗論争を投影し、高句麗の古墳群の登録は2年越しで紛糾した。まず、2003年の世界遺産委員会で北朝鮮国内の遺跡が単独審議された際に、中国にも同種の遺跡があることが指摘され、翌年に審議が先送りされた。その際の委員国に中国が含まれており、東北工程を進めていた中国が、北朝鮮の先行を嫌ったことも一因と推測されている。そして、翌年の審議では、将来的に統一されることが望ましい旨の決議とともに、高句麗前期の都城と古墳（中国）と高句麗古墳群（北朝鮮）が別個に登録されることとなったのである。この件では、中国は高句麗文化を中華文化の一部とする主張を繰り返したが、韓国はそうした主張に強く反発し、北朝鮮の支援に回った。
ほかにも、原爆ドームの登録にあたっては中国が反対、アメリカが棄権したが、中国は、日本が被害者の側面ばかりを強調して政治利用することへの懸念を理由として挙げていた。このような微妙な案件であったことから、日本側の要請によって、6月のビューローでは登録の可否が示されず、委員会審議直前の臨時ビューローに持ち越されるという経緯をたどった。

また、明治日本の産業革命遺産 製鉄・製鋼、造船、石炭産業の登録の際には、明治時代に限定されるとする日本側の主張に対し、日本統治時代の朝鮮人徴用と関連づけた韓国側が納得せず、当時のユネスコ事務局長イリナ・ボコヴァに陳情しただけでなく、慣例的に禁じ手とされている勧告前の諮問機関へのロビー活動まで展開した。最終的には日韓の協議も踏まえて登録されたが、その審議では各国の祝辞が省かれるなど、異例の手続きがとられた。

## 世界遺産の教育
世界遺産条約では、教育や広報の重要性が定められている。
ユネスコも若年層の啓発に積極的で、1994年からは「若者のための世界遺産教育プロジェクト」を開始している。このプロジェクトの一環で、世界遺産ユースフォーラムが開催され（第1回は1995年ベルゲン、第2回は1998年大阪市ほか日本各地）、アジア・太平洋などの地域単位でのユースフォーラムも順次開催されている。
また、各種教育機関でも世界遺産は教育に取り入れられており、後述するように、高等教育機関では「世界遺産学」も提唱されている。さらに、生涯学習という観点から、世界遺産を主題とするテレビ番組などの意義も指摘されている。そうした番組としては、たとえば日本では、『探検ロマン世界遺産』（NHK）、『世界遺産』（TBS）などが、また、ドイツでは『世界の宝』などが放送されてきた。世界遺産を扱うテレビ番組は、広報面での効果についても評価されている。

### 世界遺産学

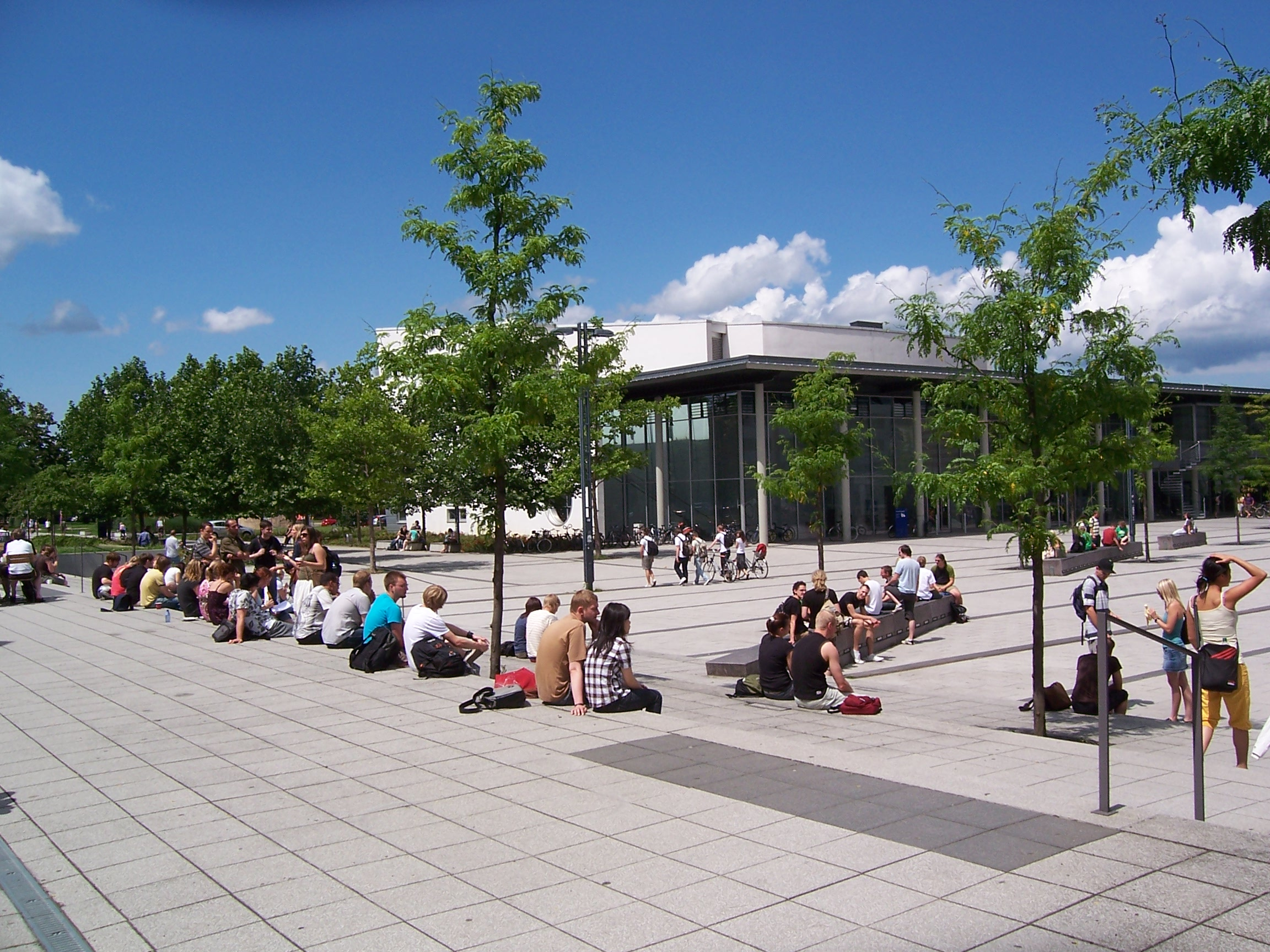
ブランデンブルク工科大学

世界遺産を専門に研究する学問は「世界遺産学」と呼ばれる。たとえば、秋道智彌（総合地球環境学研究所教授）は、「世界遺産のもつ意義、遺産の普遍性と特異性、多様性などを明らかにする研究」と定義づけている。これはあくまでも定義の一例だが、いずれにしても、世界遺産学は人文科学・社会科学・自然科学を融合させ、地球規模で考究する学問となることが期待される。
日本では、1979年に日本初の文化財学科を設立した奈良大学が、古都奈良の文化財の世界遺産登録（1998年）を踏まえ、文学部内に世界遺産コースを設立した。大学院としては、筑波大学大学院が2004年に修士課程の「世界遺産専攻」、2006年に博士課程の「世界文化遺産学専攻」を設置している（のちに修士課程・博士課程とも世界遺産学学位プログラムに改編）。ほかに、大学通信教育としてサイバー大学が世界遺産学部を設置し、特定非営利活動法人の世界遺産アカデミーによる世界遺産検定などとも連携していた。しかし、これは2010年秋学期以降、新規学生の募集が停止された。
日本以外に、アジアでは北京大学（中国）で1998年以降、世界遺産講座が開講されており、そのテキストは市販もされている。ヨーロッパでは、ブランデンブルク工科大学（ドイツ）、バーミンガム大学（イギリス）、ユニバーシティ・カレッジ・ダブリン（アイルランド）、トリノ大学（イタリア）などに世界遺産専攻コースが設置されており、ブランデンブルク工科大学のカリキュラムは2年間、ほかは1年間である（2015年時点）。ブランデンブルク工科大学は、ほかにヘルワン大学（エジプト）と共同での修士課程も設置している。

## ユネスコの他の遺産
ユネスコの世界遺産、無形文化遺産、世界の記憶（世界記憶遺産）は、あわせてユネスコの「三大遺産事業」、「ユネスコ三大文化遺産事業」などと呼ばれることがある。

### 無形文化遺産
世界遺産条約の草案には無形文化財への言及もあったとされるが、成立・発効した世界遺産条約は不動産のみを対象としている。このため、地域ごとに多様な形態で存在する文化を包括的に保護するためには、無形の文化遺産を保護することも認識されるようになり、2003年のユネスコ総会で無形文化遺産の保護に関する条約（無形文化遺産条約）が採択された。もともと国際的に見ても、無形文化財や民俗文化財を対象とする保護法制が整備されている例は珍しく、無形文化遺産条約の成立以前には日本と韓国くらいにしかなかったといわれる。わけても日本の法制は、韓国の文化財保護法の制定にあたっても、大きな影響を与えた。こうした経緯から、先住民との関係や、文化的景観で無形もカバーできるとして反対意見が強かった西欧諸国を説得し、無形文化遺産条約を成立に導く上では、日本の貢献は非常に大きかったとされている。

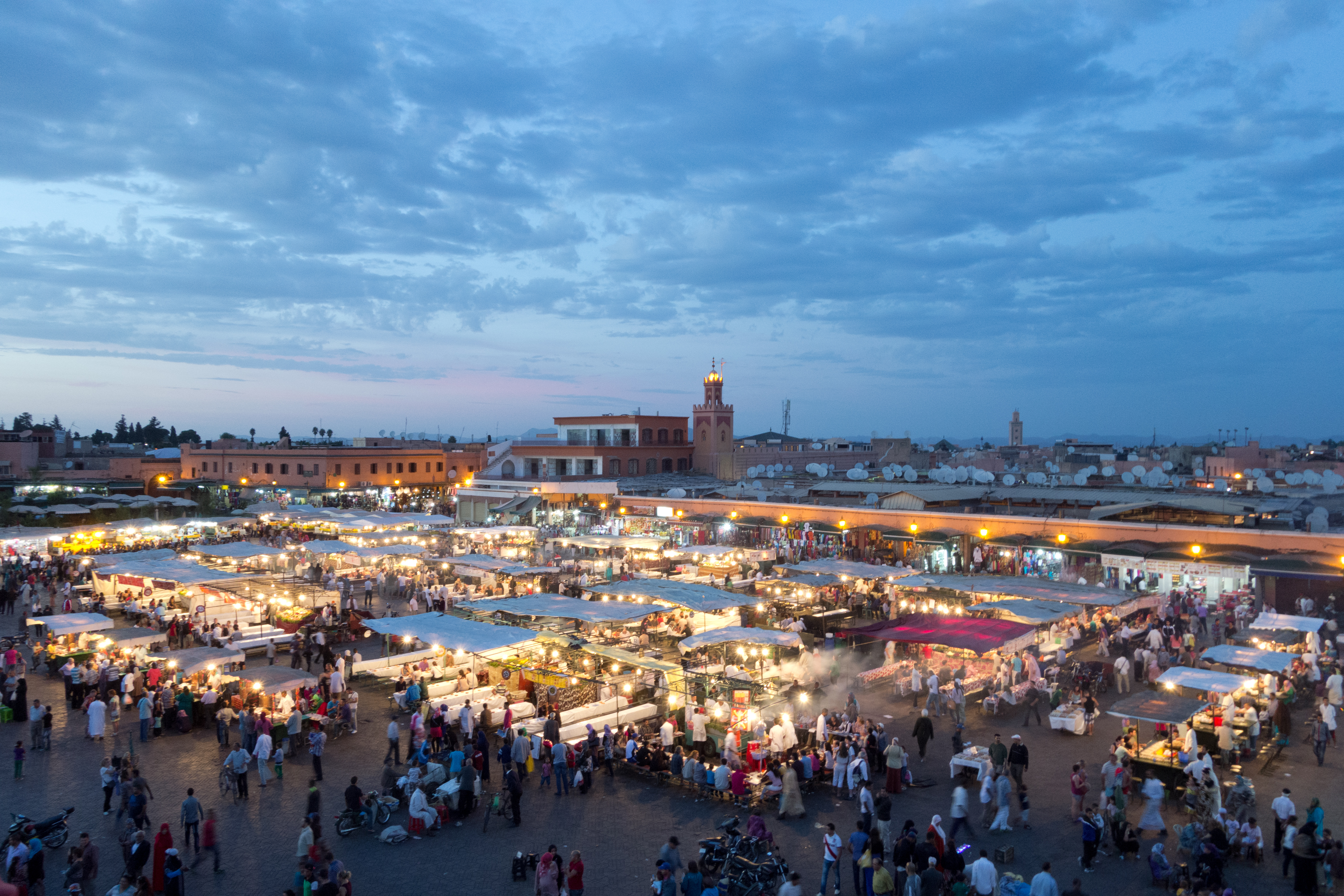
マラケシュ旧市街にあるジャマ・エル・フナ広場

世界遺産と無形文化遺産は別個のものであり、事務局も別である（前者はユネスコ世界遺産センター、後者はユネスコ文化局無形遺産課）。ただし、無形文化遺産の中には、たとえば
- 無形文化遺産「イフガオ族のフドゥフドゥ詠歌」と世界遺産「フィリピン・コルディリェーラの棚田群」
- 無形文化遺産「エルチェの神秘劇（英語版）」と世界遺産「エルチェの椰子園」（スペイン）
- 無形文化遺産「ジャマ・エル・フナ広場の文化的空間」と世界遺産「マラケシュの旧市街」（モロッコ）
- 無形文化遺産「宗廟祭礼祭」と世界遺産「宗廟」（大韓民国）

のように、世界遺産リスト登録物件との間に密接な結びつきがあり、有形と無形の「複合遺産」ととらえられるものもあることが指摘されている。
無形文化遺産は、もともと世界遺産のマイナス面を踏まえたうえで制度設計されており、当初の主眼は滅びかねない無形文化の保護にあった。ゆえに、その範疇にはない「フランス料理の美食術」の登録（2010年）は、専門家にも根強い反対意見が残るものであって、それ以降は、文化ナショナリズムや商業主義との結びつきなど、方向性の変質も指摘されるようになっている。

### 世界の記憶
世界の記憶は、日本では世界記憶遺産などとも呼ばれるが、世界遺産や無形文化遺産とは異なり、国際条約が存在しない。ユネスコが1992年に開始した事業であり、情報・コミュニケーションセクター（世界遺産や無形文化遺産は文化セクター）が担当する。真正性と国際的な重要性を基準として、有形の動産（記録物）を登録している。
その中には、
- 世界遺産「海印寺大蔵経板殿」に保管される「高麗大蔵経板と諸経板」[453]
- 世界遺産「バンスカー・シュチャヴニツァ歴史地区と近隣の工業建築物群」を補完する「バンスカー・シュチャヴニツァ鉱山庁の設計図と鉱山地図」[454]
- 世界遺産「ワルシャワ歴史地区」の再建事業を伝える「ワルシャワ再建局の記録文書」[455]
- 世界遺産「プランタン＝モレトゥスの家屋・工房・博物館複合体」に所蔵される「オフィシーナ・プランティニアーナの商業文書」[456]

などのように、世界遺産と関わりのある記録も含まれている。
「世界の記憶」の登録も注目度が上がるに従い、国家間で認識の異なる物件の登録をめぐって大きな議論を引き起こしてきた。世界遺産などと違い、審査を行うのは事務局長が任命した専門家委員会であり、審議内容は非公開である。この制度は中国の申請による南京事件の登録時に日本で強い反発を引き起こし、それを受けてユネスコが「世界の記憶」登録に関する制度改正を検討することにつながった。このとき、日本の一部ではユネスコ分担金の支払いを停止すべきという強硬意見も出ており、韓国などが進めた従軍慰安婦の登録が見送られた際（2017年）には、それらの国から関連性を疑われた（ユネスコは分担金関連の圧力を否定）。